# Dingo
Der Dingo (Canis lupus dingo) ist ein Haushund, der schon vor Jahrtausenden verwilderte und heute in vielen Teilen seines Verbreitungsgebietes in Südostasien und vor allem Australien vom Menschen völlig unabhängig lebt. Dingos werden zu den Pariahunden gezählt.
Die Bezeichnung Dingo ist meist synonym mit dem Australischen Dingo. Genetische Analysen konnten aber auch Dingopopulationen in Thailand nachweisen, wo die Tiere hauptsächlich in der Nähe der Menschen leben. Daneben gibt es andere Hundepopulationen (z. B. die Neuguinea-Dingos), die zwar eine äußerliche Ähnlichkeit mit Dingos besitzen, bei denen aber bisher nicht nachgewiesen werden konnte, ob es sich tatsächlich um solche handelt.

## Name
Der Dingo hat sowohl im wissenschaftlichen als auch im umgangssprachlichen Bereich mehrere Bezeichnungen, wovon das Wort „Dingo“ eine der am weitesten verbreiteten ist. Daneben wird auf dem australischen Kontinent inzwischen in beiden Bereichen häufig nur noch der Begriff „Wildhund“ (englisch wild dog) benutzt, der alle Dingos, Dingo-Mischlinge und meistens auch alle anderen verwilderten Haushunde umfasst (in bestimmten Fällen werden alle wildlebenden Hunde als Dingos bezeichnet oder nur Dingos und deren Mischlinge). Dieser Begriff wird aber auch nicht einheitlich verwendet, schließt in einigen Fällen Dingos aus und bezieht sich in anderen nur auf Dingos und Dingomischlinge.

### Wissenschaftliche Bezeichnungen
Der wissenschaftliche Name des Dingos veränderte sich oft seit dem Zeitpunkt seiner ersten offiziellen Namensgebung im Jahr 1792 (Canis antarcticus). Einige andere frühe Artennamen für den Dingo waren C. australasiae (1820), C. australiae (1826), C. dingoides (1915), C. macdonnellensis (1915), C. novaehollandiae (1831), C. papuensis (1879) und C. harappensis (1936).
Die in den letzten 50 Jahren am häufigsten benutzte Bezeichnung für den Dingo lautet Canis familiaris dingo, die den Dingo als Unterart des Haushundes und den Haushund als eigene Art ansieht. In der Taxonomie zurzeit am meisten anerkannt ist die Bezeichnung Canis lupus dingo, allerdings wird dieser Name in der Literatur nicht sehr häufig verwendet. Zudem wird in der derzeitigen Version von Mammal Species of the World zwar die Bezeichnung Canis lupus dingo benutzt, der Dingo allerdings nach wie vor als Haushund eingestuft. Daneben sind die Bezeichnungen Canis dingo, die den Dingo als eigene Art bezeichnet, sowie Canis lupus familiaris dingo und Canis lupus forma familiaris in Gebrauch.

### Umgangssprachliche Bezeichnungen
In der Umgangssprache ist die am weitesten verbreitete Bezeichnung für diesen Hund das Wort „Dingo“. Sie stammt aus den frühen Tagen der europäischen Besiedlung in New South Wales und leitet sich vermutlich von dem Wort Tingo ab, das die zahmen Hunde der Aborigines im Gebiet von Port Jackson bezeichnete.
Je nach Sprache der Ureinwohner haben Dingos in Australien unterschiedliche Namen. Dazu zählen unter anderem Joogong, Mirigung, Noggum, Boolomo, Papa-Inura, Wantibirri, Maliki, Kal, Dwer-da, Kurpany, Aringka, Palangamwari und Warrigal. Dabei ist es weit verbreitet, unterschiedliche Bezeichnungen zu verwenden, je nachdem, wo die Hunde leben. Die Yarralin haben zum Beispiel für die Hunde, die bei ihnen leben, das Wort Walaku, für die wilden Dingos aber den Begriff Ngurakin.
Je nach Gebiet werden Dingos mitunter als Bergdingos, Steppendingos, Wüstendingos, Nord-Dingos, Kap-York-Dingos oder tropische Dingos bezeichnet. In jüngerer Zeit begann man, den australischen Dingo auch als „einheimischen australischen Hund“ (englisch Australian native dog) oder als „australischen Wolf“ zu bezeichnen. Weiterhin werden sie als „wilde Hunde“ bezeichnet, wenn sie Probleme bereiten, aber als „Dingos“, wenn die infrage kommenden wilden Hunde oder Dingos nützlich sind (in ökologischer oder wirtschaftlicher Weise) oder einen Kultstatus haben (als Totem und berühmtes australisches Tier).

## Äußere Merkmale

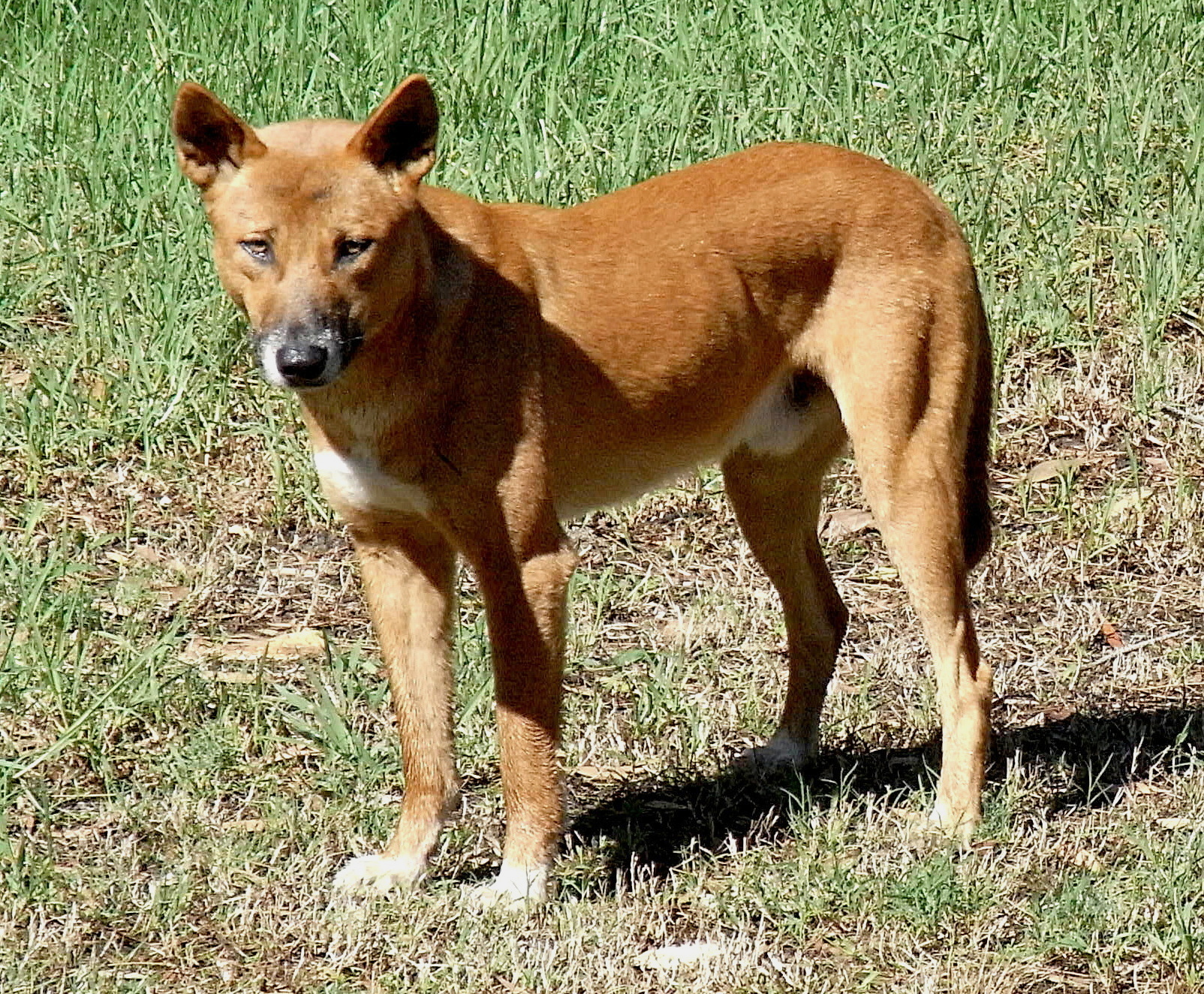
Ein typischer, wild lebender Dingo

Der Dingo ähnelt in vielen Merkmalen südostasiatischen Haushunden und indischen Pariahunden. Die Augenfarbe variiert von Gelb über Orange bis zu Braun.

### Körperbau
Dingos haben einen relativ breiten Kopf, eine spitz zulaufende Schnauze und Stehohren. Im Vergleich zu anderen Haushunden gleicher Größe haben Dingos eine längere Schnauze, größere und längere Zähne und einen flacheren Schädel.
Der durchschnittliche Dingo hat eine Schulterhöhe von 52 bis 60 cm und ist von der Nase bis zur Schwanzspitze 117 bis 124 cm lang. Er wiegt 13 bis 20 kg, es wurde aber auch schon ein wilder Dingo von 27 kg Gewicht beobachtet. Männchen sind in der Regel größer und schwerer als Weibchen gleichen Alters. Dingos aus Nord- und Nordwestaustralien sind größer als die in Zentral- und Südaustralien, und alle australischen Dingos sind größer und schwerer als ihre asiatischen Verwandten.
Die Beine sind ungefähr halb so lang wie Körper und Kopf zusammen. Die Hinterfüße machen etwa ein Drittel der Hinterbeine aus und haben keine fünfte Kralle. Beim Dingo können sowohl Säbelruten (normalerweise senkrecht hochgestellt und am Ende kopfwärts geneigt) als auch ein über dem Rücken getragener Schwanz auftreten.

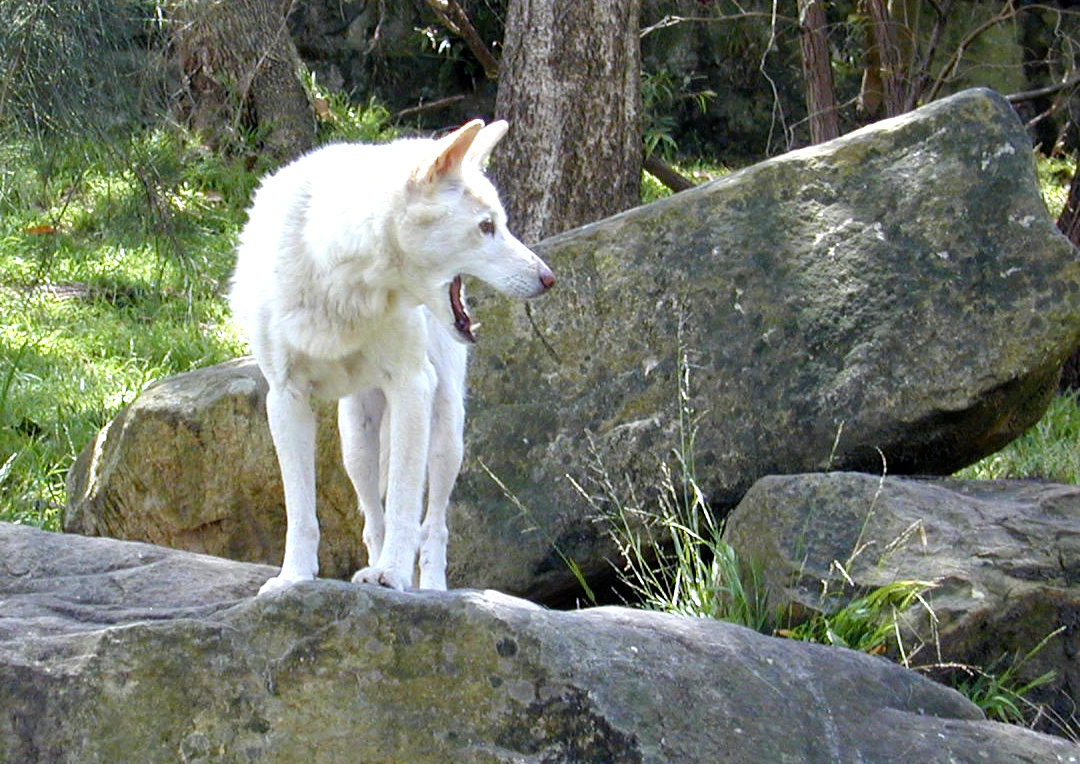
Ein seltener weißer Dingo

### Fell
Das Fell erwachsener Dingos ist kurz, am Schwanz buschig und in Dichte und Länge je nach Klima unterschiedlich. Die Fellfarbe ist meistens rot bis sandfarben, sie kann aber auch schwarz mit braun-gelblichen Zeichnungen und gelegentlich völlig schwarz, hellbraun oder weiß sein. Völlig schwarze Dingos waren wohl früher in Australien häufig, sie wurden in jüngster Zeit aber nur selten gesichtet und treten in Asien inzwischen häufiger auf als in Australien.
Die meisten Dingos sind mindestens zweifarbig, wobei am häufigsten kleine weiße Markierungen auf der Brust, am Maul, an der Schwanzspitze und den Pfoten oder Beinen sind. Bei rötlichen Individuen kommen feine markante dunkle Schulterstreifen vor. Alle anderen Färbungen und Färbungsmuster bei ausgewachsenen Dingos gelten heute als Hinweis auf eine Vermischung mit anderen Haushunden. Je nachdem wie historische Berichte ausgelegt werden, werden „reine“ Dingos auch als zobel, gestromt oder schwarz-weiß gefärbt beschrieben.

## Kommunikation
Wie alle Haushunde neigen auch Dingos stark zur lautlichen Verständigung, nur sind es in ihrem Fall meistens Heul- und Fieptöne und nicht wie bei anderen Haushunden das Bellen. Es konnten für australische Dingos acht Lautklassen mit 19 verschiedenen Lauttypen konkretisiert werden.

### Bellen
Im Vergleich zu den meisten anderen Haushunden bellen australische Dingos kurz und einsilbig. Das Bellen erwies sich bei Untersuchungen als relativ wenig variabel, und Untergruppen des Bellens, wie bei anderen Haushunden, wurden nicht gefunden. Zudem machte das Bellen nur fünf Prozent aller ermittelten Lautäußerungen aus. Australische Dingos bellen nur geräuschhaft oder in der Mischung atonal/tonal, und das Bellen wurde fast nur als Warnlaut ausgestoßen. Warnbellen in homotyper Sequenz und eine Art „Warnheulen“ in heterotyper Lauffolge wurden ebenfalls gezeigt. Das Bellgeheul beginnt mit mehreren Belltönen und geht in an- und abschwellendes Geheul über und dient ebenso wie das Husten vermutlich dazu, Junge oder Rudelmitglieder zu warnen. Zudem besitzen Dingos noch einen „klagenden“ Ruf, der meist beim Annähern an Wasserlöcher ausgestoßen wird, vermutlich, um schon anwesende Dingos zu warnen.
Dingos lassen sich nach bisherigem Wissensstand auch bei Kontakt mit anderen Haushunden nicht zu häufigerem Bellen animieren. Alfred Brehm berichtete allerdings von einem Dingo, der vollständig die haushundtypische Form des Bellens erlernt hatte und diese auch anwendete, während sein Bruder dies nicht tat. Ob Dingos generell seltener bellen beziehungsweise bellheulen, ist nicht geklärt.

### Heulen

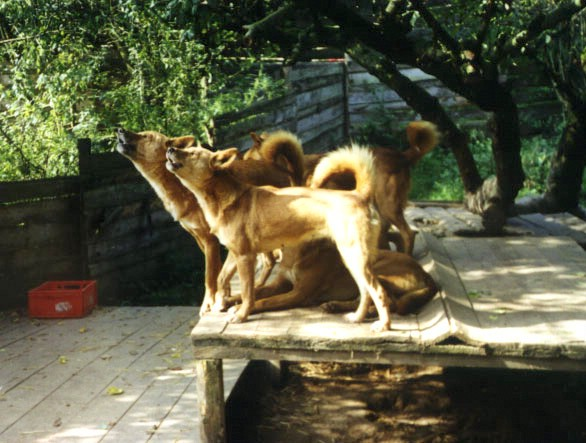
Heulende Dingos auf der Trumlerstation

Australische Dingos haben drei Grundformen des Heulens (Stöhnen, Bellheulen und Schniefen) mit mindestens 10 Variationen. Beim Heulen wurden drei grundsätzliche Arten festgestellt:
- lang und anhaltend,
- auf- und abschwellend,
- kurz und abrupt.

Bei jeder Art zeigten Untersuchungen eine Reihe von Abwandlungen, die Bedeutung der einzelnen Lautäußerungen ist jedoch nicht bekannt. Die Häufigkeit des Heulens variiert je nach Tages- und Jahreszeit und wird von Paarung, Abwanderung, Säugen, sozialer Stabilität und Zerstreuung beeinflusst. Ebenso kann das Heulen in Zeiten von Nahrungsknappheit häufiger sein, weil sich Dingos dann im Revier weiter verstreuen. Das Heulen scheint zudem eine Gruppenfunktion zu haben und wird bisweilen als Ausdruck freudiger Erregung (beispielsweise als Begrüßungsheulen) geäußert und kam bei Untersuchungen seltener vor als unter Wölfen. Es kann vorkommen, dass ein Hund mit dem Heulen beginnt und einige oder alle allmählich in ein Chorheulen einfallen und vereinzelt Belllaute ausgestoßen werden. In der Wildnis heulen Dingos über weite Entfernungen, um andere Rudelmitglieder anzuziehen, andere Hunde zu finden und Eindringlinge fernzuhalten. Dingos heulen mit erkennbaren Tonhöhen im Chor und mit zunehmender Zahl der Mitglieder steigt auch die Variabilität der Tonhöhen. Daher wird angenommen, dass Dingos die Größe eines anderen Rudels auch ohne Sichtkontakt abschätzen können.

### Weitere Kommunikationsformen
Bei Untersuchungen nahm das Knurren 65 % aller registrierten Lautäußerungen ein. Es wurde stets im agonistischen Kontext sowohl bei Dominanzverhalten als auch reaktiv als Abwehrlaut geäußert. Reaktiv aus der Defensive konnte es (wie bei vielen anderen Haushunden) nur selten oder gar nicht registriert werden. Das Knurren kommt häufig in Kombination mit anderen Lauten vor und wurde fast ausschließlich in seiner geräuschhaften Form (ähnlich wie das Bellen) registriert. Mischlaute werden relativ häufig im Kontext der Agonistik – also etwa im Kampf – ausgestoßen, hauptsächlich Knurrmischlaute.
Bei Untersuchungen in Deutschland wurde unter australischen Dingos eine Lautäußerung festgestellt, die von den Forschern „Schrappen“ genannt wurde. Sie trat ausschließlich im agonistischen Kontext auf, oftmals als Abwehr gegen aufdringliche Jungtiere und bei der Ressourcenverteilung. Dabei handelt es sich um eine Beißabsicht, bei der der Adressat jedoch nie berührt oder gar verletzt wird, sondern nur ein leises, aber deutliches Aufeinanderschlagen der Zähne zu hören ist.
Neben der Verständigung durch Laute kommunizieren Dingos wie andere Haushunde durch das Verteilen von Gerüchen über Scheuern, Koten und Urinieren an auffälligen Objekten, wie Grasbüscheln, und an Treffpunkten, wie Wasserstellen, Pfaden und Jagdgründen. Männchen markieren auch hier häufiger als Weibchen, und bei beiden sind Heulen und Markieren besonders häufig während der Paarungszeit. Ebenso wälzen sich Dingos in Gerüchen, die mit Beute oder Bekannten assoziiert werden.

## Lebensweise

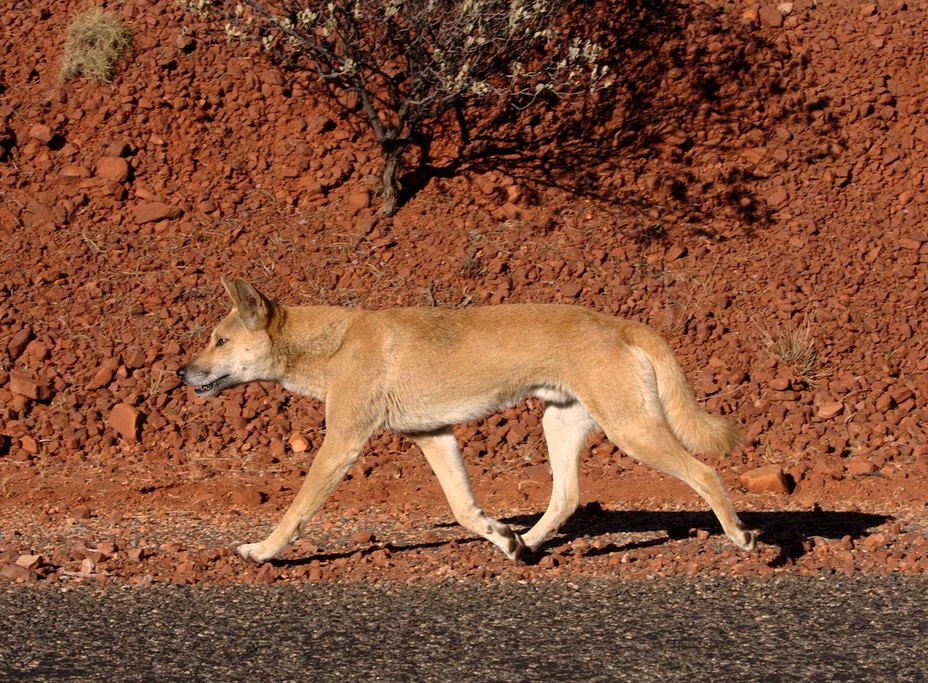
Dingos nutzen nachweislich wenig befahrene Straßen.

In wärmeren Gebieten sind Dingos oft nachtaktiv, in kühleren Regionen häufiger tagaktiv. Dingos haben ihre Hauptaktivitätszeiten bei Sonnenauf- und Sonnenuntergang. Die Aktivitätsperioden sind kurz (oft weniger als eine Stunde) und mit kurzen Ruhephasen durchsetzt. Sie besitzen zwei Arten von Streifgängen: einen „Suchgang“, der anscheinend mit der Jagd in Verbindung steht, und einen „Erkundungsgang“, der wohl dem Kontakt und der Kommunikation mit Artgenossen dient.
Generell sind Dingos Menschen gegenüber scheu. Es sind jedoch einige Fälle bekannt, wo sie sich von dem Anblick von Menschen wenig beeindruckt zeigten, beispielsweise an Zeltplätzen in Nationalparks, in der Nähe von Straßen und in Vororten. Laut Studien in Queensland bewegen sich die dortigen wilden Hunde im urbanen Bereich nachts völlig frei durch die Grundstücke, überqueren Straßen und kommen gut zurecht.

### Nahrung
Bei Dingos in Australien wurden 170 Tierarten (von Insekten bis zu Büffeln) als Teil der Nahrung nachgewiesen, generell scheint aber der Anteil von Nutzvieh an der Nahrung gering zu sein. Bei kontinentweiten Untersuchungen bestanden 80 % der Nahrung wilder Hunde aus 10 Arten: Rotes Riesenkänguru, Sumpfwallaby, Rind, Düsterratte, Spaltfußgans, Fuchskusu, Langhaarratte, Flinkwallaby, Wildkaninchen und Nacktnasenwombat. Diese enge Auswahl an Hauptbeute deutet darauf hin, dass sie eher Spezialisten als Opportunisten sind, aber in den tropischen Feuchtwäldern von Nordost-Australien sollen die dortigen Dingos opportunistische Jäger eines breiten Spektrums von Säugern sein. In bestimmten Gebieten spezialisieren sie sich für gewöhnlich auf die jeweils häufigste Beute, wobei mittelgroße bis große Säuger bevorzugt werden. Es wurde auch der Verzehr von Rotfüchsen und Hauskatzen nachgewiesen. Nichtsäuger werden nur gelegentlich gefressen und machen nicht mehr als zehn Prozent der Nahrung aus. Große Reptilien werden zumindest in Ostaustralien nur selten erbeutet, obwohl sie weit verbreitet sind. Möglicherweise sind vor allem große Warane zu wehrhaft und gut bewaffnet oder einfach fähig, schnell genug in Baue oder auf Bäume zu flüchten.

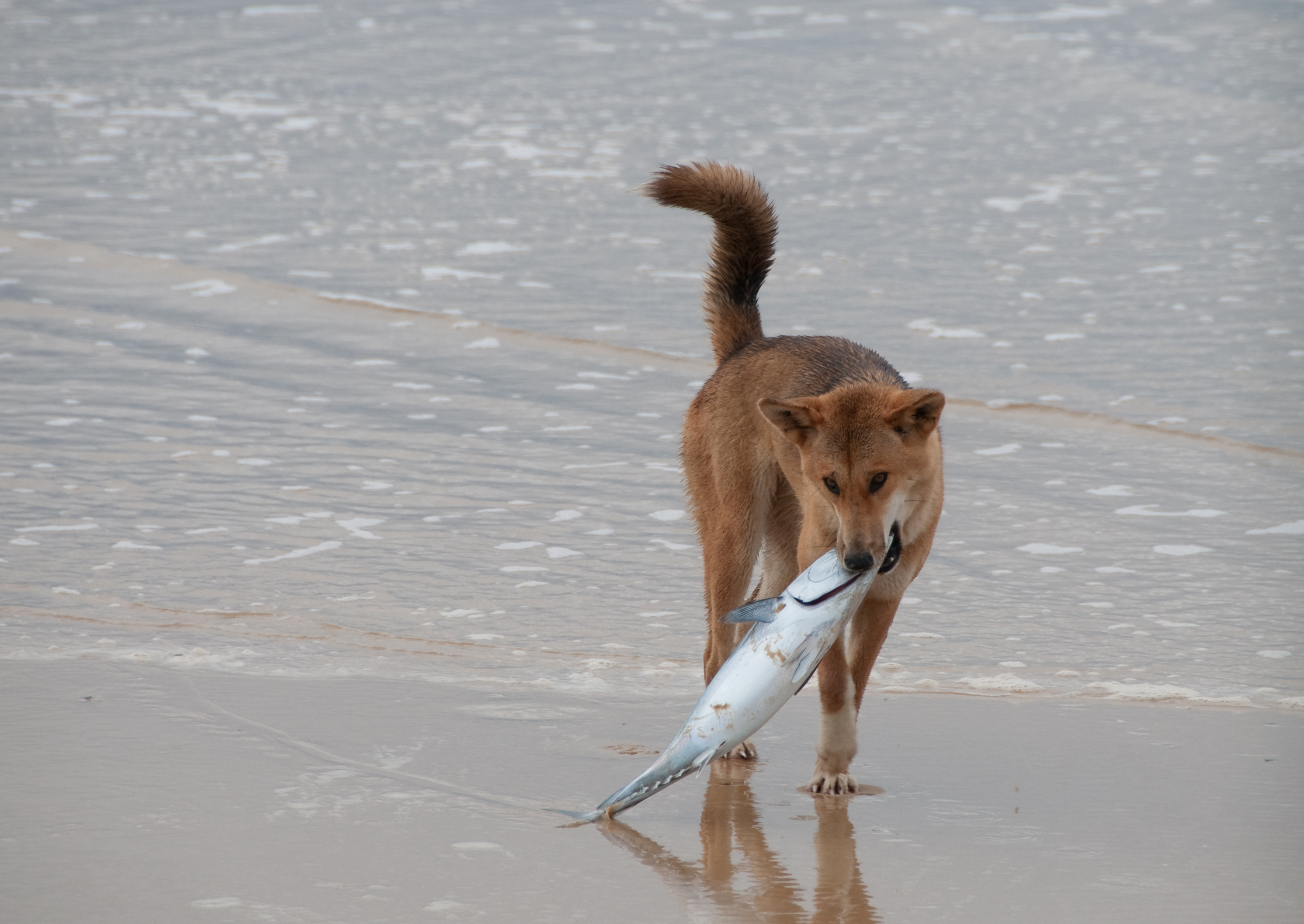
Ein Dingo am Strand

Die Zusammensetzung der Nahrung variiert von Region zu Region. So stellen in der Golfregion von Queensland verwilderte Hausschweine und Flinkwallabys einen wichtigen Teil der Nahrung dar. In den nördlichen Feuchtwäldern besteht die Hauptbeute aus Spaltfußgänsen, Nagetieren und Flinkwallabys. In den südlichen Gebieten des Nord-Territoriums aus Kaninchen, Nagetieren, Echsen und Roten Riesenkängurus, im trockenen Zentralaustralien aus Kaninchen, Nagetieren, Eidechsen (besonders in der Tanamiwüste), Roten Riesenkängurus und Rinderkadavern und im trockenen Nordwesten aus Berg- und Roten Riesenkängurus. In den Wüsten des Südwestens fressen sie hauptsächlich Kaninchen und in den östlichen und südöstlichen Hochlanden Wallabys, Possums und Wombats. Inwieweit die Verfügbarkeit von Kaninchen die Zusammenstellung der Nahrung beeinflusst, ist noch nicht geklärt, da aber zum Ende des 20. Jahrhunderts die Anzahl der Kaninchen in Australien aufgrund der Chinaseuche stark abnahm, wird angenommen, dass sich die Hauptnahrung der Dingos in den betroffenen Gebieten verändert hat. Auf K’gari wurden auch Fische als großer Teil der Nahrung nachgewiesen. Der Hauptteil bestand aber aus zwei Bandicoot- und verschiedenen Rattenarten. Ebenso fraßen sie relativ große Mengen an Echidnas, Krabben, kleinen Skinks, Früchten und anderen Pflanzen, sowie Insekten (meistens Käfer). Bei diesen Untersuchungen enthielten nur zehn Prozent der Kotproben menschliche Abfälle (in einer früheren Studie wurden 50 % berichtet).
Im Fall von Aas werden vor allem Rinder und Kängurus gefressen (auch Kamele wurden nachgewiesen). Dingos in Küstenregionen patrouillieren regelmäßig an den Stränden und fressen dort tote Fische, Seehunde, Pinguine und andere angeschwemmte Vögel. Auch das Plündern von Krokodil- und Schildkrötennestern, sowie Fälle von Kannibalismus wurden nachgewiesen.
In Asien leben nur wenige Dingos völlig unabhängig vom Menschen, und ihre Hauptnahrung besteht aus Kohlenhydraten (Reis, Früchte und andere Essensreste), die von Menschen bereitgestellt werden. In ländlichen Gegenden Thailands und Sulawesis wurden Dingos beobachtet, die Insekten, Ratten, Echsen und andere lebende Beute entlang der Straßen, in Reisfeldern und Wäldern jagten.
Wilde Hunde trinken in der Regel pro Tag im Sommer etwa einen Liter und im Winter zirka einen halben Liter. Im Winter können Dingos in trockenen Gebieten eventuell nur von dem Wasser leben, das sie aus ihrer Beute beziehen, sofern genug Beute vorhanden ist. Ebenso können entwöhnte Welpen in Zentralaustralien ihr ganzes Wasser aus der Nahrung beziehen. Dort wurde auch beobachtet, wie Weibchen ihren Jungen Wasser hervorwürgten. Während der Stillzeit haben Weibchen in Gefangenschaft keinen höheren Wasserbedarf als sonst, da sie die Fäkalien und den Urin der Welpen fressen und damit sowohl das Wasser wiederverwerten als auch die Wurfhöhle sauber halten.

### Jagdverhalten
Dingos töten oft durch Kehlbiss und passen ihr Jagdverhalten den jeweiligen Gegebenheiten an. Die Verfügbarkeit von Beute (in Bezug auf Jagdaufwand) scheint dabei von größerer Bedeutung zu sein als die Menge der vorhandenen Beutetiere, und die flexible soziale Organisation der Dingos erlaubt vielseitige Jagdstrategien und Ressourcenverteidigung. Die Jagd auf große Beutetiere benötigt wegen deren Kraft und der potentiell von ihnen ausgehenden Gefahr in der Regel zwei oder mehr Individuen. Solche Gruppenformationen sind bei der Jagd auf Kaninchen und andere kleine Lebewesen unnötig.
Jagd auf Kängurus ist in offenem Land vermutlich erfolgreicher als in dichter Vegetation und Junge werden dabei wohl öfter getötet als ausgewachsene Tiere. Sie werden meistens erlegt, indem ein Dingo ein Känguru den anderen Rudelmitgliedern zutreibt. Zudem wurde auch beobachtet, wie Dingos Kängurus erlegen, indem sie ihre Beute auf einen Zaun zujagen, der diesen den Weg verstellt, oder in seichtes Wasser treiben. Vögel können erbeutet werden, wenn sie nicht fliegen oder nicht schnell genug vom Boden abheben können. Dingos jagen auch beispielsweise Adlern die erlegte Beute ab. Eine Zusammenarbeit von drei Dingos zum Erlegen eines großen Warans konnte beobachtet werden und auf K’gari sollen sie koordiniert wilde Pferde erbeutet haben. Ebenso wurde dort aktives Fischfangverhalten nachgewiesen. Es gibt auch Berichte, wonach sich einige Dingos dort praktisch nur von menschlichem Essen ernähren und andere mehr oder weniger oft menschliche Nahrung stehlen, auflesen oder darum betteln. Tatsächlich sind Dingos in einigen Gegenden Australiens für solches Verhalten bekannt. Es wird angenommen, dass dies möglicherweise zum Verlust von Jagdtechniken und Änderungen in sozialen Strukturen führen könnte.
Bei Untersuchungen am Fortescue-Fluss Mitte der 1970er-Jahre wurde beobachtet, wie die meisten der beobachteten Dingos schnell lernten, Schafe zu jagen und zu töten, auch wenn sie vorher nie Kontakt zu Schafen hatten. Obwohl die Dingos damals viele Schafe töteten, erlegten und fraßen sie nach wie vor Kängurus. In den frühen 1990er-Jahren wurde beobachtet, dass wilde Hunde bei der Jagd auf Schafe eine außerordentlich hohe Erfolgsquote haben und nicht koordiniert jagen müssen, um sie zu erlegen. Oft verfolgte ein Hund ein Schaf nur und holte es sogar ein, nur um dann plötzlich ein anderes zu verfolgen. Somit werden nur wenige der verletzten oder erlegten Schafe und Ziegen auch gefressen (was eher die Regel als die Ausnahme zu sein scheint). Vermutlich verfallen sie aufgrund des eher panischen und unkoordinierten Fluchtverhaltens der Schafe in eine Art „Tötungsraserei“, da die Schafe den Dingos immer wieder vor die Nase laufen und so eine Attacke nach der anderen auslösen. Dingos greifen Schafe oft von hinten an, während diese weglaufen, wodurch Verletzungen an den Hinterbeinen entstehen. Dabei werden die Schafböcke in der Regel von der Seite – vermutlich um den Hörnern der Böcke auszuweichen – und manchmal an den Hoden angegriffen. Unerfahrene Dingos oder solche, die „aus Spaß“ töten, verursachen mitunter erheblichen Schaden an den Hinterbeinen von Schafen, die oft zum Tod führen.
Fast alle Angriffe wilder Hunde auf Rinder und Büffel richten sich gegen Jungtiere. Der Jagderfolg hängt dabei von der Gesundheit und Kondition der erwachsenen Rinder und ihrer Fähigkeit ab, die Jungen zu verteidigen. Das Verteidigungsverhalten der Mutterkuh kann schon ausreichen, um einen Angriff abzuwehren. Die Grundtaktiken sind daher: Ablenken der Mutterkuh, Aufscheuchen der Gruppe und Beobachten und Warten (mitunter stundenlang), um die schwächsten Mitglieder ausfindig zu machen. Beim Auffinden einer Rinderherde wurde beobachtet, wie die Dingos zuerst mehrere Scheinangriffe durchführten, wobei sie sich zuerst auf die Kälber konzentrierten und später die Mutterkühe angriffen, um sie abzulenken. Die Dingos zogen sich daraufhin zurück und warteten in einiger Entfernung ab, bis die übrigen Kühe ihre Kälber gesammelt hatten und abzogen. Bei anderer Gelegenheit wurde beobachtet, wie „Untergruppen“ eines Dingo-Rudels sich bei einem Angriff so lange mit Angreifen und Ausruhen abwechselten, bis die Mutterkuh zu erschöpft war, um das Kalb weiterhin ausreichend verteidigen zu können. Bei der Jagd von sechs Dingos auf einen vermutlich 200 kg schweren Büffel wechselten die Dingos sich mit dem Beißen in die Beine des Büffels während der Verfolgung ebenfalls ab.

### Sozialverhalten
Bei Untersuchungen zur Fähigkeit von an Menschen sozialisierten Australischen Dingos, menschliche Fingerzeichen zu erkennen, absolvierten alle untersuchten Dingos (mit individueller Variation) die Tests mit einer Erfolgsquote, die Zufall ausschließt. Zwar gab es Unterschiede zu anderen getesteten Haushunden, aber die Dingos wichen doch stark von Grauwölfen ab. Daraus wurde gefolgert, dass Dingos beim Erkennen menschlicher Fingerzeichen zwischen Grauwölfen und anderen Haushunden liegen.
Weiterhin schnitten in Gefangenschaft aufgewachsene Dingos bei Problemlösungsaufgaben, die verlangten, dass das Individuum eine durchsichtige Barriere umgeht, um eine Belohnung zu erhalten, besser ab als die zuvor in anderen Studien untersuchten Haushunde.

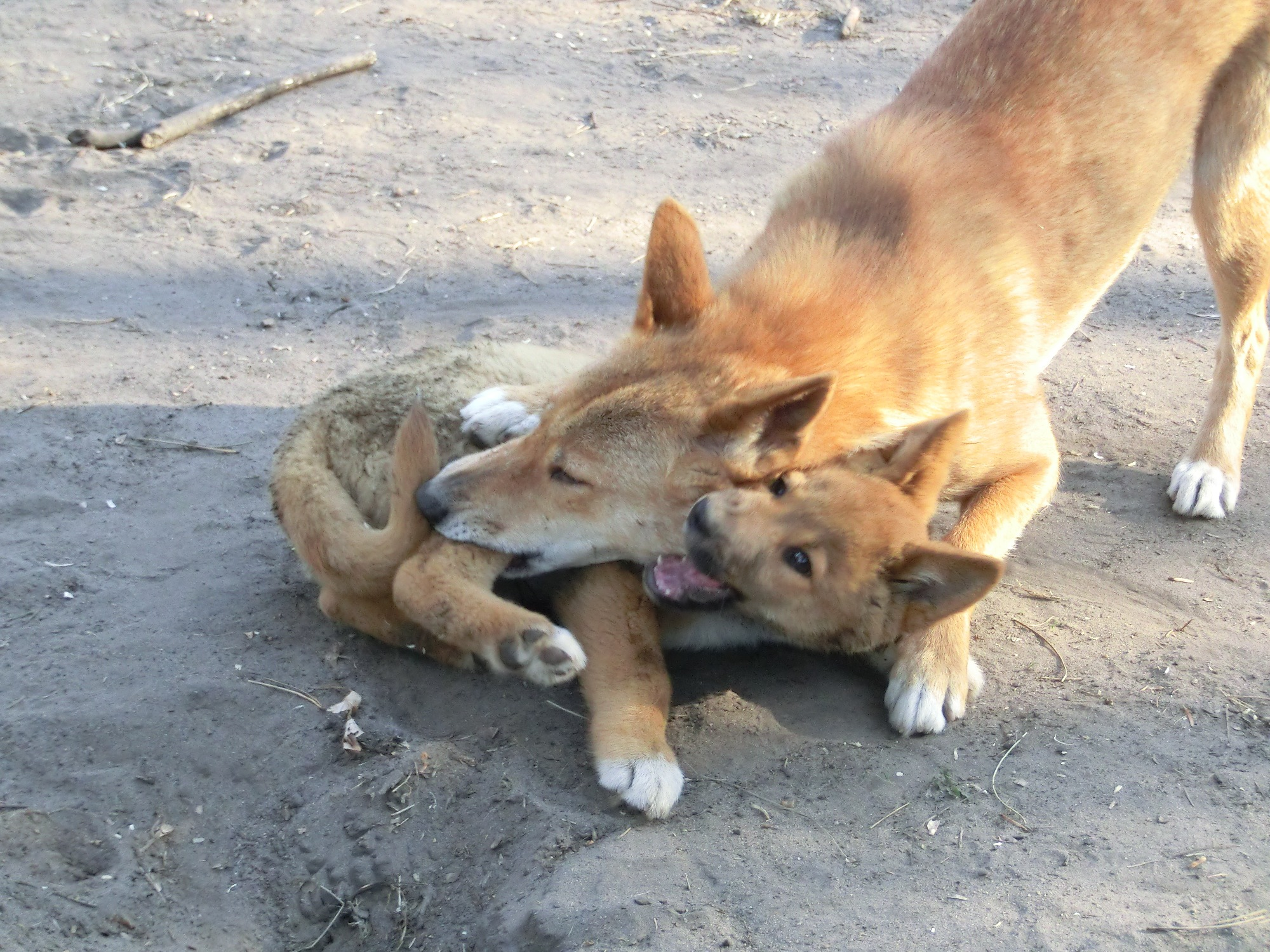
Welpe in Interaktion mit erwachsenem Dingo

Obwohl Dingos in der Regel allein beobachtet werden (besonders in Gebieten, in denen der Dingo bekämpft wurde), gehören die meisten zu einer sozialen Gruppe, deren Mitglieder sich gelegentlich treffen und während der Paarungszeit dauerhaft zusammen sind, um sich fortzupflanzen und Junge aufzuziehen. Dingos sind in der Regel hochsoziale Wesen und formen, wo sie können, stabile Rudel mit festen Revieren, deren Größe vom Nahrungsangebot abhängt und die sich nur wenig mit denen benachbarter Rudel überschneiden. Eindringlinge werden meistens getötet. Die Rudel bestehen in der Regel aus drei bis zwölf Individuen (meist dem Alpha-Paar sowie dem aktuellen Nachwuchs und dem des Vorjahres), die ein Territorium das ganze Jahr über besetzen. Es gibt aber regionale Varianten, die die flexible soziale Struktur der Dingos zeigen. Anscheinend fördert die Spezialisierung auf größere Beute soziales Verhalten und die Formierung größerer Gruppen. Während Dürrezeiten splittern sich Dingo-Rudel in Australien auf und die Sterblichkeit ist für alle Rudelmitglieder hoch, unabhängig vom sozialen Status.
Rudel haben unterschiedliche (aber nicht völlig unabhängige) Hierarchien für Männchen und Weibchen, wobei die Rangordnung besonders unter Männchen hauptsächlich durch ritualisierte Aggression hergestellt wird. Imponieren und agonistisches Verhalten tritt bei australischen Dingos nur reduziert auf. Ernstkämpfe wurden nur in wenigen Fällen und unter extremen Bedingungen beobachtet. Ranghöhere Hunde zeigen dieses Verhalten gelegentlich, um ihren Status zu untermauern, während rangniedrige eher konfliktvorbeugendes Verhalten zeigen.
Größere Rudel sind oft in Teilgruppen flexiblerer Größe und Zusammensetzung aufgeteilt. Daneben können in bereits besetzten Gebieten auch einige Einzelgänger mit losem Kontakt inklusive Beteiligung am Nahrungserwerb bei den Gruppen leben. Wüstengebiete weisen kleinere Gruppen von Dingos mit loserem Territorialverhalten und überlappender Nutzung der wenigen Wasserstellen auf. Bei Dingos auf K’gari betrug die Rudelgröße zwei bis neun Hunde mit überlappenden Territorien. Allerdings gab es dort auch einen sehr hohen Anteil von Infantizid, vermutlich aufgrund der möglicherweise zu hohen Dingodichte im Verhältnis zur Größe der Insel und der Beutepopulationen.

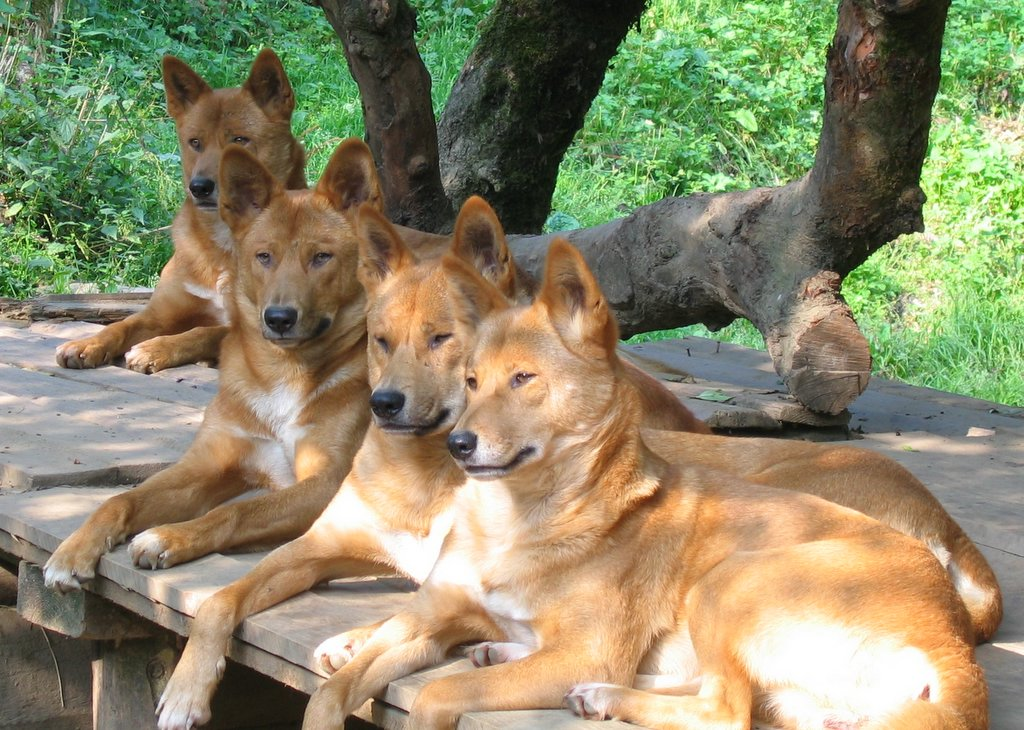
Vier Dingos in der Trumlerstation Wolfswinkel

Territoriumsgröße und individuelle Gebiete verändern sich je nach Verfügbarkeit von Beute, stehen aber nicht in Verbindung mit der Rudelgröße. Wilde Hunde bewegen sich nur wenig außerhalb ihrer Territorien. Die Gebiete einzelner Individuen können sich stark überlappen. Wenn sich die Territorien benachbarter Rudel überlappen, wird direkter Kontakt weitestgehend vermieden. Wie groß das Territorium und damit die Streifgebiete der Hunde sind, hängt zum großen Teil von der Verfügbarkeit von Ressourcen ab. Streifgebiete sind in der Regel stabil, können sich aber mit der Zeit aufgrund äußerer Umstände oder Veränderungen in der sozialen Organisation ändern. Individuen, die sich vom Rudel zu lösen beginnen, haben größere Streifgebiete, bevor sie letztlich abwandern.
Territorien um Gebiete, die von Menschen genutzt werden, sind meist kleiner und enthalten wegen der leichteren Verfügbarkeit von Nahrung eine vergleichsweise hohe Zahl an Dingos. Laut Studien in Queensland haben die dortigen wilden Hunde im urbanen Bereich kleinere Territorien von mitunter nur zwei bis drei Kilometern im Durchmesser. Es wurde bereits ein Revier eines einzelnen Dingos nachgewiesen, das nur aus einem kleinen Flecken Buschland am Rand einer Grundschule im Herzen einer großen Kleinstadt bestand.
Die meisten Dingos bleiben in der Nähe ihres Geburtsgebietes und wandern pro Tag nicht mehr als 20 km, aber einige, besonders junge Männchen, wandern ab. Die Größe der Streifgebiete von Individuen nimmt mit dem Alter zu. Die größten beobachteten Streifgebiete (90–300 km²) gibt es in den Wüsten Südwestaustraliens. Im Zentrum des Nord-Territoriums wurden Streifgebiete von bis zu 270 km² beobachtet. Streifgebiete anderswo betragen 45–113 km² in Nordwestaustralien, 25–67 km² in Zentralaustralien, durchschnittlich 39 km² im tropischen Norden und 10–27 km² in den Bergwäldern Ostaustraliens.

### Fortpflanzung und Jungenaufzucht

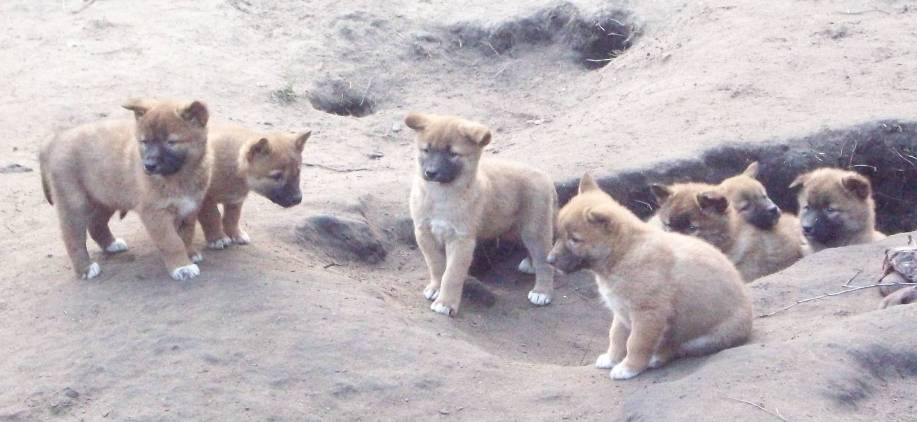
Dingowelpen aus dem Tierpark Berlin

Dingos pflanzen sich einmal im Jahr fort, abhängig vom Östrus-Zyklus der Weibchen, die nach den meisten Quellen nur einmal im Jahr in Östrus kommen. Dingohündinnen können zweimal im Jahr läufig werden (mit allen Läufigkeitssymptomen), aber nur einmal trächtig und beim zweiten Mal höchstens scheinträchtig (bzw. es kommt gar nicht erst zur Kopulation).
Die Männchen sind in den meisten Gebieten das ganze Jahr über zeugungsfähig, haben aber im Sommer meist eine geringere Spermienproduktion. Bei Untersuchungen an Dingos aus den östlichen Hochländern und Zentralaustralien in Gefangenschaft konnte bei den Männchen ebenfalls kein Fortpflanzungszyklus festgestellt werden, sie waren das ganze Jahr über zeugungsfähig. Die Fortpflanzung wurde allein durch die Hitzezyklen der Weibchen gesteuert. Zwar stieg der Testosteronspiegel der Männchen während der Paarungszeit an, dies wurde aber auf die Anwesenheit läufiger Weibchen und Kopulationen zurückgeführt. Im Gegensatz dazu gab es bei gefangenen Dingomännchen aus Zentralaustralien sehr wohl Hinweise auf einen Fortpflanzungszyklus der Männchen. Diese zeigten an läufigen Hündinnen (in dem Fall keine Dingos) außerhalb der Paarungszeit von Januar bis Juli kein Interesse und paarten sich auch nicht mit ihnen.
Die Paarungszeit liegt in Australien zwischen März und Mai (laut anderen Quellen April und Juni). In Südostasien erfolgt die Paarung zwischen August und September. Während dieser Zeit können Dingos ihre Territorien aktiv verteidigen und nutzen dabei Lautäußerungen, Dominanzverhalten, Knurren und Beißen.
Die meisten Weibchen beginnen in der Wildnis mit der Fortpflanzung im Alter von zwei Jahren, und in Rudeln neigt das Alpha-Weibchen dazu, vor den rangniedrigeren Weibchen paarungsbereit zu sein und kann deren Fortpflanzungsbestreben unterdrücken. Männchen werden im Alter von ein bis drei Jahren fortpflanzungsfähig. Bei Männchen und Weibchen wurde aber auch schon eine Fortpflanzungsfähigkeit im Alter von sieben Monaten festgestellt. Der präzise Beginn und das Ausmaß der Fortpflanzung variiert mit dem Alter, sozialem Status, geographischem Spielraum und jahreszeitlichen Bedingungen. Bei Dingos in Gefangenschaft dauerten Voröstrus und Östrus zehn bis zwölf Tage. Es wird aber vermutet, dass der Voröstrus in der Wildnis bis zu 60 Tage anhalten könnte. In einem Rudel pflanzt sich in der Regel nur das Alpha-Paar erfolgreich fort und die anderen Rudelmitglieder helfen bei der Aufzucht der Welpen. Rangniedrige Individuen werden durch das Alphapaar aktiv von der Fortpflanzung abgehalten und einige rangniedere Weibchen kommen in eine Scheinschwangerschaft. Durch das Aufbrechen der Rudelstruktur, beispielsweise durch Tötungen, können auch rangniedrige Individuen eines Rudels erfolgreich Aufzucht von eigenen Jungen betreiben und es gab Beobachtungen von gelungenen Fortpflanzungen von Einzelgängern.

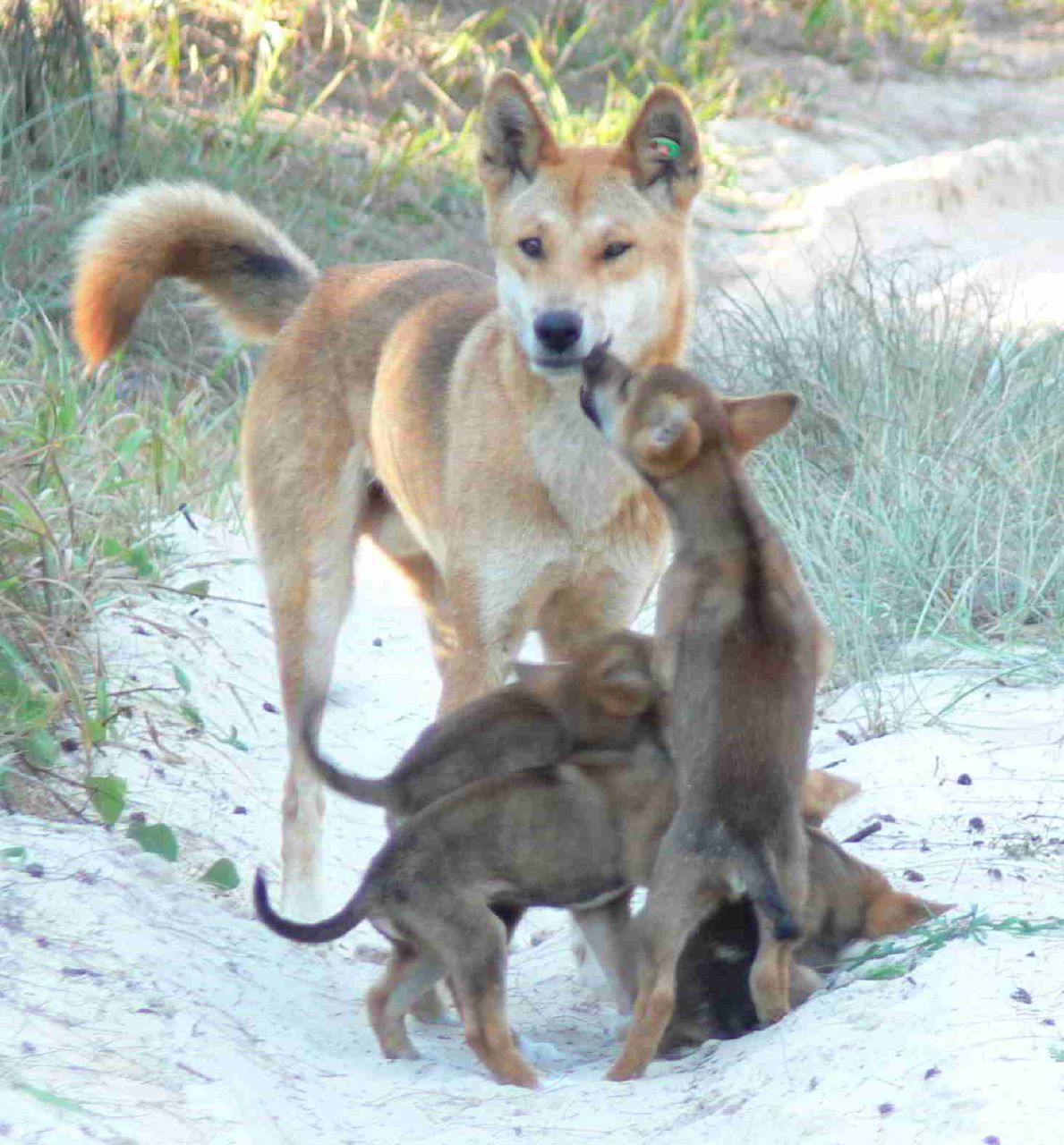
Ein männlicher Dingo mit seinen Welpen

Die Tragezeit beträgt 61 bis 69 Tage und die Wurfgröße kann von eins bis zehn Welpen gehen (in der Regel fünf Welpen), wobei die Zahl der Männchen meist höher ist. Welpen von rangniedrigen Hündinnen werden von der Alpha-Hündin getötet, wodurch eine Erhöhung der Population auch in guten Jahren eher gering ist. Möglicherweise ist dieses Verhalten zur Populationskontrolle eine Anpassung an die unbeständigen Umweltbedingungen Australiens. Welpen werden in Australien in der Regel zwischen Mai und August (also im Winter) geworfen. In tropischen Regionen kann es zu jeder Zeit im Jahr zur Fortpflanzung kommen.
Die Welpen verlassen die Wurfhöhle erstmals im Alter von drei Wochen und verlassen sie völlig mit acht Wochen. Die Wurfhöhlen liegen in Australien meist unter der Erde. Berichtet wurden Höhlen in vergrößerten Kaninchenbauen, Felsformationen, unter Geröll in trockenen Flussbetten, unter großen Spinifex-Grasbüscheln, in hohlen Baumstämmen, unter umgestürzten Bäumen, zwischen vorstehenden Baumwurzeln, in vergrößerten Waranhöhlen und alten Wombatbauen. Die Welpen streunen in der Regel im Umkreis von drei Kilometern um die Wurfhöhle umher und werden bei längeren Strecken von älteren Hunden begleitet. Die Umstellung auf feste Nahrung erfolgt meist durch alle Mitglieder des Rudels im Alter von neun bis zwölf Wochen. Die Jungen lernen neben eigener Erfahrung durch Beobachtungen der Eltern. Die Jungtiere werden gewöhnlich im Alter von drei bis sechs Monaten selbständig, oder sie verlassen das Rudel mit zwölf Monaten freiwillig, wenn die nächste Paarungszeit beginnt.

### Wanderverhalten
Meistens sind Dingos standorttreu und wandern nicht saisonal. Wenn aber Nahrung in „sicheren“ Gebieten rar wird, wandern Dingos in land- und viehwirtschaftliche Gebiete ab, in denen intensive menschliche Eindämmungsmaßnahmen vorhanden sind. Schon in den 1970er-Jahren wurde in Westaustralien festgestellt, dass junge Hunde dabei weite Strecken zurücklegen können. Ungefähr zehn Prozent der damals gefangenen Hunde – alle jünger als zwölf Monate – wurden später weit entfernt vom ersten Standort wieder eingefangen. Bei diesen zehn Prozent lag die zurückgelegte Entfernung für Männchen bei 21,7 km und für Weibchen bei elf Kilometer (bei anderen Untersuchungen wurde sogar Rudelwanderung beobachtet). Dabei hatten wandernde Dingos geringere Überlebenschancen in fremden Territorien und es gilt daher als unwahrscheinlich, dass sie lange Wanderungen durch besetzte Gebiete überleben würden. Die Seltenheit langer Wanderungen scheint diese Annahme zu bestätigen. Bei Untersuchungen in den Nullarbor-Ebenen wurden noch weitere Wanderungen festgestellt. Die längste Wanderroute eines mit einem Sender ausgestatteten Dingos betrug ungefähr 250 km und bei Beobachtungen in Victoria wurde ein Hund beobachtet, welcher eine Entfernung von 230 km innerhalb von 9 Tagen zurücklegte.

## Gesundheit und Sterblichkeit
Dingos sind für dieselben Krankheiten anfällig wie andere Haushunde. Bisher konnten 38 Arten von Parasiten und Krankheitserregern bei australischen Dingos festgestellt werden. Der Großteil dieser Erkrankungen hat nur geringen Einfluss auf das Überleben erwachsener wilder Hunde. Zu den Ausnahmen gehören Staupe, Hakenwürmer und Herzwürmer in Nordaustralien und dem südöstlichen Queensland. Welpen werden ebenfalls von Lungenwürmern, Peitschenwürmern, Hepatitis, Kokzidien, Läusen und Zecken getötet. Räude ist eine weit verbreitete parasitäre Erkrankung in den Dingopopulationen Australiens, aber nur selten kräftezehrend. Wilde Hunde sind die Endwirte für Echinokokkose-Bandwürmer und haben eine Infektionsrate von 70 bis 90 %, sie sterben aber nicht an ihnen. Laut einer Studie in Queensland stellen die Krankheiten der Hunde im urbanen Bereich nur eine relative geringe Gefahr für Mensch und Haustier dar.
Es wurden auch Vermutungen angestellt, dass einige Dingopopulationen aufgrund des Vorkommens der Agakröte in ihrem Bestand abgenommen haben.
Die Angaben über das durchschnittliche Alter von Dingos in der Wildnis schwanken zwischen fünf und zehn Jahren. In Gefangenschaft wird ein Alter von 13 bis 15 Jahren, in Ausnahmefällen sogar bis zu 24 Jahren beobachtet. Dingos werden hauptsächlich von Menschen, Krokodilen sowie anderen Haushunden, Dingos eingeschlossen, getötet. Als weitere Ursachen für Dingosterblichkeit gelten Verhungern und/oder Dehydrierung während Dürreperioden oder nach schweren Buschbränden, Infantizid, Schlangenbisse, Tötungen von Welpen durch Keilschwanzadler sowie Verletzungen durch Büffel und Hausrinder.

## Verbreitung

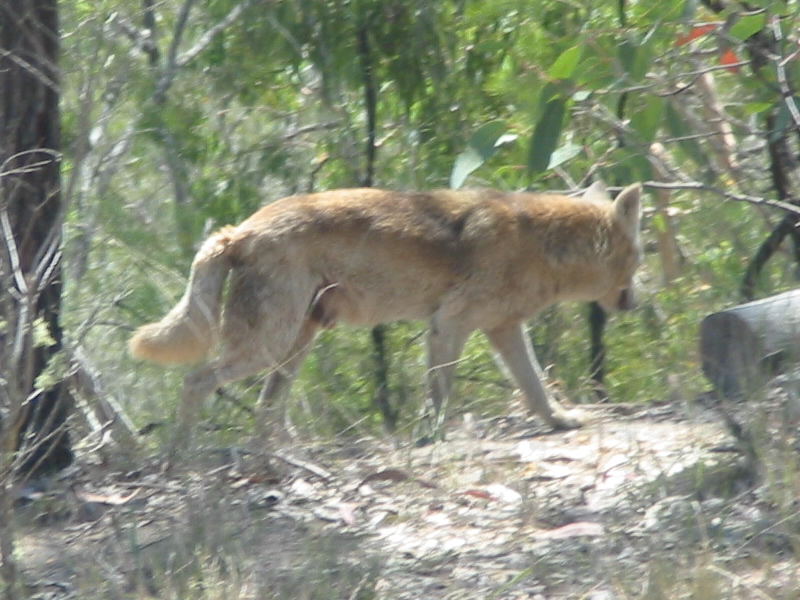
Ein wilder Hund, der von der Form her einem Dingo ähnelt, aber aufgrund der Farbe wohl eher ein Dingomischling ist

Bei Dingos kann nur eine grobe Einteilung ihres Verbreitungsgebietes mit der entsprechenden Populationsdichte vorgenommen werden. Exakte Angaben über die Verbreitung von Dingos und anderen Haushunden zu machen, ist schwierig, da die genauen Ausmaße der Vermischung von Dingos mit anderen Haushunden nicht bekannt sind. Daher beziehen sich die folgenden Angaben zur Verbreitung von Dingos auf Hunde, die basierend auf Fellfarbe, Körperform und Fortpflanzungszyklus dem Dingo zugeordnet wurden und Karten zum Verbreitungsgebiet können sich auch widersprechen.

### Verbreitung in der Vergangenheit
Basierend auf fossilen, molekularen und anthropologischen Hinweisen wird angenommen, dass Dingos einst eine weitreichende Verbreitung gehabt haben könnten. Die damaligen Dingos hätten daher mit nomadischen Jäger-und-Sammler-Gesellschaften und später den aufblühenden agrarwirtschaftlichen Bevölkerungszentren in Verbindung gestanden. Dort seien sie gezähmt und nachfolgend durch die Welt transportiert worden. Als älteste Dingofossilien gelten Funde aus Thailand und Vietnam, die auf etwa 5500 Jahre beziehungsweise 5000 Jahre geschätzt wurden. In den indonesischen Hochländern variiert das Alter der Funde von maximal 5000 Jahren bis (meistens) 2500 bis 3000 Jahren.
Die Debatte, ob Dingos in Australien heimisch sind, wurde für viele Jahre oft geführt, und sein Status kam mit dem Aufkommen des Schutzes heimischer Tiere unter genauere Untersuchung. Ursprünglich nahm man an, dass der Dingo durch die Aborigines im Pleistozän in Australien eingeführt wurde, was zur Verwirrung in Bezug auf die Nomenklatur des Dingos führte. Heute geht man meistens davon aus, dass der Dingo vor 4000 Jahren in Australien ankam, da die frühesten stichhaltigen archäologischen Hinweise auf Dingos auf ein Alter von circa 3500 Jahren datiert und Fossilien aus ungefähr dieser Zeit in ganz Australien gefunden wurden, was für eine schnelle Besiedlung spricht. Funde aus Tasmanien, das vor etwa 12.000 Jahren durch den Anstieg des Meeresspiegels vom Kontinent getrennt wurde, fehlen. Daher deuten archäologische Daten auf eine Ankunft vor 3500 bis maximal 12.000 Jahren hin. Um Australien von Asien aus zu erreichen, hätten selbst bei niedrigstem Meeresspiegel mindestens 50 km offene See überquert werden müssen. Da es keinen Fall eines großen Landtieres gibt, das solch eine Reise von allein geschafft hätte, wurden die Vorfahren der heutigen Dingos höchstwahrscheinlich von asiatischen Seefahrern mit Booten dorthin gebracht. Ein Tanz der einheimischen Bevölkerung entlang der Küstenregionen von Kimberley, bei dem sie Hunde darstellen, die aufgeregt auf einem Boot hin und her rennen und letztendlich ins Wasser springen, wird als weiterer Hinweis der Einfuhr der Dingos durch Seefahrer gewertet. Vermutlich dienten diese Hunde den Seefahrern als Nahrung, eventuell auch als Wachhunde. Möglicherweise kam der Dingo im Zuge der Ausbreitung der austronesischen Kultur nach Australien und auf die Inseln Südostasiens und des Pazifiks.

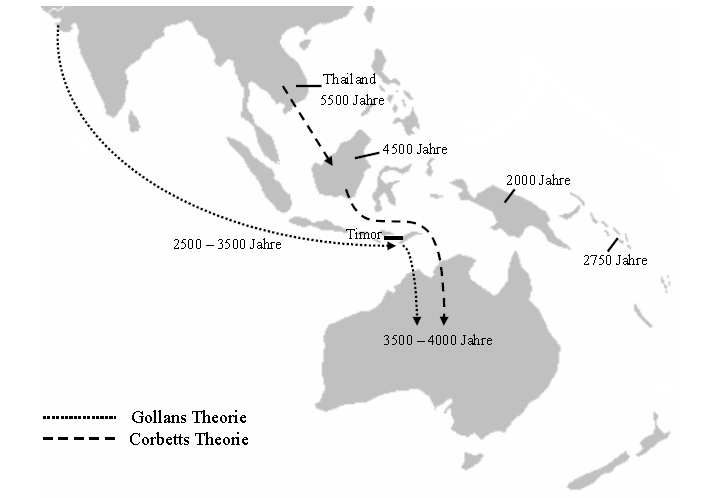
Mögliche Wanderroute der Dingos auf dem Weg nach Australien

Es gibt zwei Haupthypothesen zum geographischen Ursprung und zum Wanderweg der Vorfahren des heutigen Dingos und deren Ankunft in Australien:
- Ein Ursprung in Ostasien und eine Wanderroute über die südostasiatischen Inseln aufgrund der Nähe zu Australien und der relativ leichten Erreichbarkeit über die Inseln des südostasiatischen Archipels. Diese Theorie wird durch genetische Untersuchungen an mtDNA von australischen Dingos unterstützt.[57]
- Eine Einfuhr von Schäferhunden aus dem Industal in Asien über die Insel Timor durch indische Seefahrer, basierend auf der Ähnlichkeit in der Anatomie des Skeletts von indischen Pariahunden und indischen Wölfen. Zudem wird bei dieser Theorie angeführt, dass die ältesten Knochenfunde 4000 Jahre alt sind und auf Timor gefunden wurden, wo sie eine Zeitlang mit Schafen und Schweinen koexistierten. Diese Theorie würde durch die Annahme unterstützt, dass das zeitgleiche Auftauchen gewisser Steinwerkzeuge in Australien durch Indien beeinflusst wurde, die aber von anderer Seite bestritten wird.

Ob es mehrere Ankünfte von Dingos oder nur eine einzige in Australien gegeben hat, ist noch nicht geklärt. Die Ergebnisse von genetischen Untersuchungen, die 2011 veröffentlicht wurden, deuten allerdings darauf hin, dass Dingos im Zeitraum von vor 4600 bis 18300 Jahren in Australien ankamen. Diese Untersuchungen deuteten für Dingos, Neuguinea-Dingos und Polynesische Haushunde ebenfalls auf eine Einführung (und möglichen gemeinsamen Ursprung) nach Indonesien und Südostasien von Süd-China aus hin und nicht über Taiwan und die Philippinen wie in einigen Theorien zu einem Polynesischen Ursprung geäußert. Eine Mitte 2018 publizierte neue Datierung der ältesten jemals gefundenen Dingoknochen mit der Radiokarbonmethode ergab ein Alter von 3348 und 3081 Jahren. Es könnte somit sein, dass die Verbreitung von Dingos in Australien erst vor etwa 3500 Jahren begann.
Die erste offizielle Erwähnung eines „wilden Hundes“ in Australien stammt aus dem Jahr 1699 von Kapitän William Dampier. Damals waren Dingos wohl über den ganzen Hauptteil Australiens verbreitet und lebten sowohl wild als auch zusammen mit den Aborigines. Sie wurden von den europäischen Siedlern meistens toleriert und mitunter zu sich genommen. Die Zahl der Dingos war damals aber vermutlich niedrig und die Häufigkeit der Dingos hat sich seitdem in einigen Teilen Australiens erhöht. Die Situation einer hohen Populationsdichte von wild lebenden und sich selbst versorgenden Dingos könnte erst ein Phänomen der letzten 200 Jahre sein. Ihre Zahl nahm wahrscheinlich in den 1880er-Jahren durch die Etablierung der Weidewirtschaft und artesischen Wasserstellen stark zu und hatte in den 1930er bis 1950er Jahren wohl ihren Höhepunkt. Danach blieb sie hoch, allerdings hat der Anteil der Dingomischlinge mit der Zeit stark zugenommen.

### Heutige Verbreitung

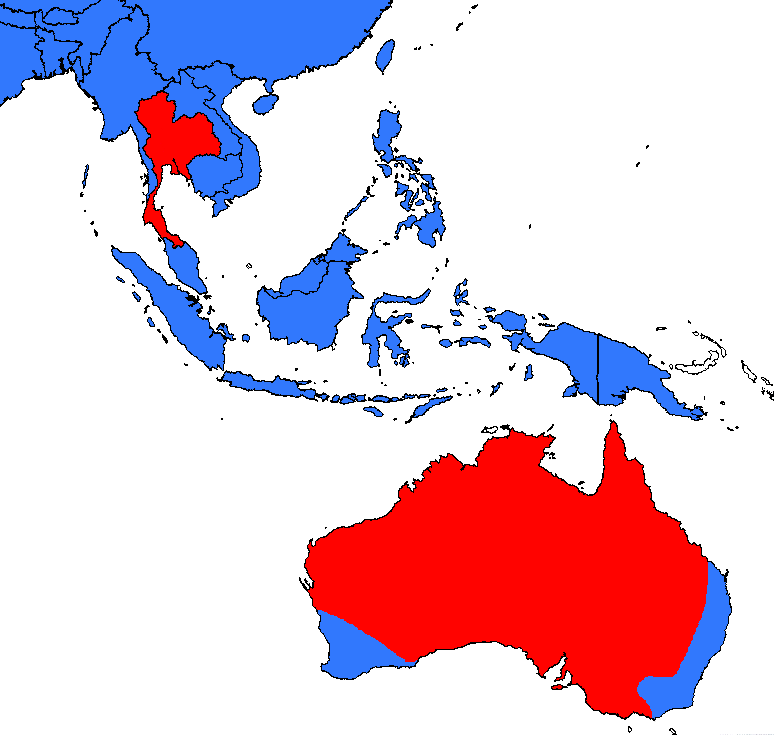
Mögliches Verbreitungsgebiet des Dingos (rot) (nach Corbett 2006)

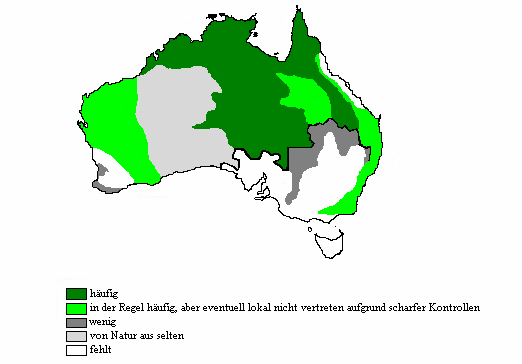
Verbreitungskarte von Dingos in Australien, die schwarze Linie repräsentiert den Dingozaun (nach Fleming et al. 2001)

Dingos bewohnen heute alle Biotope, eingeschlossen schneebedeckte Bergwälder in Ostaustralien, trockene heiße Wüsten in Zentralaustralien, sowie tropische Feuchtgebiete in Wäldern Nordaustraliens. Die Abwesenheit von Dingos in vielen Grasländern Australiens beruht auf der Verfolgung durch den Menschen. Basierend auf Schädelmerkmalen, Größe, Fellfarbe und Fortpflanzung, scheint es regional verschiedene Populationen zwischen Asien und Australien, aber nicht innerhalb Australiens zu geben.
Heute besteht die Gesamtpopulation von wilden Hunden auf dem australischen Kontinent neben dem Dingo aus einer breiten Palette von verwilderten Haushunden (meistens Mischlingshunde oder Dingomischlinge) mit enormer farblicher Variabilität. Aufgrund der erhöhten Verfügbarkeit von Wasser, heimischer und eingeführter Beute, sowie Nutzvieh und Nahrung aus Menschenhand gilt ihre Zahl in Australien als steigend. Aus einigen Teilen Australiens gibt es Berichte, wonach wilde Hunde jetzt im Rudel jagen, obwohl sie früher einzeln gejagt haben. Die Dichte von wilden Hunden variiert zwischen 0,03 und 0,3 Individuen pro km² je nach Biotop und Verfügbarkeit von Beute.
„Reine“ Dingos gelten in Nord-, Nordwest- und Zentralaustralien als weit verbreitet, selten in Süd- und Nordostaustralien und möglicherweise als ausgestorben in den südöstlichen und südwestlichen Gebieten. Die Etablierung der Landwirtschaft führte zu einem starken Rückgang der Dingos, und sie wurden aus den Gebieten der Schafindustrie praktisch vertrieben. Das betrifft vor allem weite Teile von Süd-Queensland, New South Wales, Victoria und South Australia. Durch die Errichtung des Dingozaunes wird diese Situation aufrechterhalten. Auch wenn Dingos in den meisten Gebieten des südlichen Südaustraliens ausgelöscht wurden, existieren sie noch auf etwa 58.000 km² im trockenen Norden nördlich des Hundezaunes und damit auf etwa 60 % des gesamten Gebietes. In Victoria konzentrieren sich wilde Hunde heute auf die dicht bewaldeten Regionen der östlichen Hochländer, von der Grenze zu New South Wales südlich bis nach Healesville und Gembrook. Ebenso existieren sie in der Großen Wüste im Nordwesten des Staates. Populationen von wilden Hunden existieren in New South Wales heute hauptsächlich entlang des Australischen Berglandes und den Hinterländern an der Küste, sowie im Sturt-Nationalpark im Nordwesten des Staates. Im Rest des Kontinents gelten Dingos als weit verbreitet, mit Ausnahme der trockenen östlichen Hälfte Western Australias. In den angrenzenden Gebieten South Australias und des Northern Territory gelten sie von Natur aus als selten. Im Northern Territory sind wilde Hunde weit verbreitet, mit Ausnahme der Tanami und der Simpson-Wüste, wo sie aufgrund von fehlenden Wasserstellen selten sind. Lokale Konzentrationen von Dingos gibt es dort in Gebieten mit künstlichen Wasserstellen. Laut DNA-Untersuchungen im Jahr 2004 leben auf dem damaligen Fraser Island ausschließlich „reine“ Dingos. Allerdings kamen Schädeluntersuchungen in den 1990er-Jahren zu einem anderen Ergebnis.
Außerhalb Australiens gibt es Dingos nachweislich in Thailand, basierend auf Vergleichen von Schädeln thailändischer Hunde mit denen fossiler und gegenwärtiger Dingos aus Australien. Die dortige Population hat eventuell den größten Anteil an „reinen“ Dingos. Sie sind in Nord- und Zentralthailand weit verbreitet, seltener auch in den südlichen Regionen. Daneben kommen sie eventuell auch in Burma, China, Indien, Indonesien, Laos, Malaysia, Papua-Neuguinea, auf den Philippinen und in Vietnam vor, aber wenn, dann mit unbekannter Verbreitung. Dingos gelten als weit verbreitet in Sulawesi, aber ihre Verbreitung im Rest Indonesiens ist unbekannt. Sie gelten als selten auf den Philippinen und sind auf vielen Inseln möglicherweise ausgestorben. In Korea, Japan und Ozeanien gibt es zwar lokale Hunderassen, die dingoartige Merkmale haben, Dingos gelten dort aber als ausgestorben.

## Abstammung und genetischer Status

### Ursprünge
Da die Dingos auf dem Kontinent Australien neben dem Menschen die einzigen großen plazentalen Säuger waren und den Hunden in Menschenhand ähnlich sahen, aber dennoch wild lebten, war ihr Ursprung seit dem 18. Jahrhundert und speziell in der ersten Hälfte des 20. Jahrhunderts ein Thema von großem Interesse. Spätere archäologische und morphologische Studien deuteten auf eine relativ späte Ankunft der Dingos und eine nahe Verwandtschaft zu anderen Haushunden hin. Die genaue Abstammung, Ursprungsort und Zeit ihrer Ankunft in Australien wurden nicht bestimmt, auch nicht, ob sie bei ihrer Ankunft domestiziert beziehungsweise halbdomestiziert und somit verwilderte oder wirklich wilde Hunde waren.
Eine weit verbreitete Theorie geht davon aus, dass der Dingo sich vor etwa 6.000–10.000 Jahren aus dem Canis lupus pallipes oder Canis lupus arabs entwickelte oder gezüchtet wurde (was auch schon für alle anderen Haushunde angenommen wurde). Diese Ansicht basiert auf den Ähnlichkeiten der Schädel zwischen diesen Wölfen und Dingos. Genetische Untersuchungen deuteten allerdings auf eine weit frühere Domestikation hin.
Untersuchungen der Aminosequenzen des Hämoglobins von „reinen“ Dingos in den 1970er-Jahren unterstützten ebenfalls die Annahme, dass Dingos näher mit anderen Haushunden verwandt sind als mit Grauwölfen oder Kojoten. Zudem kam man zu der Vermutung, dass Dingos und andere asiatische Hunde Mitglieder einer Gruppe von Haushunden seien, die schon früh verwilderten. Zur gleichen Zeit wurden bereits Untersuchungen an der DNA von australischen Dingos und anderen Haushunden vorgenommen, um beide Populationen zuverlässig unterscheiden und das Ausmaß der Vermischung bestimmen zu können. Bei den ersten beiden Untersuchungen, bei denen zuerst 14 Loci und später noch fünf dieser Loci untersucht wurden, konnten keine genetischen Unterschiede festgestellt werden. Später wurden die Untersuchungen auf 16 Loci ausgeweitet. Bei diesem Mal wurden Dingos aus Zentralaustralien, aus den östlichen Hochländern, Dingomischlinge und andere Haushunde untersucht. Bei allen Untersuchungen waren die Forscher überrascht, dass sie keine Unterschiede feststellen konnten. Daraus schlussfolgerte man, dass Dingos und andere Haushunde einen sehr ähnlichen Genpool haben. Da aber auch zwischen verschiedenen Arten der Gattung Canis nur wenige Unterschiede in den Enzymen festgestellt wurden, nahm man an, dass dies nicht zwangsläufig auf eine enge taxonomische Beziehung zurückzuführen ist. Ebenso kam man zu dem Schluss, dass der Grad der Vermischung in der Wildnis nur schwer zu bestimmen ist.
Bei Untersuchungen Ende der 1990er-Jahre wurden ebenfalls 14 Loci untersucht und eine wesentlich geringere genetische Variabilität der Australischen Dingos gegenüber anderen Haushunden festgestellt und eine kleine Gründerpopulation in Betracht gezogen. Man fand einen Locus, der sich als Unterscheidungsmerkmal eignen könnte, allerdings nicht im Falle von Vermischungen eines Mischlings mit weiteren „reinen“ Dingos. Zudem vermutete man, dass ein Fund von weiteren geeigneten Loci benutzt werden könnte, um herauszufinden, ob es unter den „reinen“ Dingos klar abgrenzbare Subpopulationen geben könnte.
Um den Ursprung und die Zeit der Ankunft der Dingos auf dem australischen Kontinent zu bestimmen, wurden 2004 die mtDNA-Sequenzen von 211 Dingos und 19 archäologischen Proben aus dem voreuropäischen Polynesien mit denen von 676 anderen Haushunden und 38 Grauwölfen verglichen. Die Haushundproben stammten aus Europa, Afrika, Südwestasien, Indien, Sibirien, dem arktischen Amerika, China, der Mongolei, Korea, Japan, Vietnam, Kambodscha, Thailand, Indonesien, den Philippinen, Malaysia, Neuseeland, Hawaii und den Hochlanden von Neuguinea. Die Dingoproben stammten von Dingos aus Zoos, Wildparks, von Dingo-Schutzgruppen, Liebhabern und 192 wildlebenden Exemplaren aus 27 über den australischen Kontinent verstreuten Regionen, hauptsächlich aus der Pilbara-Region, New South Wales und dem Nordosten Victorias. Die wilden Exemplare wurden aufgrund äußerlicher Gemeinsamkeiten ausgewählt, um einen Einfluss verwilderter Haushunde und Mischlingen so weit wie möglich auszuschließen.
Im Vergleich zu Wölfen und anderen Haushunden war auch die Variation der mtDNA-Sequenzen unter den Dingos sehr begrenzt. Unter den Dingos fand man 20 verschiedene mtDNA-Typen, die sich in höchstens zwei Punktmutationen unterschieden. Im Vergleich dazu fand man unter den anderen Haushunden 114 mtDNA-Typen mit einem maximalen Unterschied von 16 Punktmutationen zwischen den DNA-Typen. Zwei der Dingo-mtDNA-Typen waren identisch zu denen anderer Haushunde (A9, A29), während die anderen 18 einzigartig für Dingos waren. In einem stammesgeschichtlichen Baum von Wölfen und Haushunden fielen alle Dingo-Sequenzen in den Hauptstamm (A), der 70 % aller Haushundesequenzen enthielt. Innerhalb dieses Stammes formten die Dingo-Typen eine Gruppe um den Typ A29, der von 12 weniger häufigen Dingo-Typen wie auch einer Reihe anderer Haushundtypen umgeben war. Dieser mtDNA-Typus fand sich in 53 % der Dingos und wurde ebenfalls bei einigen Haushunden aus Ostasien, Neuguinea und dem arktischen Amerika (und während unabhängiger späterer Untersuchungen auch in Puerto Rico) gefunden. Aufgrund dieser Untersuchungsergebnisse schlussfolgerte man, dass alle Dingo-mtDNA-Typen ihren Ursprung in A29 haben. A9 wurde nur bei einem Individuum gefunden und es wurde als möglich angesehen, dass dieser Typus das Ergebnis einer parallel verlaufenen Mutation ist. Ausgehend von der Mutationsrate der mtDNA und davon, dass A29 der einzige Gründer-Typus ist, wurde es als am wahrscheinlichsten angesehen, dass die Dingos vor 4600 bis 5400 Jahren in Australien ankamen, was sich mit archäologischen Funden deckt. Es wurde aber auch in Betracht gezogen, dass die Dingos auch in dem Zeitraum von vor 4.600 bis 10.800 Jahren angekommen sein könnten, falls die Mutationsrate langsamer war als angenommen. Weiterhin schlussfolgerte man, dass diese Ergebnisse stark auf eine Abstammung der Dingos von ostasiatischen Hunden (nachfolgende Untersuchungen erhöhten die obere Grenze auf 18300 Jahre und deuteten auf einen Ursprung in Südostasien) und nicht von indischen Haushunden oder Wölfen schließen lassen. Zudem deuteten diese Ergebnisse auf zwei Abstammungsmöglichkeiten hin:
- alle australischen Dingos stammen von nur sehr wenigen Hunden, theoretisch gesehen sogar von nur einem trächtigen Weibchen, ab
- die australischen Dingos stammen von einer Gruppe von Haushunden ab, die auf ihrem Weg vom asiatischen Kontinent über Südostasien ihre genetische Vielfalt radikal durch einen oder mehrere schwere genetische Flaschenhalseffekte verlor

Die Existenz von einigen anderen mtDNA-Typen auf den Inseln um Australien deutete allerdings darauf hin, dass es noch andere Typen außer A29 und nur ein einziges Gründungsereignis gegeben hat. Es deutete ebenfalls darauf hin, dass es danach zu keinen weiteren bedeutsamen Einführungen von Haushunden nach Australien (vor Ankunft der Europäer) gekommen ist. Ebenso gelten ein gemeinsamer Ursprung und ein gewisser Austausch von Genen zwischen den australischen Dingos und den Neuguinea-Dingos als möglich. Den heutigen Zustand der Dingos führte man auf die lange wilde Existenz dieser Hunde zurück und nahm an, dass es sich um ein isoliertes Beispiel früher Haushunde handelt.
Entgegen entsprechenden Behauptungen zeigten diese Ergebnisse keineswegs, dass sich nur Dingohündinnen mit anderen Nicht-Dingorüden vermischen und nicht umgekehrt. Die Ergebnisse würden diesen Schluss gar nicht zulassen, da eine Paarung zwischen einer Dingohündin und einem Nicht-Dingorüden mit Hilfe einer mtDNA-Analyse nicht nachweisbar wäre. Zudem wurde von vornherein darauf geachtet, Mischlinge so weit wie möglich auszuschließen.
Laut 2010 veröffentlichten genetischen Analysen der Einzelnukleotid-Polymorphismen von 912 Hunden und 225 Grauwölfen wurden die Wölfe des Mittleren Ostens als Hauptursprung für alle Haushunde identifiziert, mit einigen möglichen sekundären Ursprungsorten in Europa und Ostasien. In dieser Studie gehörten Dingos zu den Hunden, bei denen starke Hinweise auf eine spätere Beimischung von Grauwölfen aus anderen Regionen in ihrer Geschichte gefunden wurden. Hierbei wurden beim Australischen Dingo (wie beim Akita Inu, dem Chow Chow und Shar Pei) Hinweise auf eine Beimischung von Chinesischen Wölfen entdeckt. Beim Dingo und beim Chow Chow sogar weit mehr als erwartet. Zudem wurde eine geringere genetische Variabilität als für Haushunde üblich bei Dingos bestätigt und eine Abspaltung von anderen Hunden auf einen Zeitpunkt um 2000 v. Chr. als wahrscheinlich angesehen. Zugleich gehören Dingos zu den Hunden, welche von den meisten anderen untersuchten Rassen sehr stark genetisch abgegrenzt sind und als „altertümliche Rassen“ (im Original „ancient breeds“) bezeichnet werden. Innerhalb dieser Hunde gehören Dingos, zusammen mit dem Neuguinea-Dingo, dem Chow Chow, dem Akita Inu und dem Shar-Pei zur so genannten „Asiatischen Gruppe“.

### Vermischung mit anderen Haushunden
Mit der Besiedlung des australischen Kontinents durch die Europäer kamen auch ihre Haushunde nach Australien. Diese gerieten in die Wildnis (absichtlich und unbeabsichtigt), gründeten verwilderte Populationen und vermischten sich mit Dingos. Mischlinge aus Dingos und anderen Haushunden existieren heute in allen Dingo-Populationen Australiens, ihr Anteil gilt als steigend und vollkommen „reine“ Populationen existieren womöglich nicht mehr. Der Grad an Vermischung ist lokal, zum Beispiel in urbanen und ländlichen Gebieten, mittlerweile so hoch, dass es große Populationen gibt, die nur noch aus Mischlingen bestehen. Schätzungen gingen bereits von einem Anteil an Dingomischlingen von etwa 75 % auf dem Festland aus. Eine Quantifizierung wird durch das Fehlen verlässlicher Tests behindert.
Dingoartige Haushunde und Dingomischlinge können von „reinen“ Dingos in der Regel aufgrund der Fellfarbe unterschieden werden, da unter ihnen eine größere Bandbreite an Farben und Mustern besteht. Zudem kommt unter Mischlingen die haushundtypische Form des Bellens vor. Weiterhin können zur Unterscheidung der Fortpflanzungszyklus, bestimmte Schädelmerkmale und gentechnische Analysen eingesetzt werden. Bei allen Merkmalen, die zur Unterscheidung von Dingos und anderen Haushunden herangezogen werden können, gibt es doch zwei nicht zu unterschätzende Probleme. Zum einen herrscht keine echte Klarheit darüber, ab wann ein Hund als „reiner“ Dingo gilt, zum anderen ist bisher kein Erkennungsmerkmal hundertprozentig zuverlässig und es ist nicht sicher, welche Merkmale unter den Bedingungen der natürlichen Selektion dauerhaft erhalten bleiben.
Im wissenschaftlichen Bereich gibt es zwei Hauptmeinungen, was die Reaktion auf den Prozess der Vermischung betrifft. In der ersten, vermutlich am weitesten verbreiteten Position geht es darum, den „reinen“ Dingo durch starke Bekämpfung der wilden Hundebestände zu erhalten und nur „reine“ beziehungsweise weitestgehend „reine“ Dingos zu schützen. Die zweite Position ist noch relativ neu und vertritt die Meinung, dass man akzeptieren muss, dass der Dingo sich verändert hat und dass es nicht möglich ist, den „reinen“ Dingo zurückzubringen. Schutz für diese Hunde sollte darauf basieren wie und wo sie leben, sowie auf ihrer kulturellen und ökologischen Bedeutung, anstatt sich auf präzise Definitionen oder Bedenken über „genetische Reinheit“ zu konzentrieren. Beide Positionen werden kontrovers diskutiert.
Nachweisbar gibt es heute innerhalb der Population von wilden Hunden eine weit größere Variabilität von Fellfarben, Schädelformen und Körpergröße als in der Zeit vor Ankunft der Europäer. Im Verlauf der letzten 40 Jahre fand zudem eine Erhöhung der durchschnittlichen Körpermasse wilder Hunde um 20 % statt. Es ist bisher unbekannt, ob im Falle des Verschwindens „reiner“ Dingos die dann existierenden Mischlinge den Jagddruck auf andere Lebewesen verändern werden. Ebenso ist es nicht klar, welche Stelle solche Mischlinge in Australischen Ökosystemen einnehmen werden. Es gilt aber als wahrscheinlich, dass die Dynamik der jeweiligen Ökosysteme dadurch nicht gestört wird.

### Probleme bei der Einordnung des Dingos

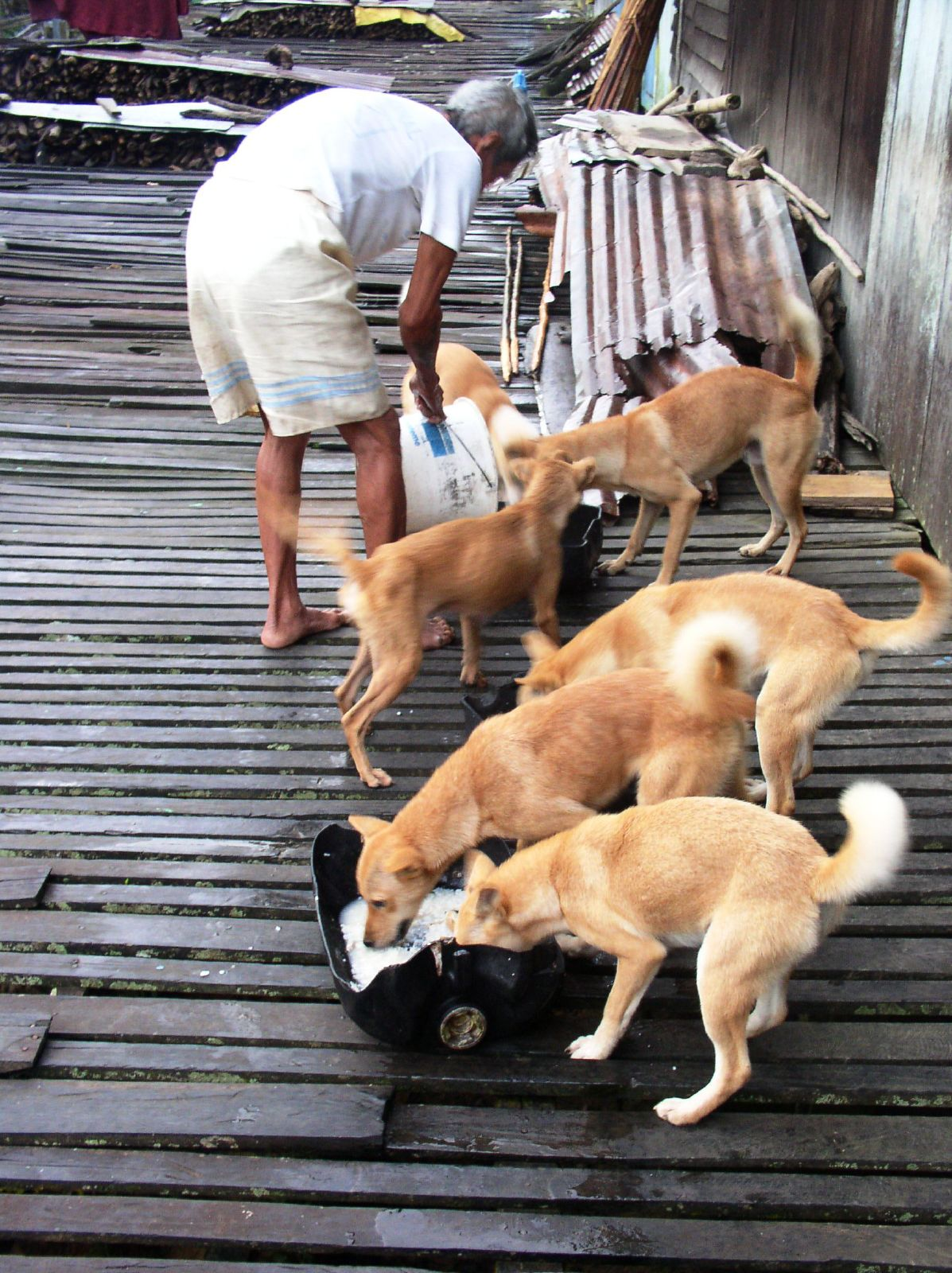
Borneo-Hunde, die den australischen Dingos sehr ähnlich sehen

Es gibt keine Einigung, sowohl wissenschaftlich als auch sonst, was der Dingo biologisch gesehen eigentlich ist, da er als „Wolf“, „Dingo“, „Hund“ und „wilder Hund“ bezeichnet wird. Selbst in der wissenschaftlichen Gemeinschaft hat der Dingo unterschiedliche Bezeichnungen. Zudem besteht keine Einigkeit darüber, ob es sich um ein verwildertes oder einheimisches Tier handelt oder welche Hunde überhaupt zu den Dingos gezählt werden. So sehen manche den Hallstromhund (oder Neuguinea-Dingo), den Basenji, den Carolina Dog und andere Hundepopulationen als dem Dingo zugehörig an, was aber nicht bewiesen ist. Die Hinweise deuten ebenso auf eine Uneindeutigkeit in Bezug auf den Status dieser Hunde an sich. Dingos werden als Wildhunde, Stammvater der Haushunde beziehungsweise Vorfahr der heutigen Rassen, als eigene Art, als Bindeglied zwischen Wolf und Haushund, als primitive Caniden-Art oder primitiver Haushund, als „hundeartige“ Verwandte der Wölfe oder Unterart des Haushundes angesehen. Für andere sind Dingos heimische Hunde Asiens, eine nur wenig veränderte Form früher Haushunde, teils Wolf und teils Haushund, wurden gezielt aus Wölfen gezüchtet oder die Bezeichnung „Dingo“ bezieht sich auf alle wild lebenden Haushunde. Für wieder andere sind Dingos auch nicht mehr verwildert, sondern völlig wild, da sie über viele Generationen der natürlichen Selektion ausgesetzt waren. Nach heutigem Kenntnisstand handelt es sich bei ihnen um Haushunde, die mit Menschen in ihr heutiges Verbreitungsgebiet kamen, sich an die jeweiligen Bedingungen anpassten und auch nicht „ursprünglicher“ sind als andere Haushunde.

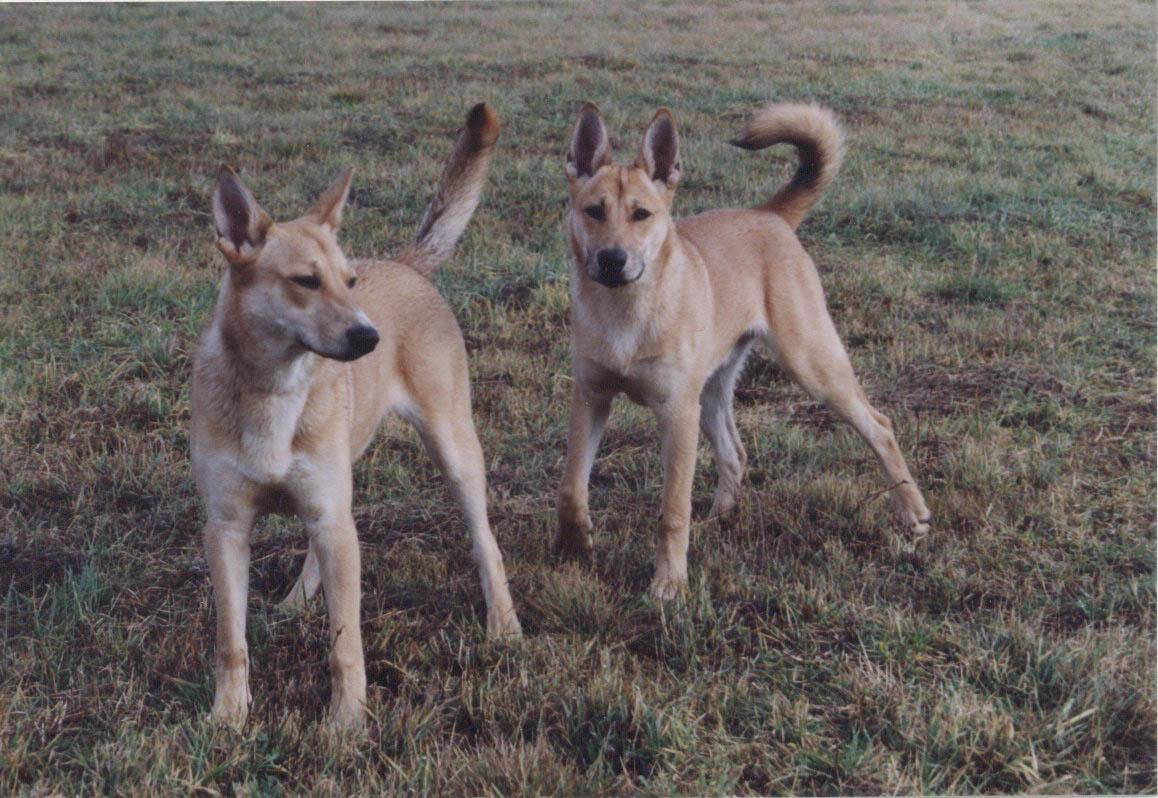
Carolina-Hunde, die dem Dingo mitunter sehr ähneln

Manche nehmen an, dass der Australische Dingo niemals der künstlichen Auslese ausgesetzt war, die eventuell die modernen Haushunde hervorgebracht hat und für andere sind Dingos undomestizierte Nachfahren eines ausgestorbenen asiatischen Wolfes. Dingos zeigen aber mit einem relativen Hirnvolumen das knapp 30 % unter dem des europäischen Grauwolfs liegt, geringerer Differenzierung der sozialen Interaktionen, reduzierter Mimik, reduziertem Imponierverhalten (alles verglichen zum Europäischen Grauwolf), über den Rücken gelegten beziehungsweise gekringelten Ruten und eine in der Regel ganzjährigen Zeugungsfähigkeit der Männchen, die gleichen Merkmale, die auch bei anderen Haushunden vorkommen und zu den Auswirkungen der Domestikation gezählt werden. Es kann vorkommen, dass ein und dieselbe Quelle den Dingo als Unterart des Grauwolfes aber alle anderen Haushunde als eigenständige Spezies ansieht. Ebenso kann der wissenschaftliche Name des Dingos als Canis lupus dingo angegeben werden und dennoch wird der Dingo als eigene Art bezeichnet. Schon Alfred Brehm hielt den Dingo zuerst für eine eigene Art, kam nach Besichtigung verschiedener Exemplare aber zu dem Schluss, dass es sich nur um Haushunde handeln konnte. Dagegen wurde der Dingo von William Jardine als eigene Art und von französischen Forschern der gleichen Zeit als verwilderter Haushund eingestuft. Auch von heutigen Wissenschaftlern werden Dingos und andere Haushunde mitunter als zwei eigenständige Spezies angesehen, trotz nachgewiesener geringer genetischer, morphologischer und verhaltensbiologischer Unterschiede (z. B. kamen vergleichende Untersuchungen am Institut für Haustierkunde in Kiel zu dem Schluss, dass Dingos eindeutig Hunde sind). Das Phänomen der Vermischung beider wird dann auf die Tatsache zurückgeführt, dass sich alle wolfsartigen Arten vermischen und fruchtbare Nachkommen erzeugen könnten. Bei Kreuzungsversuchen am Kieler Institut für Haustierforschung konnte eine uneingeschränkte Fruchtbarkeit aber nur bei der Kreuzung Haushund und Grauwolf nachgewiesen werden. Bei der Kreuzung Haushund/Kojote und Haushund/Goldschakal kam es zu Kommunikationsschwierigkeiten zwischen den Mischlingen untereinander und zu den Elternarten und ab der dritten Generation zu verminderter Fruchtbarkeit und Vermehrung von Erbschäden unter den Mischlingen. Solche Beobachtungen wurden aber für Mischungen aus Dingos und anderen Haushunden nie berichtet, sondern dass sich Dingos mit anderen Haushunden völlig frei vermischen können.
Die Wahl der Bezeichnung kann direkte Auswirkungen auf die Dingos haben. Außerhalb eines Naturparks hört ein Dingo offiziell auf zu existieren und wird zu einem wilden Hund, der nicht geschützt ist. Dieser Begriff selbst schließt mitunter nur Dingos und deren Mischlinge mit ein beziehungsweise schließt Dingos aus. Eine andere Namensänderung ist die, dass Dingos außerhalb der Nationalparks „nur noch“ verwildert sind, wobei dieser Begriff in diesem Zusammenhang eine weit negativere Bedeutung hat als der Begriff „wild“.
Andererseits wurden Dingos „rehabilitiert“ indem man ihren Status von Ungeziefer zu „Australiens einheimischen Hund“ änderte, oder noch subtiler von einer Unterart des Haushundes zu einer des Grauwolfes. Der Unterton in der australischen Presse ist der, dass, ein Grauwolf oder Asiatischer Wolf zu sein, bedeutet, dass der Dingo „wilder“ ist und damit wünschenswerter als ein Begleittier (Haushund). Eventuell zeigt die Angewohnheit, Dingos in der Umgangssprache nur als Hunde (nicht wilde Hunde) zu bezeichnen, eine Vertrautheit mit ihnen oder eine Abwertung an, im letzteren Fall könnte es moralisch einfacher sein, sie bei Problemen zu töten, da sie dann nicht den „hohen Status“ eines Wolfes oder Dingos besitzen. Mitunter wird es als schade angesehen, dass der Dingo ein Haushund ist beziehungsweise von solchen abstammt und nicht „direkt“ vom Grauwolf. Wenn der Dingo als heimisch angesehen wird, verdient er Schutz, ist er aber „nur“ eine Variante des Haushundes, gilt er stattdessen als Plage und muss ausgelöscht werden.

## Ökologische Bedeutung
Zuverlässige Daten über die exakten ökologischen, ökonomischen und sozialen Auswirkungen von wilden Hunden gibt es bisher nicht.

### Ökologischer Einfluss des Dingos nach seiner Ankunft
Es wird vermutet, dass der Dingo teilweise für das Aussterben des Beutelwolfes, des Tasmanischen Teufels und des Tasmanischen Pfuhlhuhns auf dem australischen Festland verantwortlich ist, da die Ankunft des Dingos und das Aussterben dieser Arten zeitlich zusammenfallen. Abgesehen davon scheinen Dingos aber nicht den gleichen Einfluss auf die heimische Fauna gehabt zu haben, wie ihn beispielsweise später Rotfüchse hatten. Dies könnte mit ihrer Jagdweise und der Größe der bevorzugten Beute, sowie der geringeren Zahl an Dingos in der Zeit vor der europäischen Kolonialisierung zusammenhängen.
Beutelwolf und Dingo zeigen Überschneidungen im Aktivitätsmuster und damit wohl auch im Beutespektrum. Auf Neuguinea, wo statt des Dingos der Hallstrom-Hund vorkommt, starb der Beutelwolf ebenfalls aus. Dingos und Beutelwölfe lebten nachweislich eine Zeit lang nebeneinander auf dem Festland. Eine Verdrängung durch Konkurrenzunterlegenheit des Beutelwolfs wurde daher von Heinz Möller als wenig wahrscheinlich angesehen. Auch von anderer Seite wurde diese Ansicht bisweilen kritisiert und argumentiert, dass das Aussterben des Beutelwolfes auf dem Festland lediglich Teil eines bereits länger andauernden ökologischen Zerfalls war, welcher schon Jahrtausende vorher durch das Eintreffen des Menschen ausgelöst wurde.
Die Annahme, der Dingo hätte den Beutelwolf verdrängt, wurde zuerst im Jahr 1837 vorgetragen, fand aber wenig Zustimmung. Es wurde stattdessen angenommen, dass der Beutelwolf den Dingo von Tasmanien verdrängt hätte. Erst in den 1950er-Jahren wurde diese Annahme unter Wissenschaftlern populär.
Die Annahme, dass Dingo und Beutelwolf Nahrungskonkurrenten waren, beruht auf der äußerlichen Ähnlichkeit der beiden Arten. Der Beutelwolf hatte einen stärkeren und effizienteren Biss, war aber wohl darauf angewiesen, relativ kleine Beute zu erlegen, während der stärkere Schädel und Hals dem Dingo erlauben, auch große Beute zu erlegen. Der Dingo wäre dabei der überlegene Räuber, da er koordiniert in Rudeln jagen und Ressourcen besser verteidigen konnte, während der Beutelwolf vermutlich einzelgängerischer war. Zudem könnten wilde Populationen von Dingos Unterstützung durch Artgenossen aus der Nähe des Menschen gehabt oder einige Krankheiten eingeschleppt haben, für die der Beutelwolf anfällig war. Das Aussterben des Beutelwolfes auf dem Kontinent vor etwa 2000 Jahren wurde auch mit Veränderungen des Klimas und der Landnutzung durch die Ureinwohner in Verbindung gebracht. Den Dingo als Ursache zu benennen, ist zwar plausibel, es gibt aber deutliche morphologische Unterschiede zwischen beiden, was darauf hindeutet, dass die ökologische Überlappung beider Arten übertrieben sein könnte. Der Dingo hat eher das Gebiss eines Generalisten, während der Beutelwolf das eines Fleischspezialisten (ohne Merkmale für den Verzehr von Aas und Knochen) hat. Ebenso wurde argumentiert, dass der Beutelwolf ein flexibler Räuber war, der der Konkurrenz durch den Dingo hätte widerstehen müssen, und stattdessen durch menschliche Verfolgung ausgestorben sei.
Ebenso hat diese Theorie die Frage zu erklären, warum der Dingo und der Tasmanische Teufel bis vor etwa 430 Jahren auf demselben Kontinent existiert haben, wenn der Dingo dessen Aussterben bewirkt haben soll. Eigentlich hätte die Gruppendynamik der Dingos den Teufel erfolgreich von Aas fernhalten können, und da Dingos Knochen knacken können, wäre für den Teufel nicht viel übrig geblieben. Zudem sind Teufel auch erfolgreiche Jäger von kleiner bis mittlerer Beute, und es hätte daher ebenso eine Überschneidung bei lebender Beute gegeben. Zudem stehen die Argumente, dass der Dingo das Aussterben des Beutelwolfes, des Teufels und des Pfuhlhuhn ausgelöst haben soll, im Gegensatz zueinander. Wenn der Dingo in seiner ökologischen Rolle dem Teufel und dem Beutelwolf ähnlich genug gewesen sein soll, um beide zu verdrängen, ist es eigenartig, dass das Pfuhlhuhn so lange mit beiden koexistieren konnte. Dies ist zwar möglich, die Hinweise darauf werden aber von Kritikern als schwach angesehen.
Untersuchungen aus dem Jahre 2013 legen jedoch den Schluss nahe, dass das Aussterben von Tasmanischem Teufel und Beutelwolf eher der zur gleichen Zeit stattfindenden Bevölkerungsexplosion vor etwa 5000 Jahren geschuldet ist.

### Ökologische Bedeutung heute
Heute wird der Dingo sowohl von vielen Biologen als auch Umweltschützern als Teil der australischen Fauna angesehen, vor allem weil diese Hunde schon vor Ankunft der Europäer dort existierten und eine gegenseitige Anpassung von Dingo und Ökosystem stattgefunden hat. Es gibt aber auch die gegenteilige Ansicht, dass der Dingo nur ein weiteres eingeschlepptes Raubtier beziehungsweise nur in Thailand heimisch sei.
Vieles zur heutigen Stellung der wilden Hunde in den australischen Ökosystemen und speziell im urbanen Raum ist noch ungeklärt (es wurde aber nachgewiesen, dass Dingos zu einer ganzjährigen Fortpflanzung bei Sumpfwallabys führen). Zwar versteht man die ökologische Rolle von Dingos in Nord- und Zentralaustralien, die von wilden Hunden im Osten des Kontinents aber weit weniger. Entgegen einigen Behauptungen ist aber klar widerlegt worden, dass Dingos generell schädlich für das australische Ökosystem sind. Es wird meist angenommen, dass sie einen positiven Effekt haben.
Dingos gelten als Hauptbeutegreifer und üben womöglich generell eine ökologische Schlüsselfunktion aus. Daher gilt es als wahrscheinlich (mit zunehmenden Hinweisen aus der wissenschaftlichen Forschung), dass sie die Vielfalt innerhalb der Ökosysteme kontrollieren, indem sie die Zahl der Beutetiere und Konkurrenten in Grenzen halten. Wilde Hunde jagen verwildertes Nutzvieh wie Ziegen und Schweine (sie gelten als einzige potentielle Beutegreifer von Kamelen); sowie heimische Beutetiere und eingeschleppte Wildtiere (z. B. Rothirsche). Eventuell beruht die geringere Verbreitung von wilden Ziegen in Nordaustralien auf der Anwesenheit der Dingos, ob sie deren Populationen wirklich regulieren, ist nach wie vor diskussionswürdig. Auch könnten wilde Hunde ein Faktor sein, der die Ausbreitung verwilderter Pferde einschränkt.
Untersuchungen aus dem Jahr 1995 in den nördlichen Feuchttropen Australiens kamen zu dem Schluss, dass Dingos die Zahl der verwilderten Schweine dort nicht verringerten, sondern ihre Raubzüge lediglich zusammen mit dem Vorkommen von Wasserbüffeln (die den Schweinen Zugang zu Nahrung erschweren) einen Einfluss auf die Schweinepopulation haben. Die Auswertung von Daten über die Beziehung von Dingos und verwilderten Hausschweinen in Queensland von 1945 bis 1976 deutete allerdings darauf hin, dass Dingos dort bedeutende Beutegreifer von Hausschweinen waren.
Es gab Beobachtungen zur gegenseitigen Beeinflussung von Dingos und Fuchs- und Katzenpopulationen und Hinweise, dass Dingos Rotfüchsen und Hauskatzen den Zugang zu bestimmten Ressourcen versperren. Daher wird angenommen, dass ein Verschwinden der Dingos zu einem Anstieg der Populationen von Rotfüchsen und verwilderten Katzen und damit einem erhöhten Druck auf kleinere heimische Tiere führen kann. Bei Untersuchungen konnte festgestellt werden, dass die Anwesenheit von Dingos einer der Faktoren ist, der die Zahl der Rotfüchse in einem Gebiet niedrig hält, wodurch der Druck auf andere heimische Arten abnimmt und diese aus betroffenen Gebieten nicht verschwinden. Ebenso konnte nachgewiesen werden, dass landesweit die Fuchspopulation dort besonders hoch ist, wo Dingozahlen niedrig sind, allerdings wurde in Betracht gezogen, dass je nach Gebiet auch andere Faktoren dafür verantwortlich sein könnten. Ebenso wurde aus Teilen Australiens berichtet, dass die Zahl der verwilderten Hauskatzen zunahm, nachdem die Zahl der Dingos durch Kontrollmaßnahmen abgenommen hatte. Tatsächlich wurde bei einem Experiment in Süd-Australien direktes Töten von Rotfüchsen durch Dingos nachgewiesen, wobei anscheinend alle Versuchsfüchse von Dingos getötet wurden. Im gleichen Experiment konnte auch nachgewiesen werden, dass Dingos 2 von 5 Hauskatzen töteten und am Ende des Experiments als einzige der drei Beutegreiferarten übrig blieben. Bei Untersuchungen in den Gebieten der Blue Mountains in New South Wales fand man Hinweise auf eine Konkurrenz zwischen wilden Hunden und Rotfüchsen, da es viele Überschneidungen im Beutespektrum gab. Allerdings fanden sich nur Hinweise auf lokale Konkurrenz, nicht im großen Maßstab. Untersuchungen, die im Jahr 2011 veröffentlicht wurden, ergaben ebenfalls ein großes Potential für zwischenartliche Konkurrenz, wiesen Tötungen von Füchsen durch Dingos nach und kamen zu dem Schluss, dass das Vorhandensein von Dingos kleineren Beutearten zum Vorteil gereichen könnte. Es ist aber auch möglich, dass Dingos in Gebieten mit ausreichend Nahrung (beispielsweise hoher Kaninchenzahl) und Versteckmöglichkeiten Seite an Seite mit Rotfüchsen und Hauskatzen vorkommen können, ohne dass die Zahl der Katzen und Rotfüchse abnehmen würde. Über die Beziehung von wilden Hunden und verwilderten Hauskatzen (beide existieren in den meisten Gebieten gemeinsam) ist fast nichts bekannt. Zwar fressen wilde Hunde auch Katzen, inwieweit das die Population aber beeinflusst, ist unbekannt. Wilde Hunde leben in vielen Gebieten gemeinsam mit allen Beutelmarderarten, außer dem östlichen Beutelmarder, der wohl auf dem Kontinent ausgestorben ist, und gelten daher nicht als Bedrohung für diese.
Ebenso könnte ein Verschwinden der Dingos ein Überhandnehmen von Roten Riesenkängurus und Kaninchen bewirken. In den Gebieten, die nicht vom Dingozaun eingeschlossen sind, ist die Zahl der Kängurus und Emus niedriger als innerhalb, wobei die Zahl je nach Gebiet und Zeit wechselte. Da die Umwelt auf beiden Seiten des Zauns gleich ist, gilt der Dingo als starker Faktor in der Regulation dieser Tiere. Deshalb wird von einigen Seiten gefordert, Dingopopulationen in Gebieten mit geringer Dichte ansteigen zu lassen oder sie wieder einzuführen, um den Druck auf bedrohte Populationen heimischer Arten zu mindern und sie in bestimmten Gebieten wieder ansiedeln zu können. Bei einer Studie aus dem Jahr 2009 fand man Hinweise, dass bestimmte bedrohte Arten dort in stabilen Populationen vorkommen, wo es auch stabile Dingopopulationen gibt. Die Ergebnisse einer anderen Studie (veröffentlicht im selben Jahr) brachten die Forscher zu dem Schluss, dass eine Wiedereinführung des Dingos in derzeit hundefreie Gebiete die dortigen Ökosysteme durch Unterdrücken eingeführter Arten wieder restaurieren würde.
Hierbei gibt es aber auch kritische Stimmen, die darauf hinweisen, dass aufgrund der starken Veränderungen in der australischen Landschaft seit der Ankunft der Europäer ein positives Management von Dingos nicht zwangsläufig ein Erholen von gefährdeten Arten zur Folge hat und diese Hunde auf lokaler Ebene sogar bereits gefährdete Arten bedrohen.

## Kulturelle Bedeutung
Das Aussehen eines wilden Hundes ist für seine ökologische Bedeutung wohl unbedeutend. Hierbei kommt es eher darauf an, was ein Hund tut, sprich welchen Platz im Ökosystem er einnimmt und welche Auswirkungen er hat. Im Gegensatz dazu ist das Aussehen eines wilden Hundes in Hinsicht auf seine kulturelle und wirtschaftliche Bedeutung mitunter sehr wichtig. Hier wird oft verlangt, dass der wilde Hund äußerlich dem entspricht, was erwartet wird, also entweder ein Dingo („reiner“ Dingo) ist oder wie einer aussieht. Bei der wirtschaftlichen Bedeutung bezieht sich das bisher aber wohl nur auf die Fälle, wo der „reine“ Dingo beispielsweise als Touristenattraktion gilt. Wo wilde Hunde als Schädlinge angesehen werden, spielt das Aussehen (wenn überhaupt) wohl nur eine sehr untergeordnete Rolle.
Welche Bedeutung wilde Hunde im urbanen Bereich haben und ob sie eine Gefahr für Menschen (direkte Angriffe, Krankheiten und weiteres) sind, ist noch nicht geklärt.
Ansichten über den Dingo beruhten oft auf seiner wahrgenommenen „Schläue“ und dass er auf dem Punkt zwischen wild und zivilisiert sitzt.
Einige der frühen europäischen Siedler verglichen Dingos mit Haushunden und sahen sie als solche an, andere verglichen sie dagegen mit Wölfen. Als Dingos mit der Zeit begannen, Schafe zu reißen, veränderte sich die Haltung der Einwanderer zu ihnen sehr schnell: Man sah sie als verschlagen und feige an, da sie sich nach Ansicht der Europäer nicht einem Kampf stellen und einfach im Busch verschwinden würden. Dingos würden nicht aus Hunger töten, sondern aus Boshaftigkeit (ähnliches wird heute auch von Dingomischlingen behauptet). Ebenso wurden sie bald als promisk oder Teufel, mit einem giftigen Biss oder Speichel ausgestattet bezeichnet und Vorbehalte, sie zu töten, waren nicht notwendig. Mit der Zeit bekamen Fallensteller ein bestimmtes Prestige für ihre Arbeit, vor allem wenn die Dingos, die sie erlegten, besonders schwer zu fangen waren. Dingos wurden somit schnell mit Dieben, Vagabunden, Buschläufern und den Gegnern im Parlament gleichgesetzt. Der älteste Hinweis darauf, dass Politiker ihre Gegner als Dingos (damit als feige und verräterisch) bezeichneten, stammt aus den 1960er-Jahren und wurde danach sehr populär. Bis heute steht das Wort Dingo im australischen Slang für Feigling und Betrüger und Verb- und Adjektivform haben die entsprechende Bedeutung.
Im heutigen Australien ist die Identität des Dingos komplex und ambivalent. Und wenn es sich auch nicht um das einzige australische Lebewesen handelt, welches auf dramatisch unterschiedliche Art und Weise wahrgenommen wird, so ist der Dingo vermutlich von allen das Lebewesen mit der meisten Ambivalenz in der öffentlichen Wahrnehmung.
Das Bild vom Dingo reicht von einer romantischen Verklärung als völlig harmlos, Maskulinisierung bis zur Dämonisierung als grundsätzliche Gefahr für die Menschen und die Umwelt. Für die einen ist der Dingo ein „lebendes Fossil“ oder ein „wunderschönes, einzigartiges Tier“ und gilt bei manchen auch nicht als Haushund, sondern als Wolf. Dingos werden als Ikone Australiens bezeichnet, die erhalten werden soll (zumindest in „reiner“ Form) und ihr mögliches „Aussterben“ wird auch mit der des Beutelwolfes verglichen. Wo Dingos trotz dieser „Rehabilitation“ als Schädlinge gesehen werden, kann dies bis zu Hass ausarten. Dabei wird mitunter gesagt, dass Dingos die Gesellschaft und das Ökosystem schädigen würden (beispielsweise dass sie grundsätzlich für das Aussterben von heimischer Fauna verantwortlich seien). Dingos (egal ob „rein“ oder nicht) werden dann als Geißel angesehen, die ausgerottet werden muss. In solchen Fällen wird es auch als akzeptabel betrachtet, wenn alle wilden Hunde ausgerottet werden müssen, um ein Menschenleben zu retten. Dabei gibt es auch unter den Bürokraten die Ansicht, dass wilde Hunde grausam gegenüber Schafen und Rindern seien und somit Grausamkeit gegen sie selbst gerechtfertigt sei.

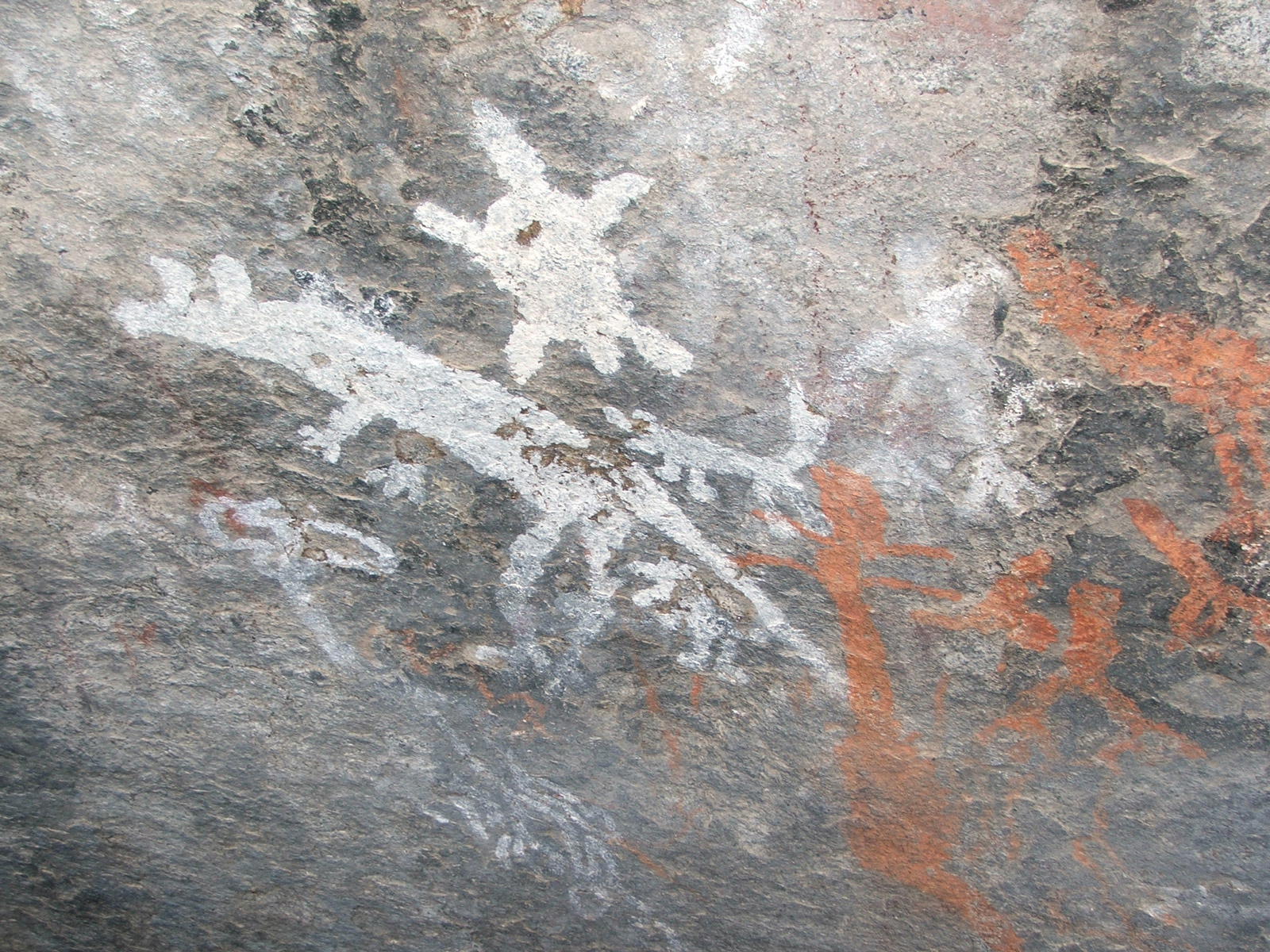
Felsmalerei im Namadgi National Park.

Hunde haben traditionell eine privilegierte Stellung in der indigenen Kultur Australiens (die der Dingo vielleicht vom Beutelwolf übernommen hat) und der Dingo ist ein bekanntes Element von Felsenbildern und Höhlenmalereien. Es gibt Zeremonien (wie die Totenklage am Kap York in Form von Geheul) und Traumzeitgeschichten in Bezug auf den Dingo, die über die Generationen weitergegeben wurden; es existieren starke Gefühle in der Gesellschaft der Aborigines, dass Dingos nicht getötet werden sollten und in einigen Gebieten legen sich Frauen junge Dingos an die Brust. Meistens werden sie mit erstaunlicher Nachsicht behandelt, wobei auch hier die Gründe nicht unbedingt in einer Freundlichkeit liegen müssen, da mitunter auch sehr brutal gegen Hunde vorgegangen wird. Ein großes Zugehörigkeitsgefühl scheint aber dennoch zu bestehen, auch wenn die Gründe nicht immer klar sind. Ebenso wie sich viele Kolonialisten Dingos als Haushunde besorgten, so besorgten sich auch viele Ureinwohner schnell Hunde der Einwanderer. Dieser Prozess ging so schnell voran, dass Francis Barrallier (der erste Europäer, der das australische Inland erforschte) im Jahr 1802 entdeckte, dass ihm bereits fünf Haushunde europäischer Abstammung zuvorgekommen waren. Von mancher Seite wird die Theorie geäußert, dass andere Haushunde die Rolle der „reinen“ Dingos übernehmen werden. Tatsächlich bezeichnet die Mehrzahl der Mythen über Dingos sie einfach als Hunde (ob diese Rolle von anderen Haushunden übernommen wurde oder für die Erzähler kein Unterschied besteht, ist nicht klar) und auch andere eingeführte Lebewesen wie Wasserbüffel und Hauskatzen wurden in einigen Gebieten bereits in die Kultur der Ureinwohner in Form von Ritualen, traditionellen Zeichnungen und Traumzeitgeschichten aufgenommen.
Der Dingo steht in Verbindung mit heiligen Orten, Totems, Ritualen und Charakteren der Traumzeit. Es gibt Geschichten, die besagen, dass Hunde das Übernatürliche sehen können, Wachhunde sind und vor bösen Mächten warnen. Es gibt Hinweise darauf, dass Hunde mit ihren Besitzern bestattet wurden, um sie auch nach dem Tod vor bösen Einflüssen zu beschützen. Die meisten veröffentlichten Mythen über Dingos stammen von Gruppen aus der Westlichen Wüste und zeigen eine erstaunliche Komplexität. In einigen Geschichten spielen Dingos die Hauptrolle, in anderen Nebenrollen. Einmal ist er ein Vorfahre der Traumzeit, der Menschen und andere Dingos erschafft beziehungsweise ihnen ihre Gestalt gibt. Dann gibt es Erklärungen über die Schöpfung, darüber wie gewisse Dinge sind und was man tun sollte. Es gibt Mythen von Gestaltwandlern (Mensch zu Dingo oder Dingo zu Mensch), „Dingomenschen“ und über die Erschaffung bestimmter Landschaften oder Elemente der Landschaft, wie Wasserstellen oder Berge. Ebenso ist er in anderen für den Tod verantwortlich. In anderen Mythen wird Auskunft über soziales Verhalten und Warnungen an die, die sich nicht an die Regeln der Gruppe halten wollen gegeben. Geschichten können Territoriumsgrenzen anzeigen oder Dingos selbst für bestimmte Mitglieder der Gesellschaft stehen, zum Beispiel aufmüpfige Dingos als Warnung für „wilde“ Mitglieder des Stammes. Der Dingo hat in anderen Geschichten auch eine wilde und unkontrollierbare Seite und es existieren viele Geschichten von Dingos, die Menschen töten und fressen (beispielsweise über den Mamu, der den Geist jedes Kindes fängt und frisst, das sich vom Lagerfeuer entfernt). Andere Geschichten erzählen von einem riesigen menschenfressenden Teufels-Dingo, aus dem später die eigentlichen Dingos entstanden. Der Hund erscheint dabei als eine mörderische, bösartige Kreatur, die – von der Abwesenheit von subtilem Verstand abgesehen – einem Trickster ähnelt, da er die Rolle eines spitzbübischen Gegenspielers für ändere mythische Figuren darstellt. Viele mythologische Wesen fallen blutrünstigen Hunden zum Opfer oder entkommen ihnen. Auch hier haben die einzelnen Figuren eine bestimmte Bedeutung und werden mitunter zu Bestandteilen der Landschaft. Auch die Aktionen der Hunde selbst führen beispielsweise dazu, dass aus herumfliegenden Knochen und Fleischstücken Steine und Bäume oder Blut zu rotem Ocker werden.

## Wirtschaftliche Bedeutung
Wilde Hunde sind für eine Reihe von negativen und unerwünschten Einflüssen auf die Viehwirtschaft in ganz Australien bekannt und gelten in Australien als Schädlinge seit dem Beginn der europäischen Viehwirtschaft. Dabei sind die Schafe die häufigsten Beutetiere, gefolgt von Rindern und Ziegen. Es wurde aber erst vor verhältnismäßig kurzer Zeit damit begonnen, zu erforschen wie groß die Schäden tatsächlich sind und warum das Problem existiert. Es gibt viele Ursachen für den Tod eines Nutztieres und beim Auffinden kann es oft zu spät sein, um sicher sagen zu können, woran das Tier gestorben ist. Da der Ausgang eines Angriffs auf Nutztiere zu einem großen Teil von dem Verhalten und der Erfahrung des Angreifers und der Beute abhängen, gibt es (außer vielleicht direkte Beobachtungen) keinen sicheren Weg, um zu bestimmen, ob ein Angriff von Dingos oder anderen Haushunden ausgeführt wurde. Auch die Überreste von Nutzvieh im Kot von wilden Hunden weist sie nicht zwangsläufig als Schädlinge aus, da sich wilde Hunde auch von Aas ernähren. Genaue Zahlen oder verlässliche Schätzungen zu Schäden durch wilde Hunde sind daher schwer zu bekommen und selten verlässlich. Auch wenn Nutztiere keinen großen Teil der Nahrung der Dingos ausmachen sollten, so sagen diese Beobachtungen nichts über das Ausmaß des Schadens aus, den Dingos der Viehwirtschaft zufügen können.
Die Bedeutung des Dingos als Schädling geht hauptsächlich auf dessen Beutezüge auf Schafe und zu einem geringeren Anteil auf Rinder zurück und hängt nicht allein mit dem direkten Verlust von Nutzvieh zusammen. Schafe jeden Alters sind für Angriffe von Dingos empfänglich, bei Rindern besteht diese Gefahr nur für Kälber. Belästigung von Schafen kann zu weniger optimalen Nutzung des Weidelands und Fehlgeburten führen.

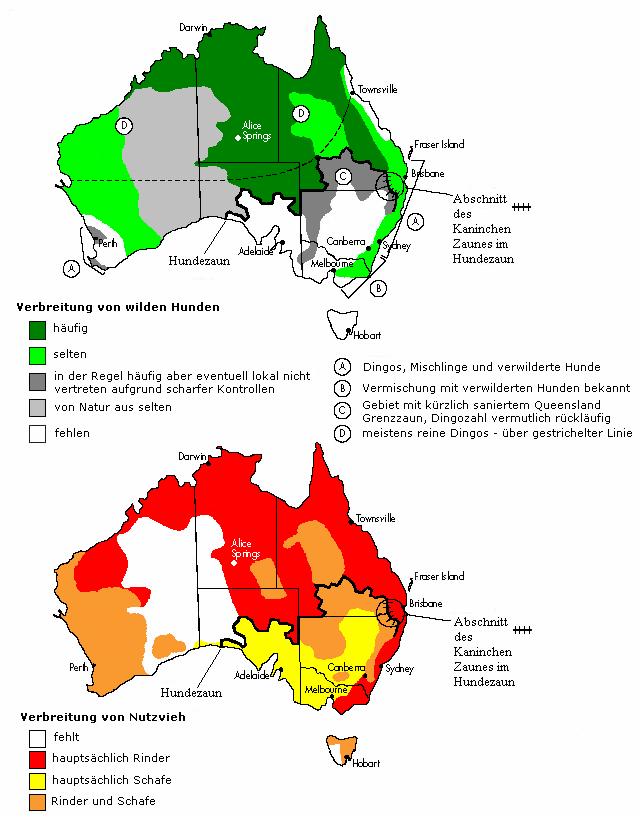
Verbreitung von wilden Hunden und Nutzvieh (nach Breckwoldt 1988, Corbett 1995a, Fleming 1996a)

Die Rinderwirtschaft kann niedrige bis mittlere Grade und mitunter sogar hohe Grade an wilden Hunden tolerieren (weshalb Dingos dort nicht so schnell als Schädlinge gelten), bei Schafen und Ziegen besteht eine Null-Toleranz-Haltung. Die größte Gefahr geht dabei von Hunden aus, die innerhalb oder nahe den Koppelgebieten leben. Das Ausmaß an Schafsverlusten ist aufgrund von weiten Weidegebieten in einigen Teilen Australiens nur schwer zu ermitteln. Bei Rindern sind die Verluste weit variabler und nicht so gut dokumentiert. Zwar kann der Verlust an Kälbern bis auf 30 % steigen, der normale Verlust liegt aber bei null bis zehn Prozent. Dabei sind Faktoren wie das Vorkommen heimischer Beute als auch das Abwehrverhalten und die Gesundheit der Rinder bestimmend für die Höhe der Verluste. Eine Studie in Zentralaustralien aus dem Jahre 2003 bestätigte, dass Dingos, wenn genügend andere Beute wie Kaninchen und Kängurus vorhanden sind, nur geringen Einfluss auf die Rinderbestände haben. In einigen Gebieten Australiens geht man davon aus, dass die Schäden für die Rinderwirtschaft minimiert werden können, wenn man Mutterkühe mit Hörnern anstelle von hornlosen einsetzt. Die genaue wirtschaftliche Bedeutung ist in diesem Fall nicht bekannt und es gilt als unwahrscheinlich, dass bei einzelnen Besitzern die Rettung einiger Kälber die Kosten für die Eindämmungsmaßnahmen aufwiegen würden. Kälber erleiden meistens weniger tödliche Verletzungen als Schafe aufgrund ihrer Größe und dem Schutz durch die erwachsenen Rinder und haben eine höhere Chance, Angriffe zu überleben. So kann es vorkommen, dass Hinweise auf Hundeangriffe erst bemerkt werden, wenn die Rinder eingezäunt sind und Spuren wie zerbissene Ohren, Schwänze und andere Wunden entdeckt werden. Die Ansichten von Rinderwirten gegenüber Dingos sind weit variabler als die der Schafwirtschaft und einige Landbesitzer sind der Ansicht, dass es in Dürreperioden besser für die geschwächten Mutterkühe ist, wenn sie ihre Kälber verlieren (und diese dann nicht mehr versorgen müssen) und daher werden Dingos dort selten getötet. Diese Theorie wurde auch von Laurie Corbett vertreten. Ebenso profitiert die Rinderwirtschaft womöglich von den Raubzügen der Dingos auf Kaninchen, Ratten und Kängurus. Zudem hat die Sterblichkeitsrate unter Kälbern viele mögliche Gründe und es ist schwierig zwischen ihnen zu unterscheiden. Als einzig verlässliche Methode, um den Schaden zu erfassen, müssten alle trächtigen Kühe erfasst und das spätere Schicksal der Mutterkühe und der Kälber beobachtet werden. Der Verlust an Kälbern war bei Untersuchungen in Gebieten, in denen der Dingo bekämpft wurde, höher als in anderen. Verluste an Nutzvieh sind somit nicht zwangsläufig auf das Vorhandensein von Dingos zurückzuführen und sind von wilden Hunden unabhängig.
Haushunde sind in Australien die einzigen Landraubtiere, die groß genug sind, um erwachsene Schafe zu reißen und wenige Schafe erholen sich von schweren Verletzungen. Viele Lämmer sterben durch andere Ursachen als Angriffe von Raubtieren, welche jedoch oft verdächtigt werden, weil sie vom Kadaver gefressen haben. Rotfuchsangriffe sind zwar seltener als zuerst angenommen, kommen aber dennoch vor. Dass die Schaf- und Ziegenwirtschaft für Schäden durch wilde Hunde wesentlich anfälliger sind als Rinderwirtschaft, liegt hauptsächlich an zwei Faktoren:
- das Fluchtverhalten der Schafe und ihre Eigenart, sich bei Gefahr zusammenzurotten
- die Jagdmethoden der wilden Hunde und die Effizienz, mit der sie mit Schafen und Ziegen umgehen

Dadurch ist der Schaden für die Viehwirtschaft hier nicht in Bezug zu setzen zur Dichte des Bestandes an wilden Hunden (außer dass es keine gibt, wo keine Hunde vorhanden sind). Auch wenn es in einem Gebiet nur wenige wilde Hunde gibt, kann der Verlust an Schafen sehr hoch sein, da es zu übermäßigen Tötungen kommen kann. Mitunter wird von extremen Verlusten, die immer größer werden, gesprochen (einmal von 2000 toten Schafen in einer Nacht).
Laut einem Bericht der Regierung von Queensland kosten wilde Hunde den Staat jährlich ungefähr 30 Millionen Dollar aufgrund von Viehverlusten, Verbreitung von Krankheiten und Eindämmungsmaßnahmen. Verluste für die Viehwirtschaft alleine wurden auf 18 Millionen Dollar geschätzt. Laut einer Befragung von Viehwirten im Jahre 1995, durchgeführt vom Park and Wildlife Service, schätzten die Wirte ihre jährlichen Verluste aufgrund wilder Hunde (je nach Distrikt) auf 1,6 % bis 7,1 %. Trotz der Vielfältigkeit der Schätzungen besteht kaum Zweifel darüber, dass Raubzüge durch Dingos enorme wirtschaftliche Schäden anrichten können, besonders in der ersten Zeit einer Dürreperiode, wenn heimische Beute knapp, aber die Dingoanzahl noch relativ hoch ist. Weiterhin sind wilde Hunde an der Verbreitung von Echinokokkose bei Rindern und Schafen sowie Herzwürmern und Parvoviren bei Haushunden in Menschenhand beteiligt. Eine Infektion mit Echinokokkose führt zu der Beschlagnahme der Innereien von 90 % der geschlachteten Rinder in befallenen Gebieten, was zu einem Wertabfall des Fleisches und hohen wirtschaftlichen Verlusten führt. Zudem kann gebissenes Vieh nur für geringere Preise verkauft werden.

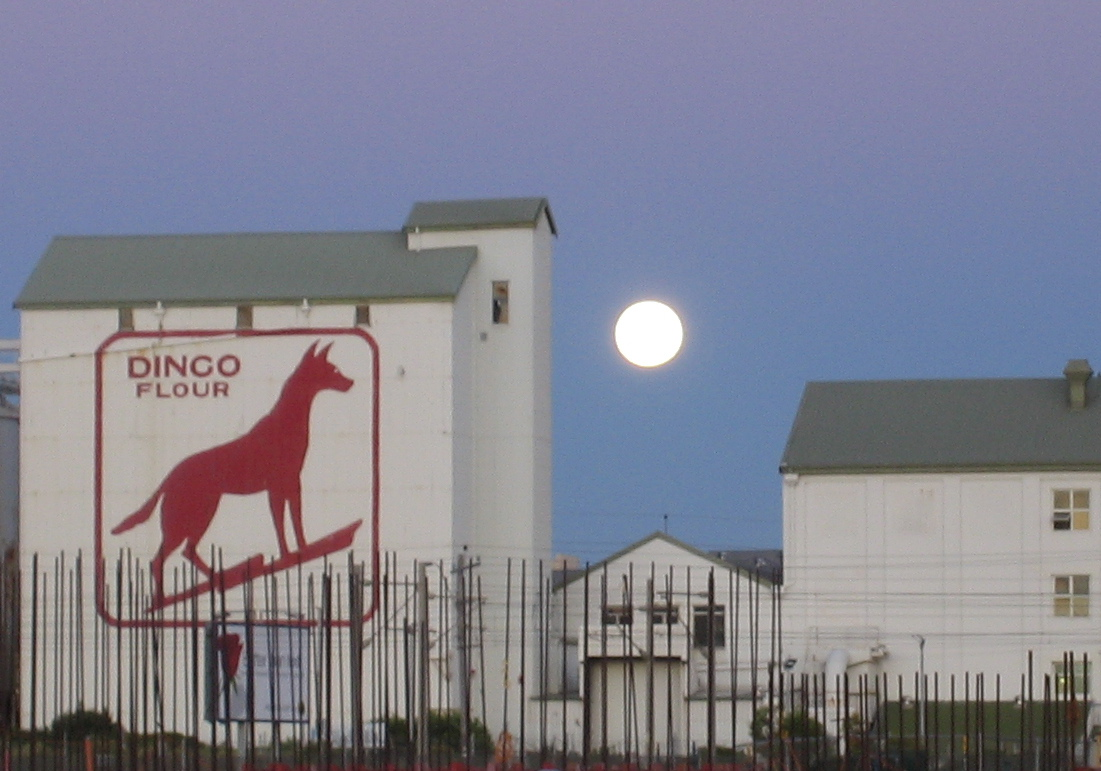
Nutzung des Dingomotivs in Westaustralien

In Ostasien und Ozeanien gelten Haushunde als Delikatesse und werden regelmäßig zum Verzehr getötet. Im Nordosten Thailands werden pro Woche mindestens 200 Dingos getötet und ihr Fleisch auf den Märkten zum Verzehr angeboten. Vor dem Beginn des 20. Jahrhunderts dienten sie auch australischen Ureinwohnern als Nahrung, in der jüngsten Zeit gibt es aber keine Berichte mehr über diese Praktik. Bei den australischen Ureinwohnern galten Dingos daneben als Jagdgefährten (laut Untersuchungen aber nur in bestimmten Regionen, in der Regel erscheinen sie dafür unbrauchbar), lebende Wärmflaschen, Lagerhunde und deren Kopfhäute als eine Form der Währung. Dies schließt den traditionellen Gebrauch von Zähnen als Halsketten und ihrer Haare für traditionelle Kostüme mit ein. In einigen Teilen Australiens werden Prämien für Dingofelle und Kopfhäute gezahlt. Pelz von Dingos hat aber meist nur einen geringen Wert und eine Ausfuhr dieser Pelze ist in Staaten, wo sie geschützt sind, verboten. Auch ein großflächiges kommerzielles Fangen und Töten von Dingos zum Erbeuten der Felle gibt es nicht. Mitunter haben „reine“ Dingos eine Bedeutung für den Tourismus, wenn sie zum Anlocken von Besuchern genutzt werden. So werden auf K’gari Bilder und Symbole von Dingos aktiv von der Tourismusindustrie genutzt, um die Insel den Besuchern schmackhaft zu machen. Dingoprofile und Pfotenabdrücke werden in den Logos mehrerer Wandergruppen verwendet und sind häufig auf Werbematerial und Touristenwaren zu finden. In diesem Zusammenhang haben Dingos einen sichtbaren und geschätzten Platz, allerdings müssen sie gewisse Erwartungen erfüllen, um diesen zu behalten. Das Erlebnis der persönlichen Interaktion mit Dingos scheint für Touristen dabei besonders wichtig zu sein und zur Erfahrung dazuzugehören, die die Insel vermittelt. Bilder von Dingos tauchen auf dem Großteil der Broschüren und vielen Internetseiten und Postkarten auf, die für die Insel werben. Eine Nutzung von Dingo-Urin zur Abschreckung von Kängurus und Wallabys wurde in Betracht gezogen, aber bisher nicht wirtschaftlich umgesetzt.

## Rechtlicher Status
International wurde der Dingo 2004 auf der Roten Liste der gefährdeten Arten als gefährdet eingestuft. Diese Einstufung wurde vorgenommen, da die Zahl der „reinen“ Dingos aufgrund der Vermischung mit anderen Haushunden in der letzten Generation um 30 % abgenommen hat.
Im Commonwealth gilt der Dingo als regulierte einheimische Art unter dem Environment Protection and Biodiversity Conservation Act (1999) und wird daher in den Nationalparks des Commonwealth sowie in Gebieten des Weltnaturerbes und anderen Schutzgebieten unter Schutz gestellt. Das Gesetz erlaubt aber auch, dass Dingos in Gebieten, in denen sie nachweislich einen Einfluss auf die heimische Ökologie haben, bekämpft werden. Das Gesetz verbietet den Export von Dingos oder deren Körperteilen aus Australien, außer in den Fällen, in denen dies durch das Gesetz geregelt ist. Der Dingo gilt hierbei nicht als bedroht. In Australien variiert der rechtliche Status von Dingos und anderen wilden Hunden zwischen den Bundesstaaten und Territorien:
- Northern Territory: Der Dingo gilt als geschützt unter dem Territory Parks and Wildlife Conservation Act (2000), nicht bedroht und aufgrund seiner ökologischen Bedeutung als einheimisch. Da die Vermischung mit anderen Haushunden im Northern Territory relativ gering ist, wird ihnen ein bedeutender Schutzwert zugestanden. In agrarwirtschaftlichen Gebieten dürfen Dingos allerdings bejagt werden, wenn sie eine Gefahr für die Viehwirtschaft darstellen.
- Western Australia: Dingos und Mischlinge gelten als „ausgewiesene Tiere“ unter dem Agriculture and Related Resources Protection Act (1976). Populationen müssen kontrolliert werden und können nur unter bestimmten Bedingungen in Gefangenschaft gehalten werden. Eindämmungsmaßnahmen werden strikt auf viehwirtschaftliche Gebiete begrenzt; andere Haushunde werden grundsätzlich bekämpft. Dingos gelten ebenfalls als „ungeschützte heimische Fauna“ unter dem Western Australian Wildlife Conservation Act (1950). Obwohl nicht geschützt, werden sie in der Regel in Schutzgebieten nicht ohne Erlaubnis bejagt.
- South Australia: Dingos und Mischlinge sind in den Schafgebieten südlich des Hundezauns „ernannte“ Schädlinge unter dem Animal and Plant Control Board (Agricultural Protection and Other Purposes) Act (1986). Sie müssen dort bekämpft werden und können nur in autorisierten Zoos und Wildparks gehalten werden. Nördlich des Hundezauns gelten Dingos als legitime Wildart und auch wenn sie ungeschützt sind, wird ihnen ein gewisser Schutz außerhalb einer 35 Kilometer Puffer-Zone nördlich des Zauns gewährt.
- Queensland: Dingos und Mischlinge gelten als Schädlinge unter dem Land Protection (Pest and Stock Route Management) Act 2002. Alle Landverwalter haben die legale Verpflichtung die Zahlen aller wilden Hunde auf ihren Ländern zu reduzieren. Der Dingo gilt als „Wildart“ und „heimische Wildart“ unter dem Nature Conservation Act (1992) und ist eine natürliche Ressource (und daher geschützt) in Schutzgebieten. Außerhalb geschützter Gebiete gilt der Dingo nicht als „heimisch in Australien“ und wird nicht geschützt. Dingos und Mischlinge dürfen nur mit ministerialem Einverständnis in Zoos und Wildparks gehalten werden.
- New South Wales: Der Rural Lands Protection Act (1998) teilt wilden Hunden den Status von Schädlingen zu und verlangt von Landbesitzern, sie zu dezimieren oder auszurotten. Obgleich der Dingo unter dem National Parks and Wildlife Act (1974) nicht als geschützt gilt, wird ihnen in Nationalparks Vollschutz gewährt. Der Dingo gilt als einheimische Art unter dem Threatened Species Conservation Act (1995), da diese Hunde sich bereits vor der europäischen Besiedlung etabliert hatten. Der Wild Dog Destruction Act (1921) beinhaltet Dingos in seiner Definition von wilden Hunden. Dieses Gesetz betrifft nur den westlichen Teil des Bundesstaates, wo Landbesitzer verpflichtet sind, wilde Hunde zu bekämpfen. Das Gesetz verbietet ebenso den Besitz von Dingos in dieser Region, es sei denn, man hat eine gesetzliche Erlaubnis dazu. Anderswo im Bundesstaat können Dingos durch den Companion Animals Act (1998) als Haustiere gehalten werden.
- Australian Capital Territory: Dingos gelten als geschützt unter dem Nature Conservation Act (1980). Auf privatem Land ist eine Tötung wilder Hunde mit staatlicher Genehmigung erlaubt.
- Victoria: Wilde Hunde gelten als „etablierte Schädlinge“ unter dem Catchment and Land Protection Act (1994), und Landbesitzer (außer dem Commonwealth) haben auf dem eigenen Land die legale Pflicht, deren Ausbreitung zu verhindern und sie so weit wie möglich auszurotten. Als wilde Hunde gelten dabei alle Dingos, verwilderte Haushunde, „wildgewordene“ Hunde und Mischlinge (ausgenommen sind anerkannte Mischlingsrassen wie der Australian Cattle Dog)[139]. Der Domestic (Feral and Nuisance) Animal Act (1994) legt Hundebesitzern die Pflicht auf, diese ständig unter Kontrolle zu haben. Dingos wird ein gewisser Schutz auf Gebieten, die unter die Verwaltung des National Parks Act (1975) fallen, gewährt. Seit 1998 ist es dort möglich, registrierte Dingos zu besitzen.[58] Zurzeit besteht die Möglichkeit, dass der „reine“ Dingo dort offiziell als geschützte Art klassifiziert werden könnte, dies soll laut offiziellen Angaben nicht mit den Bekämpfungsmaßnahmen gegen wilde Hunde in Konflikt stehen.[140]
- Tasmanien: Die Einfuhr von Dingos nach Tasmanien ist unter dem National Parks and Wildlife Act (1970) verboten. Die Bekämpfung von Hunden, die Nutzvieh angreifen, wird unter dem Dog Control Act (1987) behandelt.

## Bekämpfungsmaßnahmen
„Dingokontrollen“ wurden schon so lange vorgenommen, wie Dingos in Konflikt mit Europäern gerieten, und dieser Euphemismus wird nach wie vor benutzt, um die Ausrottung des Dingos über weite Teile Australiens zu beschreiben.
Angriffe von Dingos auf Nutztiere führten zu großflächigen Bemühungen, sie von Gebieten mit intensiver landwirtschaftlicher Produktion fernzuhalten. In den späten 1800er-Jahren hatten alle Staaten und Territorien Gesetze zur Bekämpfung der Dingos erlassen. In den frühen Jahren des 20. Jahrhunderts wurden Zäune errichtet, um Dingos von den Schafzuchtgebieten fernzuhalten. Viehwirte begannen damit, Dingos routinemäßig auszurotten. In Gebieten der Schafindustrie wurden sogenannte Dogger beschäftigt, speziell um die Anzahl der Dingos durch den Einsatz von Fallen mit Stahlkiefern, Fleischködern, Schusswaffen oder anderen Mitteln zu reduzieren. Die Verantwortung für die Bekämpfung der Hunde lag bei den Landbesitzern. Zur gleichen Zeit war die Regierung gezwungen, die Dingos zu dezimieren, die aus nicht besetztem Land oder Reservaten kamen und eventuell in Industriegebiete eindringen könnten. Da Dingos über weite Strecken zu Gebieten mit reicherem Beutevorkommen wandern, wurde die Bekämpfung besonders an „Pfaden“ oder „Wegen“ auch in weit entfernten Gebieten konzentriert. Jeder Dingo wurde als potentielle Gefahr angesehen und gejagt.

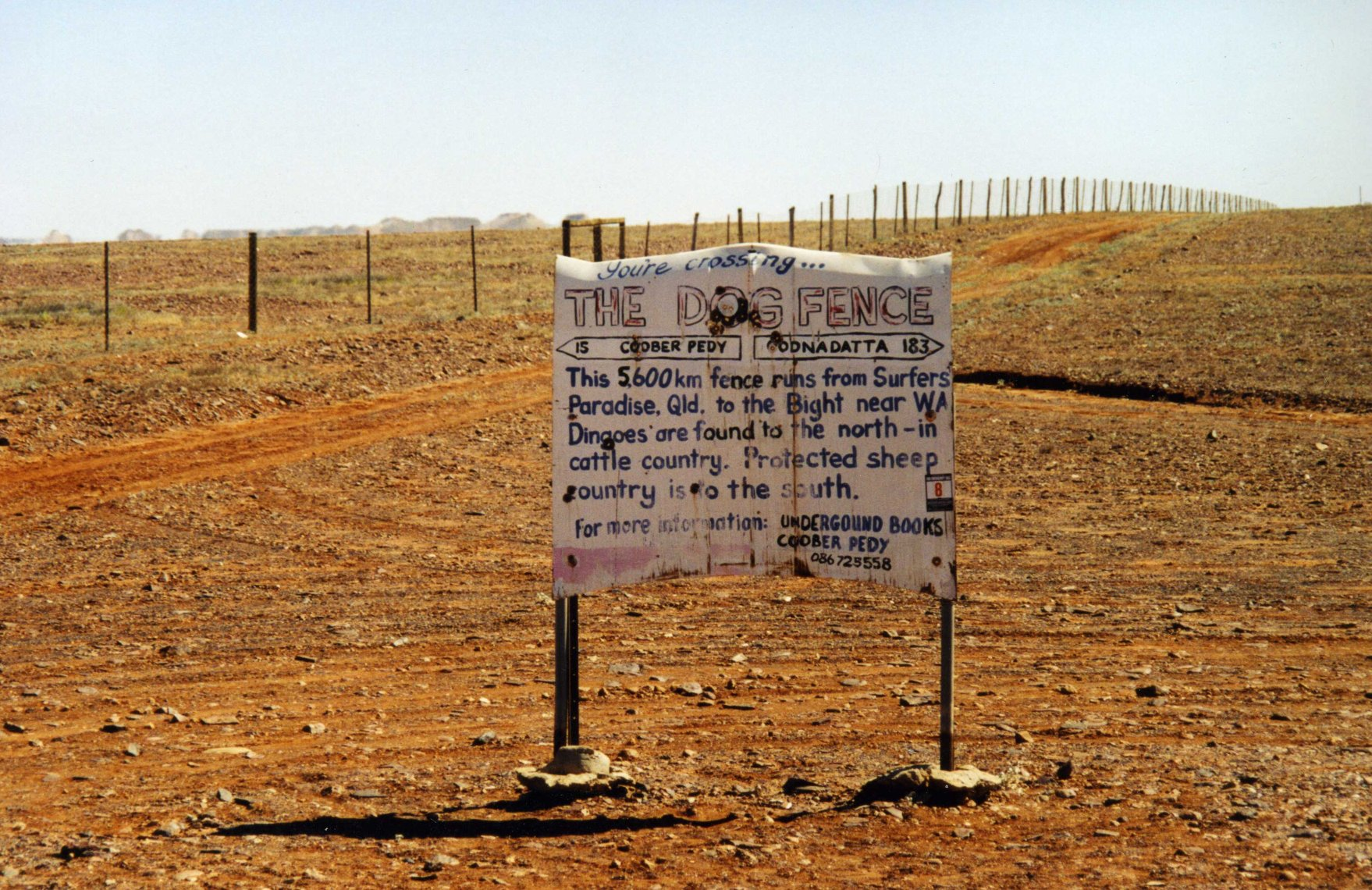
Ein Teil des Dingozaunes

In den 1920er-Jahren wurde auf Grundlage des Wild dog act (1921) der Dingozaun gebaut, und bis 1931 wurden tausende Meilen an Hundezäunen in mehreren Gebieten in South Australia errichtet. Im Jahr 1946 wurde diesen Bemühungen ein gemeinsames Ziel gegeben und der Dingozaun wurde endgültig fertiggestellt. Dieser Zaun vereinigte sich mit anderen Zäunen in New South Wales und Queensland. Die Hauptverantwortung für die Instandhaltung des Hundezaunes liegt noch heute bei den Landbesitzern, deren Besitztümer an den Zaun grenzen und die vom Staat Unterstützung bekommen können.
Ein Prämiensystem (sowohl lokal als auch von Seiten der Regierung) war zwar von 1836 bis zum Ende des 20. Jahrhunderts in Kraft, dennoch gibt es – trotz der Milliarden von gezahlten Dollars – keine Hinweise darauf, dass es jemals eine effektive Methode zur Eingrenzung war, und die Prämien nahmen mit der Zeit ab.

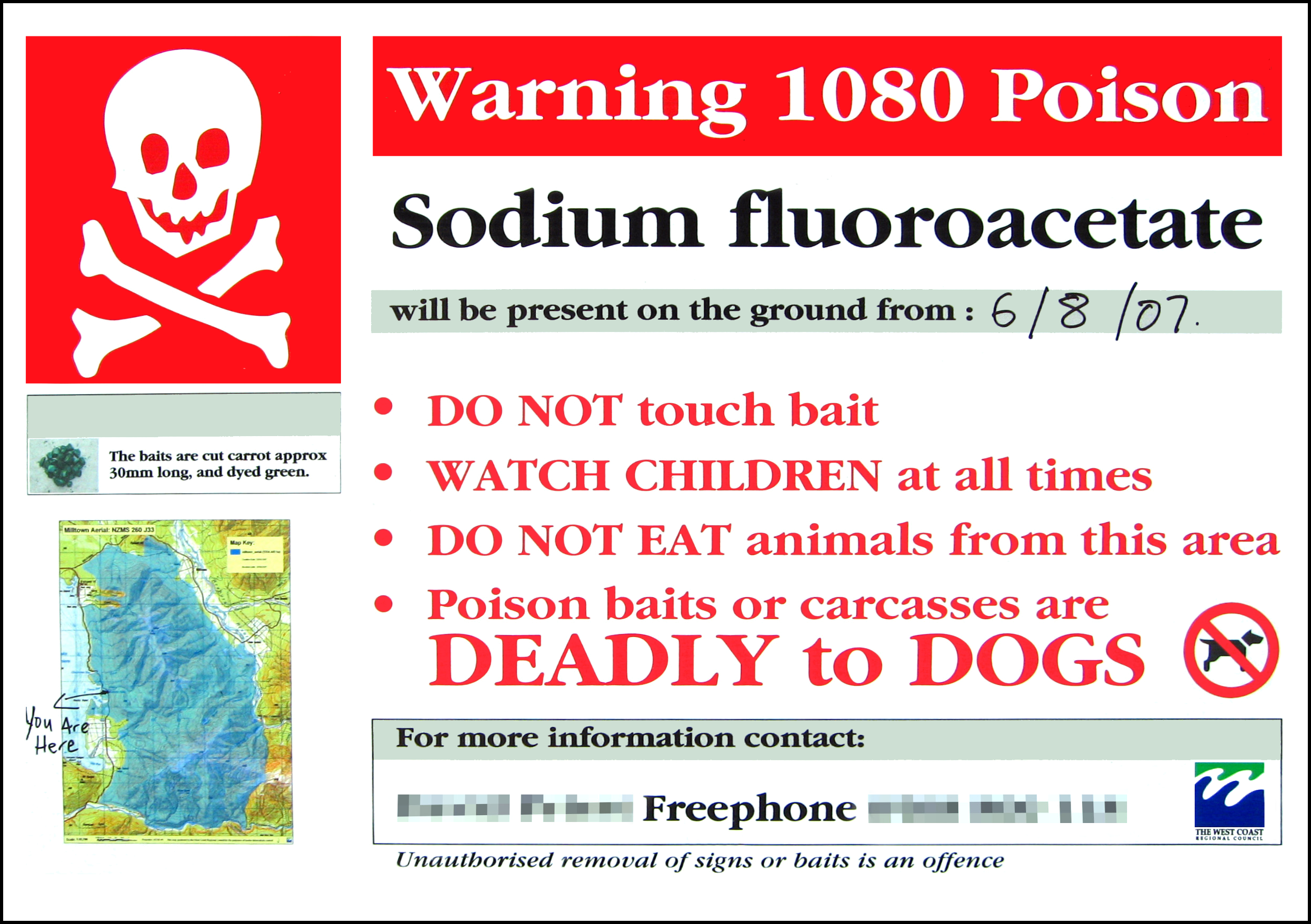
Warnung vor giftigen Natriumfluoracetat-Ködern

Die Dezimierung von Dingos aufgrund von Nutzviehschäden nahm gemeinsam mit der Bedeutung der Schafindustrie und dem Einsatz von Strychnin (zuvor 100 Jahre lang genutzt) seit den Siebzigern ab. Ebenso nahm die Anzahl der Dogger ab und die der staatlichen Vergiftungsaktionen mit aus der Luft abgeworfenen Ködern zu. In dieser Zeit gingen viele Farmer in Westaustralien zur Rinderwirtschaft über, und Erkenntnisse auf dem Gebiet der Biologie ermöglichten effizientere und kostengünstigere Bekämpfungsstrategien und -techniken, beispielsweise die Verwendung von Natriumfluoracetat (kurz 1080). Das führte zu ersten Befürchtungen, Dingos könnten lokal aussterben. Umweltschützer wandten sich gegen eine wahllose Tötung von Dingos und forderten auch die Wirkung auf andere Lebewesen zu berücksichtigen. Untersuchungen über die Lebensweise der Dingos führten dann zu der Praxis, Köder in der Nähe von Wasserstellen, Verstecken und konzentriertem Beutevorkommen auszulegen.
Ständige Populationsreduktionen gelten heute als notwendig, um einerseits den Einfluss wilder Hunde, egal welcher Art, zu beschränken und andererseits das langfristige Überleben der „reinen“ Dingos in der Wildnis zu gewährleisten.
Besitzer von Dingos und anderen Haushunden werden mitunter dazu aufgefordert, diese zu sterilisieren und unter Beobachtung zu halten, um die Zahl streunender und verwilderter Haushunde zu reduzieren und eine Vermischung mit Dingos zu verhindern (beispielsweise unter dem Territory Parks and Wildlife Conservation Act (2000)). Zumindest in einigen Gebieten gilt heute bei der Bekämpfung von Dingos das Vorsichtsprinzip, da sie dort voll geschützt, für die Aborigines kulturell wichtig sind und noch viele Daten über die ökologische Bedeutung der Dingos und die Auswirkungen der Bekämpfungsmaßnahmen auf andere Spezies fehlen. Historisch gesehen wurden bei der Bekämpfung von Dingos die Ansichten und Bedürfnisse der Einheimischen und deren Kultur nicht zur Kenntnis genommen. Als mögliche Lösung für dieses Problem wird die Einrichtung so genannter „Dingoschutzzonen“ gesehen, die hauptsächlich auf bekannten heiligen Dingostätten und „Traumzeit“-pfaden beruhen. Berücksichtigt werden der genetische Status (der Grad der Vermischung) der Dingos in diesen Gebieten, die Besitzverhältnisse und die Nutzung des Landes. Tötungsaktionen sollten nur außerhalb dieser Zonen durchgeführt werden. Landbesitzer werden dazu aufgefordert, regelmäßig aufzuzeichnen, wo einzelne Dingos und deren Spuren am häufigsten auftreten und den meisten Schaden anrichten. Ebenso sollten Geburten-, Schaden- und Sterblichkeitsraten von Nutzvieh erfasst werden. Die Kontrollen und Untersuchungen zielen darauf ab, Verluste an Nutzvieh zu minimieren, und nicht darauf, Dingos zu schützen. In Rindergebieten gibt es weniger oder keine Bekämpfungsmaßnahmen und die Bemühungen beschränken sich dort meist auf gelegentliche Abschüsse und Vergiftungsmaßnahmen. Regierungsüberwachter Einsatz von 1080 wird dort nur im Durchschnitt alle drei Jahre durchgeführt, wenn Feldbeobachtungen die Meldungen der Landbesitzer große Verluste und hohe Dingozahlen belegen.
Fleischköder mit 1080 gelten als schnellste und sicherste Methode zur Bekämpfung von Hunden, da sie extrem anfällig dafür sind und schon kleine Mengen des Giftes pro Hund ausreichen (0,3 mg pro kg). Der Einsatz aus der Luft wird innerhalb des Commonwealth durch den Civil Aviation Regulations (1988) geregelt. Die Annahme, dass Riesenbeutelmarder durch Giftköder Schaden nehmen könnten, führte dazu, dass die Gebiete, in denen man Giftköder aus der Luft abwerfen durfte, kleiner wurden. In den Gebieten, wo das Abwerfen von Giftködern aus der Luft nicht mehr möglich ist, ist es notwendig, Fallen zu stellen und Giftköder am Boden auszulegen. Wo Stahlfallen oder Giftköder nicht eingesetzt werden können oder dürfen (beispielsweise in Wohngebieten), werden Käfigfallen eingesetzt.

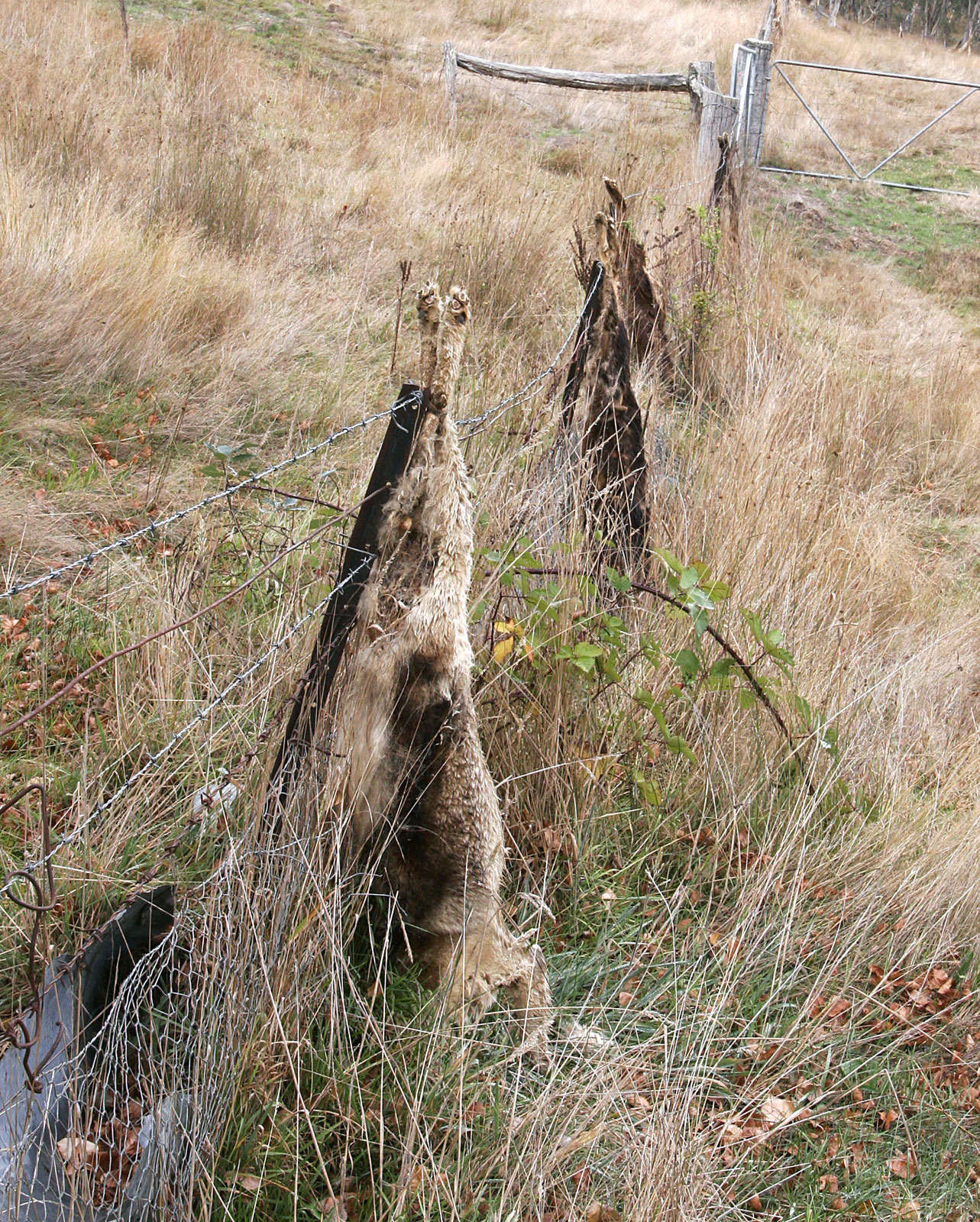
Kadaver wilder Hunde, die an einem Zaun aufgehängt wurden

Mit Ausnahme der Einführung von 1080, das 40 Jahre lang extensiv eingesetzt wurde und auch als „Doggone“ (deutsch: Hunde-weg) bekannt wurde, haben sich die Mittel und Strategien zur Dezimierung von wilden Hunden mit der Zeit aber nur wenig verändert. Strychnin wird nach wie vor in ganz Australien eingesetzt. Fallenstellen zum Abtransport ist ein essentieller Bestandteil der Bekämpfungsmaßnahmen in den Hochebenen von Südost-New South Wales und Nord-Victoria. Es kommt auch vor, dass Dingos vom Pferderücken aus gejagt und geschossen oder dass Prämien für den Abschuss gezahlt werden. Eine Methode, die allerdings keinen nachweislichen Nutzen hat, ist es, die Leichen von erlegten Hunden entlang der Grenze des eigenen Gebietes aufzuhängen in dem Glauben, dass dies andere wilde Hunde abschrecken würde. Zum Schutz von Viehherden werden Hunde (Maremmas, Anatolische Hirtenhunde und Pyrenäenberghunde), Esel, Alpakas und Lamas eingesetzt. In den letzten Jahren wurden auch Zyanid-Auswerfer und Schutzhalsbänder (die an bestimmten Stellen mit 1080 gefüllt sind) getestet. Um wilde Hunde von Gebieten fernzuhalten, werden auch Bestrebungen unternommen, diese Gebiete für wilde Hunde unattraktiv zu machen, beispielsweise durch eine Entfernung von Essensresten. Eine Bekämpfung über das bewusste Verbreiten von Krankheiten wird in der Regel nicht in Betracht gezogen. Da typische Hundekrankheiten bereits in der Population vorhanden sind, wären solche Versuche vermutlich nicht erfolgreich, und Hunde in Menschenhand wären ebenso für diese Krankheiten anfällig. Andere biologische Bekämpfungsmethoden gelten bisher als nicht machbar, da sie mit hohem Risiko auch Hunde in Menschenhand dezimieren würden.
Die Effektivität von Bekämpfungsmaßnahmen wurde und wird häufig angezweifelt, ebenso, ob sie in einem guten Kosten-Nutzen-Verhältnis stehen. Das Prämiensystem erwies sich als anfällig für Betrug sowie im großen Maßstab als nutzlos und kann daher höchstens zur gezielten Eliminierung von „Problemhunden“ eingesetzt werden. Tierfallen werden als inhuman und im großen Maßstab, beispielsweise aufgrund der begrenzten Wirksamkeit der Lockmittel, als ineffizient angesehen. Aufgrund von Untersuchungen vermutet man, dass ohnehin nur Hunde gefangen werden, die auch sonst gestorben wären. Zudem sind wilde Hunde sehr lernfähig und können mitunter Fallen gut entdecken und umgehen. Es gibt einen bekannten Fall, in dem eine Dingohündin einen Dogger verfolgte und dessen Fallen nacheinander auslöste, indem sie vorsichtig ihre Vorderpfote durch den Sand schob, unter dem die Falle lag. Giftköder können bei entsprechend guter Fleischqualität sehr effektiv sein, sie wirken jedoch nicht lange vor und werden nachweislich auch von Rotfüchsen, Riesenbeutelmardern, Ameisen und Vögeln angenommen. Beuteltiere haben zwar eine höhere Toleranz gegen 1080, bei vielen wird der Vorteil dieser Resistenz aber aufgrund ihrer geringen Größe wieder verringert. Bezüglich der Anfälligkeit von Riesenbeutelmardern konnten bei Studien in New South Wales keine Auswirkungen von mit 1080 präparierten Ködern auf deren Populationen beobachtet werden. Nach Untersuchungen bezüglich zweier anderer Arten halten Forscher es für unwahrscheinlich, dass Bekämpfungsmaßnahmen mit Giftködern auf jene Arten Auswirkungen haben.
Zwar werden die meisten Köder innerhalb weniger Tage aufgenommen, es gibt aber auch Berichte von Ködern, die noch nach Monaten ihre Giftigkeit nicht verloren hatten und eine Gefahrenquelle darstellten. Das Auslegen von Ködern aus der Luft kann aber zu einem fast völligen Erlöschen einer Dingopopulation führen. Herdenschutzhunde können zwar Schäden erfolgreich minimieren, sind aber auf großen Gebieten mit weit verteilten Viehbeständen weniger effektiv und können aufgrund von Nachlässigkeit der Besitzer selbst zur Gefahr für das Nutzvieh werden oder selbst Tötungsmaßnahmen zum Opfer fallen. Zäune können zuverlässig wilde Hunde davon abhalten, bestimmte Gebiete zu betreten, sie sind jedoch teuer im Bau und benötigen ständige Reparaturen. Zudem bewirken Zäune lediglich, dass das Problem verlagert wird.
Laut Untersuchungen können Bekämpfungsmaßnahmen zwar eine Population von wild lebenden Hunden um 66 bis 84 % reduzieren, die Population kann allerdings innerhalb eines Jahres und je nach Jahreszeit schnell, beispielsweise durch Zuwanderung, wieder die alte Stärke erreichen. Wenn überhaupt, wäre nur eine zusammenhängende koordinierte Bekämpfung in allen Gebieten auf Dauer effizient. Bekämpfungsmaßnahmen resultieren hauptsächlich in kleineren Rudeln beziehungsweise in der Sprengung der Rudelstruktur. Die Maßnahmen scheinen sogar für die Viehwirtschaft eher schädlich zu sein, weil die leeren Gebiete von jungen Hunden besetzt werden und die Raubzüge so zunehmen. Laut Untersuchungen an wilden Hunden in den Siedlungsbereichen des Südostens von Queensland würde eine gezielte Bekämpfung von Junghunden mit gleichzeitiger Verschonung der Leithunde mehr bringen, da die entsprechenden Gebiete von den Leithunden besetzt bleiben und keine neuen Hunde zuwandern könnten. Zudem gibt es Hinweise, dass instabile Dingopopulationen auch instabile Populationen anderer heimischer Arten zur Folge haben. Trotz allem gilt als unwahrscheinlich, dass der Dingo in Zentralaustralien jemals durch Bekämpfungsmaßnahmen ganz ausgerottet werden kann oder dass die Auslöschung aller wilden Hunde eine realistische Option sei.

## Schutz
Als Hauptbedrohung für den Dingo gelten Habitatzerstückelung, Habitatveränderung und die Vermischung mit anderen Haushunden.
Einen offiziellen Schutz und Schutzgebiete für „reine“ Dingos gibt es nur in Australien. Alle anderen wilden Hunde gelten als Schädlinge. Allerdings wird allen wildlebenden Hunden in Schutzzonen derselbe Schutz gewährt, da eine separate Handhabe nicht möglich ist. Als „gesetzlich geschützt“ gelten australische Dingos dort nur in Nationalparks, Naturreservaten, im Arnhemland Aborigine Reservat und Naturparks im Northern Territory, Nationalparks und Reservaten in New South Wales, Nationalparks in Victoria und im ganzen Australian Capital Territory. Obgleich sie dort und in Gebieten des UNESCO-Welterbes und in Aborigine-Reservaten geschützt sind, gelten Dingos als „ausgewiesene“ Schädlinge im Großteil ihres verbliebenen Verbreitungsgebietes, und Landbesitzer sind verpflichtet, die dortigen Populationen zu bekämpfen. Dieser Zustand ist allerdings noch relativ neu. Vor den 1970er-Jahren wurden Dingos fast ausschließlich als Schädlinge angesehen.

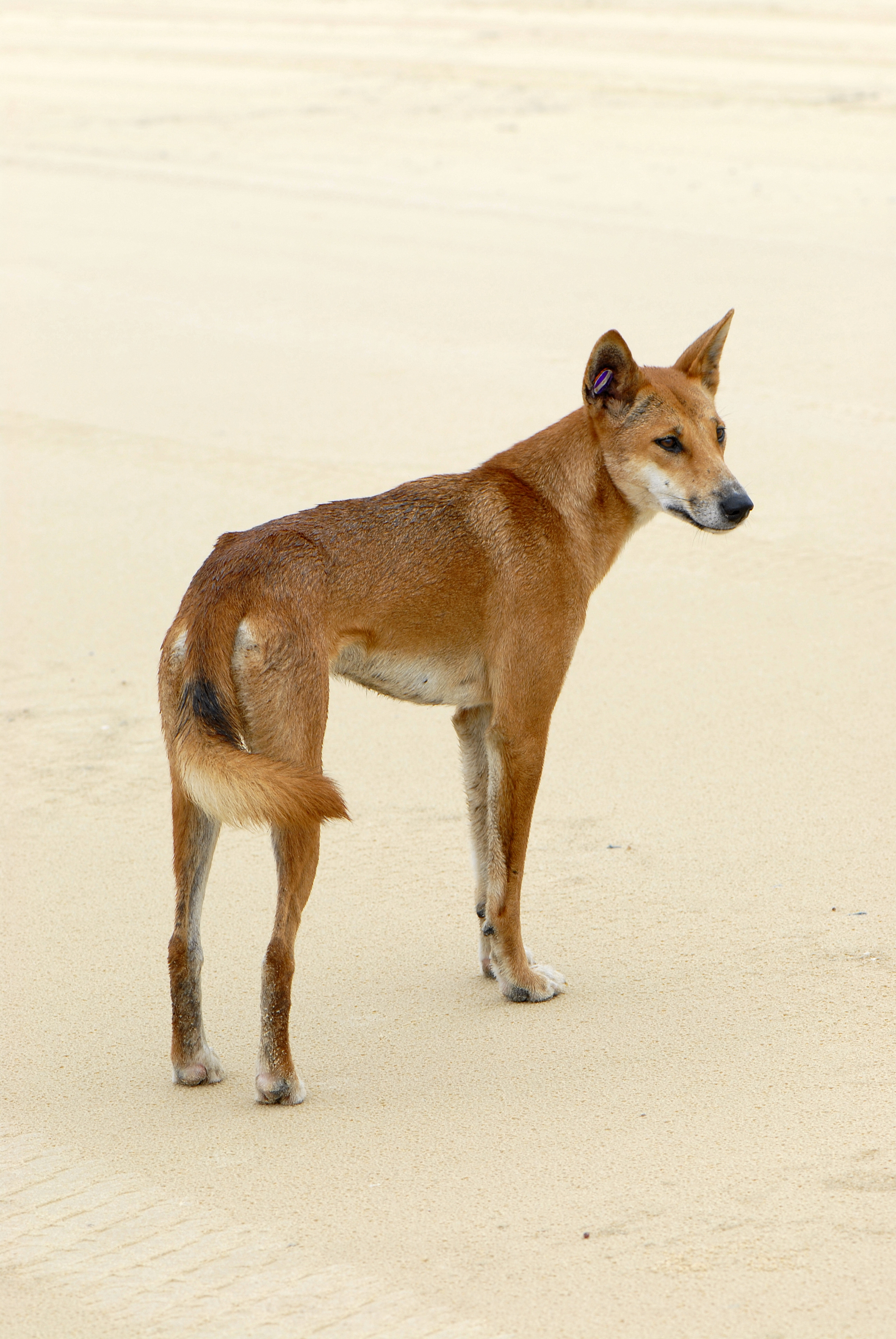
Dingo mit Ohrmarke auf K’gari

Die Dingos der Insel K’gari gelten als sehr wichtig für den Schutz der Dingos, da sie aufgrund ihrer geographischen und genetischen Isolation oft als die „reinste“ Population und damit als den ursprünglichen Dingos am ähnlichsten gelten. Angeblich sollen die Dingos dort nicht von Vermischung mit anderen Haushunden „bedroht“ sein.
Gruppen, die sich dem Erhalt der „reinen“ Dingos durch Zuchtprogramme verschrieben haben, sind zum Beispiel die Australian Native Dog Conservation Society und die Australian Dingo Conservation Association. Die Bemühungen der Dingo-Erhaltungs-Vereine in Australien gelten zurzeit aber als ineffektiv, da die meisten ihrer Hunde nicht getestet wurden oder als Mischlinge bekannt sind.
Das Hauptaugenmerk beim Schutz der Dingos liegt beim Aufhalten der Vermischung mit anderen Haushunden. Der Schutz vor Vermischung ist extrem schwierig und kostenintensiv und Schutzbemühungen werden dadurch erschwert, dass nicht genau bekannt ist, wie viele „reine“ Dingos es in Australien noch gibt und dass die Schutzbemühungen mit Bekämpfungsmaßnahmen in Konflikt treten. Schritte, um „reine“ Dingos zu erhalten, können nur wirksam sein, wenn auch zuverlässig zwischen Dingos und anderen Haushunden (speziell bei lebenden Individuen) unterschieden werden kann. Ein Schutz von „reinen“ und überlebensfähigen Dingopopulationen gilt als vielversprechend in abgelegenen Gebieten, wo der Kontakt zu Menschen und vor allem zu anderen Haushunden selten ist. In Parks, Reservaten und anderen nicht landwirtschaftlich genutzten Gebieten sollen diese Populationen nur bekämpft werden, wenn sie eine Gefahr für das Überleben anderer heimischer Fauna darstellen. Als realistisch gilt die Einrichtung von „hundefreien“ Pufferzonen um Gebiete mit „reinen“ Dingopopulationen, um eine Vermischung zu verhindern. Im Moment wird dies dadurch umgesetzt, dass alle wilden Hunde außerhalb von Schutzgebieten getötet werden können. Untersuchungen aus dem Jahr 2007 deuten allerdings darauf hin, dass selbst eine intensive Kontrolle von Kerngebieten den Prozess der Vermischung wahrscheinlich nicht aufhalten kann.
Bisher gibt es keine genauen Informationen darüber, wie die Ansichten der breiten Öffentlichkeit in Australien gegenüber dem Schutz der Dingos sind. Zudem gibt es keine Einheit darüber, ab wann ein Hund als „reiner“ Dingo akzeptiert werden soll und inwieweit man diese kontrollieren sollte.

## Der Dingo als Haustier
Über die Haltung von Dingos als Haustier gibt es unterschiedliche Meinungen: Kritiker halten den Dingo auf keinen Fall für geeignet, Befürworter sehen keinen Unterschied zu anderen Haushunden. Dingos könnten demnach als Hunderasse anerkannt werden und die Domestikation wäre ein Weg, den „reinen“ Dingo zu erhalten.
Dingos können bei häufigem Kontakt mit Menschen sehr zahm werden und zeigen weniger Scheu als Grauwölfe. Zudem lebten und leben Menschen mit Dingos zusammen. Bereits die australischen Ureinwohner und die ersten Kolonialisten hielten Dingos als Haushunde, jedoch ohne sie im großen Stil zu züchten oder abzurichten. Alfred Brehm berichtete einerseits von völlig zahmen Dingos, die sich im Verhalten nicht von anderen Haushunden unterschieden und sogar erfolgreich zum Hüten von Großvieh eingesetzt wurden. Andererseits beschreibt er Dingos, die wild und scheu blieben. Zu Berichten über völlig unkontrollierbare und aggressive Dingos meinte er, dass man ihnen nicht mehr „Beachtung schenken darf als sie verdienen“, da es darauf ankomme, wie ein Dingo von frühester Jugend an gehalten wird. Er war auch der Ansicht, dass sich aus diesen Hunden sehr ansehnliche Haustiere machen ließen.
Laut Eberhard Trumler sind Dingos sehr klug und anhänglich. Er rät von der Haltung ab, wenn kein ausreichend großes und ausbruchssicheres Gehege und kein Partner des anderen Geschlechts zur Verfügung gestellt werden kann. Dingos seien ungern alleine und ließen sich während der Läufigkeit noch schwieriger halten als andere Haushunde. Ihre Anhänglichkeit schaffe Probleme, da sie einem überall hin folgen würden. Die Ausbildungsfähigkeit sei mit hoher Lernfreudigkeit und Auffassungsgabe verbunden, höre aber beim geringsten Zwang auf. Ebenso könnten sie wie andere Haushunde stubenrein werden. Weiterhin haben sie einen enormen Bewegungsdrang. Er nahm an, dass es nur in Ausnahmefällen gelänge, „haushundähnliches Verhalten“ aufzubauen, und berichtete auch von sehr enger Bindung und Gefolgstreue bei guter Erziehung.
1976 wurde die „Australische Naturhund-Ausbildungs-Gesellschaft von New South Wales e. V.“ (Australian Native Dog Training Society of N.S.W. Ltd.) gegründet. Sie galt damals als illegal, weil die Haltung von Dingos verboten war. Offiziell als Australiens nationale Rasse anerkannt wurde der Dingo Mitte 1994 vom Australian National Kennel Council, ein Zuchtstandard wurde ein Jahr später herausgegeben. Dies berechtigt aber nicht zum Besitz von Dingos in Staaten, in denen Besitz, Zucht oder Verkauf dieser Hunde verboten ist.

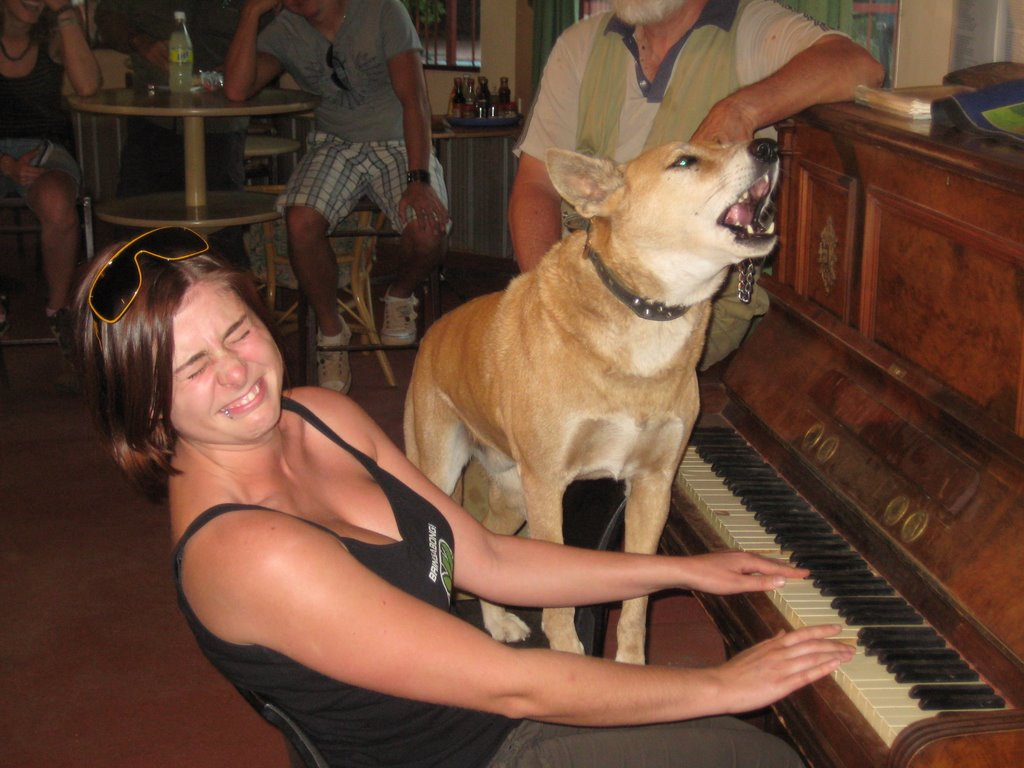
Ein „singender“ Dingo

Heute werden Dingos sowohl von Privatpersonen als auch von Vereinen in Australien und den USA gezüchtet. In Deutschland werden Dingos unter anderem im Tierpark Berlin, auf der Trumler-Station Wolfswinkel und im Tierpark Sättelstädt gehalten.
Es ist von Land zu Land, innerhalb Australiens auch von Staat zu Staat, unterschiedlich, ob Dingos als Haustiere gehalten werden dürfen oder nicht. In Südaustralien zum Beispiel dürfen Dingos nur in speziell autorisierten Zoos, Zirkussen und Forschungsinstituten gehalten werden. Besitz, geplante Domestikation oder kommerzielle Nutzung der Dingos gilt dort als nicht akzeptabel, da dies zur Wiedereinführung von Dingos in Schafgebieten und damit zu Gefahren für Schafe führen würde.
Der Dingo wird von der internationalen Zuchtorganisation für Haushunde (FCI) nicht als Hunderasse anerkannt. Anders wird der Dingo dagegen von der American Rare Breed Association (ARBA) bewertet, wo er in der Gruppe „Spitze und Primitive“ (Spitz and Primitive Group) geführt wird. Ebenso wird der Dingo auch vom australischen Hundezüchterverband Australian National Kennel Council (ANKC) in der Gruppe 4 gelistet.

### Ziele
Zuchtprogramme gelten als beste Möglichkeit, um eine langfristige Existenz des Australischen Dingos in seiner „reinen“ Form zu gewährleisten, mitunter mit dem Ziel, sie später wieder auszuwildern. Ziel der Reklassifizierung zum Haustier in New South Wales im Jahr 1998 war ursprünglich, Dingos vor dem Aussterben zu bewahren.
Daneben sollen durch die Zucht aber auch Dingos produziert werden, um sie zu verkaufen beziehungsweise später als Arbeitshunde einzusetzen. Erste Bemühungen, Dingos beim Zoll einzusetzen, gab es schon 1976 in Victoria. Kritiker halten es für möglich, dass diese Hunde Mischlinge aus Dingo und Schäferhund waren.

### Kritik
Die Haltung der Dingos als Haustier und die daraus resultierende Zucht wird von mehreren Seiten kritisiert.
Ein Kritikpunkt ist, dass Dingo-Erhaltungs-Vereine, Dingo-„Farmen“ und Gesetzgebung zum legalen Besitz von Dingos für Menschen in der Öffentlichkeit den Fortbestand der „reinen“ Dingos bedrohen: Die meisten dieser Zuchten würden den Vermischungsprozess effektiv vorantreiben, wenn die Bestimmungen eines „reinen“ Dingos nicht absolut korrekt sind oder Mischlinge als „reine“ Dingos verkauft würden.

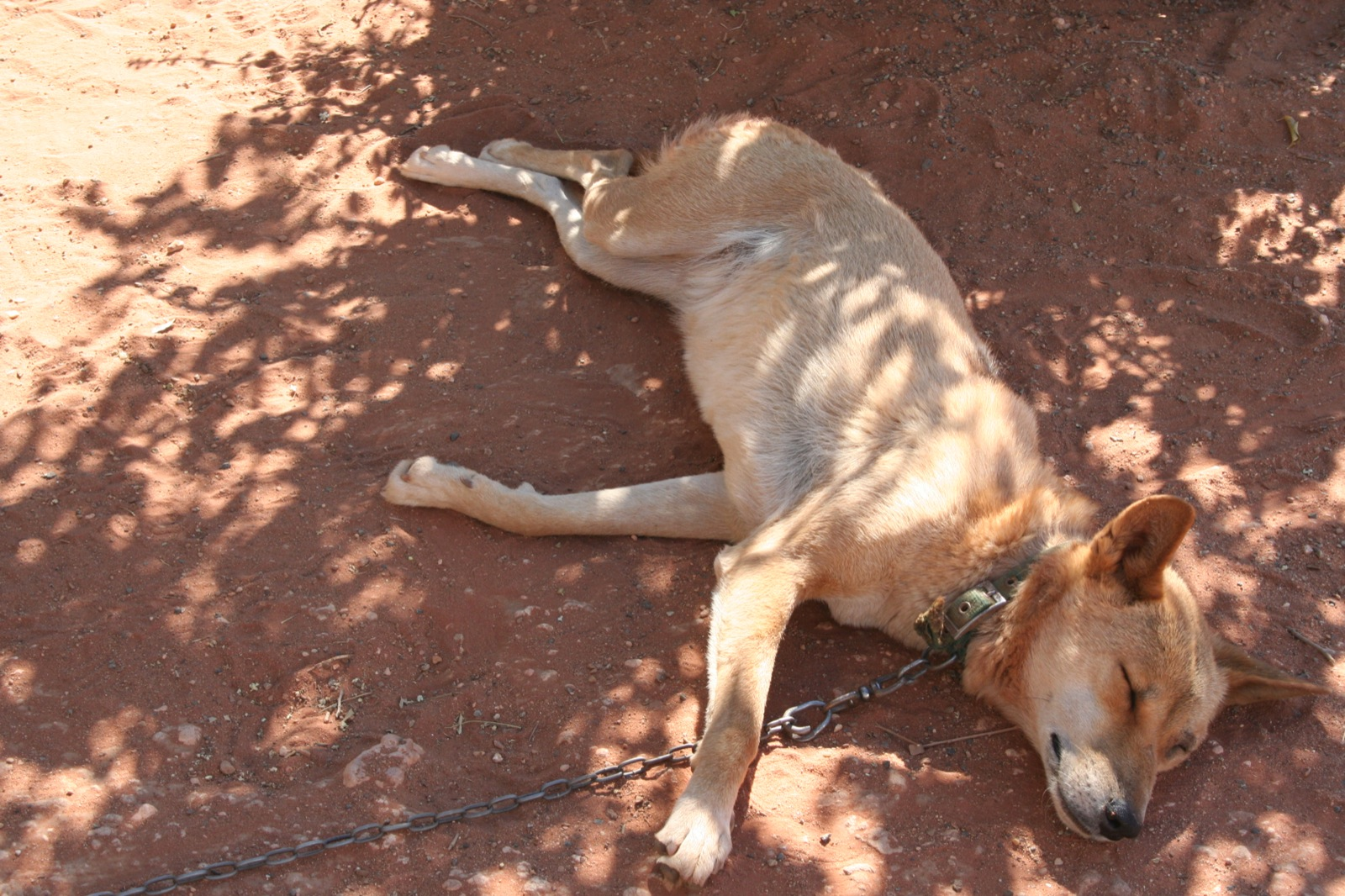
Ein Dingo auf einer Kamelfarm

Auch Befürworter sehen die Zucht zur Erhaltung des „reinen“ Dingos skeptisch. Der Erhalt einer Population, die für eine spätere Auswilderung geeignet ist, ist mit Schwierigkeiten verbunden. Laut David Jenkins sei die Zucht und Wiedereinführung „reiner“ Dingos aufgrund ihrer starken territorialen Natur schwierig. Es gäbe keine Untersuchungen zu diesem Thema, insbesondere bei existierenden Dingo-Populationen.
Weiterer Kritikpunkt ist die Gefahr, dass Züchter mit Individuen züchten, die leichter zu handhaben sind. Dadurch kann eine zahmere Population entstehen, die für das Leben in der Wildnis weniger geeignet ist als ihre Vorfahren. Ebenso kann es aufgrund einer anfänglich kleinen Population zum Verlust genetischer Variabilität und damit zu einer höheren Anfälligkeit für bestimmte Krankheiten kommen. Ebenso können negative Veränderungen allein aufgrund der Haltung in Gefangenschaft auftreten. Zudem können in der Wildnis überlebenswichtige Merkmale unter Domestikationsbedingungen nicht mehr ausreichend eingeübt werden und „nachlassen“, zum Beispiel Fertigkeiten zur Jagd.
Kritiker sind der Ansicht, dass sich erwachsene Dingos nicht als Haustiere wie andere Haushunde eignen würden. Dingos dächten selbstständiger und die Domestikation sei schwieriger. Dingos seien scheu, mit steigendem Alter würden ihre aggressiven Instinkte die Oberhand gewinnen, Angriffe auf Menschen wahrscheinlicher werden und sie würden meist weglaufen. Zudem könnten die meisten Halter die Bedürfnisse von Dingos nicht erfüllen und Dingos reagierten nicht gut auf Domestikation und Training. Nur wenige Dingos und Dingomischlinge erreichten ein hohes Alter, da die Besitzer nicht wüssten, wie mit ihnen umzugehen sei. Ein nicht sozialisierter Dingo sei schwer zu kontrollieren. Um Dingos als Haustier „passender“ zu machen, würden sie mit anderen Haushunden gekreuzt.
Auch die Zucht von Dingos selbst steht in der Kritik. Laurie Corbett argumentierte, wenn für Dingos Rassestandards und typische Merkmale festgelegt und sie auf diese gezüchtet werden, würden sie keine Dingos bleiben, sondern zu einer neuen Hunderasse werden. Weiterhin wird befürchtet, dass Dingos, die zum Gegenstand von Hundeausstellungen werden, mit den gleichen Gesundheitsproblemen konfrontiert würden wie andere Hunden der Ausstellungslinien. Bereits in den 1970er-Jahren äußerte Eberhard Trumler seine Bedenken gegenüber der Klassifizierung des Dingos als Rassehund und dem Aufstellen eines Rassestandards. Er fürchtete, dass die Australische Regierung den wildlebenden Dingos nicht mehr den notwendigen Schutz zukommen lassen würde, wenn sie weltweit als Hunderasse anerkannt würden. Zudem wisse er aus eigenen Versuchen, wie schnell mangelnde Zuchtauslese auch beim Dingo zu degenerativen Ansätzen führt (z. B. Rutenverkürzungen, erhöhte Welpensterblichkeit und Schwächung der Ohrknorpel nach fünf Generationen von Geschwisterverpaarung).

## Angriffe auf Menschen

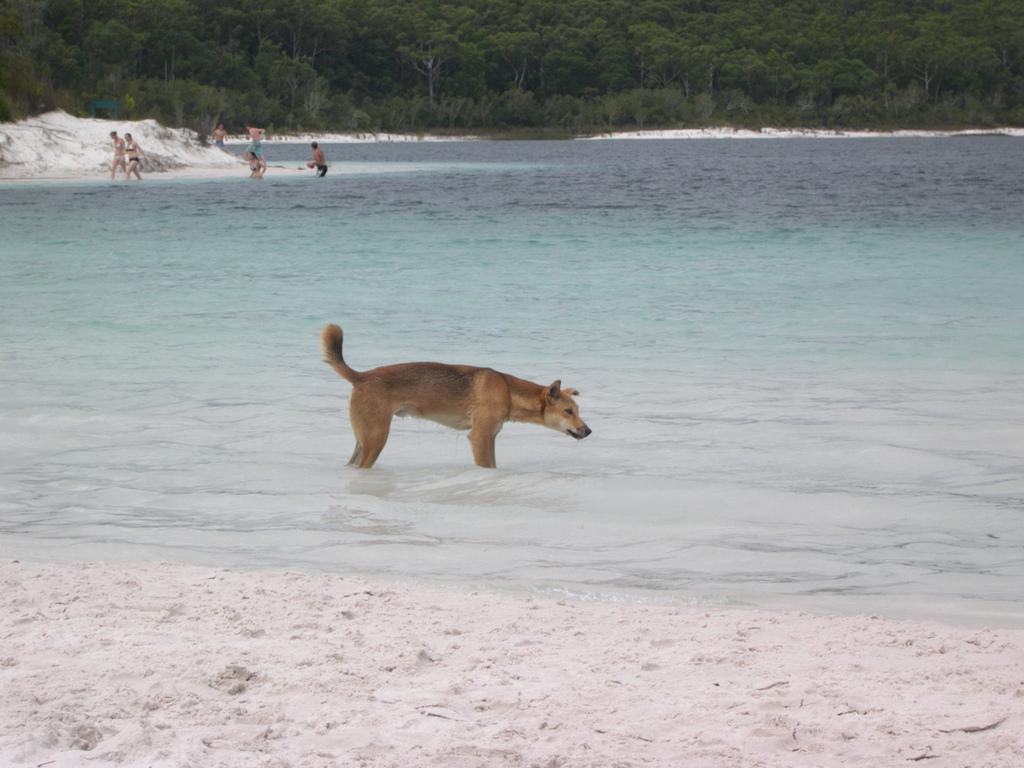
Ein Dingo am Lake McKenzie auf K’gari

Als Großraubtiere können wilde Hunde einem Menschen durchaus gefährlich werden. Besonders im Mittelpunkt des Interesses steht bei dieser Thematik die Sandinsel K’gari, da die Zahl der Interaktionen von Menschen und Dingos dort aufgrund des Tourismus sehr hoch ist und die meisten Berichte daher von dort kommen.

### Ursachen
Ob wilde Hunde für Menschen eine Gefahr darstellen, hängt zu einem großen Teil davon ab, wie sich Menschen gegenüber diesen Hunden verhalten. Je häufiger die Hunde gefüttert werden oder Essensreste vorfinden, desto wahrscheinlicher ist es, dass sie sämtliche Vorsicht vor Menschen verlieren und in manchen Fällen aggressiv reagieren, wenn sie keine Nahrung mehr vorfinden.
Bei einer Studie über die Dingos auf K’gari kamen die Forscher zu dem Schluss, dass die Anwesenheit von Menschen die Aktivitäten der Dingos beeinflusst. Durch die dortige Tourismusindustrie wurde gefördert, dass sich Menschen Dingos ohne Vorsicht nähern, und solche Begegnungen wurden von den Besuchern förmlich erwartet. Die Menschen verloren zunehmend ihre Vorsicht im Umgang mit Dingos und die Berichte über Zwischenfälle nahmen zu. Die Art und Weise, wie sich Dingos gegenüber Menschen verhielten, war abhängig von der Reaktion der Menschen auf die Dingos. Dingos zeigten eher aggressives Verhalten, wenn Menschen davonliefen, und zeigten sich eher eingeschüchtert, wenn diese sich selbstbewusst oder aggressiv auf die Dingos zubewegten. Eine unterwürfige Haltung der Menschen schien eine neutrale oder unterwürfige Reaktion der Dingos zu verursachen. Dass Dingos gegenüber Menschen aggressives Verhalten zeigen, scheint zu verschiedenen Zeiten im Jahr gleich wahrscheinlich zu sein. Allerdings könnten erwachsene Dingos während der Paarungszeit am gefährlichsten sein und weibliche Dingos besonders dann, wenn sie Welpen aufziehen.
Auch wenn eine Gewöhnung an Menschen auf unterschiedliche Weise die grundlegende Ursache für Angriffe zu sein scheint, ist es nicht klar, was letztendlich die Gründe und Auslöser für Angriffe und Drohungen gegenüber Menschen ist. Möglicherweise resultieren einige Angriffe durch das „Spielen“ von Welpen, speziell mit Kindern. Angriffe könnten ebenfalls durch falsche Reaktionen von Menschen auf Dominanz- und Aggressionsverhalten von Dingos ausgelöst werden. Es wird angenommen, dass einige Dingos dazu übergegangen sein könnten, „menschliche“ Nahrungsquellen (Müllbehälter, Abfälle, Almosen und so weiter) als Teil ihres Territoriums zu betrachten, und dass somit auch Angriffe dadurch entstehen können, dass diese Hunde die Nahrungsquellen verteidigen, weil sie gewisse Menschen als Nahrungskonkurrenten ansehen. Dass manche Dingos Menschen als Beute ansehen könnten, wird ebenfalls für möglich gehalten, weil Menschen, insbesondere Kinder, theoretisch überwältigt werden können.

### Bekannte Fälle
Dass Dingos Kinder angreifen, ist bekannt, und bereits 1961 gab es einen dokumentierten Fall, in dem ein halbzahmer Dingo ein einjähriges Aborigine-Kind davonschleppte.
Der erste gut dokumentierte Fall eines Dingoangriffes auf K’gari stammt aus dem Jahr 1988. Bereits 60 Jahre zuvor erwähnte ein Zeitungsbericht Probleme mit Dingos auf der Insel. Zwischen 1996 und 2001 wurden insgesamt 279 Zwischenfälle mit Dingos bekannt, von denen 39 als „schwer“ und einer als „katastrophal“ eingestuft wurden.
Zwei Berichte von Angriffen durch Dingos auf Menschen erregten besondere Aufmerksamkeit:
- Am 19. August 1980 wurde die zehn Wochen alte Azaria Chamberlain von einem Dingo nahe dem Uluṟu verschleppt und getötet.[24] Die Mutter des Kindes wurde damals wegen Mordes an ihrer Tochter verdächtigt und verurteilt, vier Jahre später freigelassen, als ihre Unschuld durch den Fund der Jacke des Kindes in einer Dingohöhle als bewiesen galt (den Körper des Kindes fand man nicht). Die Geschichte wurde 1988 unter dem Titel A Cry in the Dark (dt. Titel Ein Schrei in der Dunkelheit) mit Meryl Streep verfilmt.[169][170]
- Am 30. April 2001 wurde der neunjährige Clinton Gage bei Waddy Point auf Fraser Island von Dingos angegriffen und getötet. Der Vorfall und die Tötung von 31 Dingos danach sorgten für starken Aufschrei in der Bevölkerung, es gab mehrere Proteste und den Vorschlag, Zäune zu errichten. Der Vorfall schien auf den Tourismus aber wenig Einfluss gehabt zu haben und manche Touristen fühlten sich aufgrund der erhöhten Präsenz von Rangern danach sogar sicherer.

### Reaktionen
Um besser auf Dingoangriffe reagieren zu können, wird eine verbesserte Erfassung von problematischen Fällen verlangt. Ebenso sollen zur Steigerung der Angst gegenüber Menschen nicht-tödliche Projektilwaffen, Spraydosen mit entsprechendem Inhalt, Stockpeitsche und aversive Köder gegen Dingos eingesetzt werden. „Problem-Dingos“ sollen getötet werden, da sich Versuche von Umsiedlungen als ineffektiv herausstellten.
Das Verhalten der Menschen kann diese Methoden jedoch unterminieren, weshalb das Hauptaugenmerk darauf liegt, das Verhalten der Menschen zu beeinflussen. Warnschilder, wie beispielsweise „Gefahr Dingos“, haben trotz ihrer großen Anzahl auf K’gari mittlerweile ihre Wirkung verloren. Zudem wissen viele Menschen nicht, wie anpassungsfähig und schnell Dingos sind. Sie bleiben daher nicht achtsam genug und rechnen beispielsweise nicht damit, dass Dingos auch Nahrungsmittel wie Früchte und Gemüse stehlen. Zudem sollen Touristen in einigen Parks von der Vielzahl von Vorschriften verwirrt sein und werden in einigen Fällen sogar dazu aufgefordert, Wildtiere zu füttern.

### Deutsch
- Dorit Urd Feddersen-Petersen: Hundepsychologie. 4. Auflage. Franckh-Kosmos-Verlag & Co. KG, Stuttgart 2004, ISBN 978-3-440-09780-9.
- Dorit Urd Feddersen-Petersen: Ausdrucksverhalten beim Hund. Franckh-Kosmos-Verlag, Stuttgart 2008, ISBN 978-3-440-09863-9.
- Eberhard Trumler: Meine wilden Freunde – Die Wildhundarten der Welt. Piper, München 1981, ISBN 3-492-02483-1.
- Eberhard Trumler: Mit dem Hund auf du – Zum Verständnis seines Wesens und Verhaltens. 4. Auflage. Piper, München 1996.
- Eberhard Trumler: Ein Hund wird geboren – Der Ratgeber für den Hundefreund. Piper, München 1982, ISBN 3-492-02775-X.
- Eberhard Trumler: Das Jahr des Hundes. 3. Auflage. Kynos-Verlag, Mürlenbach 1997, ISBN 3-924008-11-6.
- Erik Zimen: Der Hund: Abstammung – Verhalten – Mensch und Hund. 1. Auflage. Bertelsmann, München 1988.
- Hans Hoenig: Vergleichend-anatomische Untersuchungen über den Hirnfurchungstypus der Caniden mit besonderer Berücksichtigung des Canis Dingo. Trenkel, Berlin 1912.
- Helmut Hemmer: Domestikation, Verarmung der Merkwelt. Vieweg, Braunschweig 1983, ISBN 3-528-08504-5.
- Imke Voth: Beitrag zum Sozialverhalten des Neuguinea-Dingos (Canis lupus f. familiaris). Ausdrucksverhalten, soziale Rangbeziehungen und soziale Organisation. München 1988, DNB 891715886, OCLC 313188482 (Dissertation Universität München 1989, 200 Seiten).
- Heike Rudolph: Beitrag zum Sozialverhalten des Australischen Dingos (Canis lupus f. familiaris). Kiel 2007, OCLC 255957383 (Diplomarbeit Universität Kiel 2007, 118 Seiten).
- Lothar Schilling: Ethologische Studien an Dingos (ein Beitrag zur Kenntnis des Verhaltenswandels vom Wolf zum Hund). Mainz 1982, DNB 831091150 (Dissertation Universität Mainz 1982, 185 Seiten 3 Mikrofiches).

### Englisch
- J. S. Bacon: The Australian Dingo: The King of the Bush. McCarron Bird, Melbourne 1955.
- R. Breckwoldt: A Very Elegant Animal: the Dingo. Angus and Robertson, Australia 1988.
- Lawrence K. Corbett: The Dingo in Australia and Asia. Cornell University Press, Ithaca 1995, ISBN 0-8014-8264-X.
- Deborah Bird Rose: Dingo makes us Human, Life and Land in an Aboriginal Australian culture. Cambridge University Press, New York, Oakleigh 1992, ISBN 0-521-39269-1.
- Chris R. Dickman: A Symposium on the Dingo. Royal Zoological Society of New South Wales, Marrickville Oktober 2001, ISBN 0-9586085-2-0.
- Erich Kolig: Aboriginal dogmatics: canines in theory, myth and dogma. In: Bijdragen tot de Taal-, Land- en Volkenkunde 134. Nr. 1, Leiden 1978, S. 84–115.
- Kate Lawrance and Karen Higginbottom: Behavioural Responses of Dingos to Tourist on Fraser Island (PDF; 831 kB). In: Wildlife Tourism Research Report Series. Nr. 27, 2002.
- Claudio Sillero-Zubiri, Michael Hoffmann, David W. Macdonald (Hrsg.): Canids: Foxes, Wolves, Jackals and Dogs (PDF; 9,9 MB). IUCN – The World Conservation Union, 2004.
- E. Beckmann and Gillian Savage: Evaluation of Dingo Education Strategy and Programs for Fraser Island and Literature review: Communicating to the public about potentially dangerous wildlife in natural settings. Environmetrics in conjunction with Beckmann and Associates, Commissioned by Queensland Parks and Wildlife Service, Juni 2003.
- Peter Fleming, Laurie Corbett, Robert Harden, Peter Thomson: Managing the Impacts of Dingoes and Other Wild Dogs. Bureau of Rural Sciences, Commonwealth of Australia, 2001.
- Western Australian Wild Dog Management Strategy 2005 (PDF; 294 kB). August 2005.
- Georgette Leah Burns, Peter Howard: When wildlife tourism goes wrong: a case study of stakeholder and management issues regarding dingoes on Fraser Island. Faculty of Environmental Sciences, Griffith University.

## Belege
1. 1 2 3  Canis lupus dingo. In: Mammal Species of the world. bucknell, archiviert vom Original (nicht mehr online verfügbar) am 4. Juni 2010; abgerufen am 20. April 2010 (englisch).
2. 1 2 3  Bethany Brown: Prevalence of Parasites, Especially those with Zoonotic Potential, in Wild Dogs/Dingoes in Suburban Fringe Areas of Townsville (Queensland, Australia). (PDF) 2003, ehemals im Original (nicht mehr online verfügbar); abgerufen am 14. November 2011. (Seite nicht mehr abrufbar. Suche in Webarchiven)
3. 1 2  Benjamin L. Allen: Skin and bone: observations of dingo scavenging during a chronic food shortage. 15. September 2010, abgerufen am 19. November 2011.
4. ↑  Da eine Vermischung mit anderen Haushunden als weit verbreitet, mitunter schwer zu erkennen und kein Unterscheidungsmerkmal als völlig zuverlässig gilt, ist es nicht klar, inwieweit es sich bei den beobachteten Hunden um Dingos handelt oder nicht. Zudem wird bei bestimmten Themen kein Unterschied zwischen Dingos und anderen Haushunden gemacht. Aufgrund dieser Probleme werden in diesem Artikel die Begriffe „Dingo“ oder „Dingomischling“ nur dann benutzt, wenn die verwendeten Quellen die entsprechenden Hunde als solche bezeichnet haben. Ansonsten wurden die Begriffe „Hund“ oder „wilder Hund“ übernommen.
5. 1 2 3 4 5 6 7 8 9 10 11 12 13 14 15 16  Laurie Corbett: Dingo. (PDF; 9,9 MB) In: Canids: Foxes, Wolves, Jackals and Dogs. International Union for Conservation of Nature and Natural Resources, 2004, abgerufen am 8. April 2009.
6. ↑  Helen Cathles: A Landholder Perspective. In: A Symposium on the Dingo. Royal Zoological Society of New South Wales, Marrickville 2001, ISBN 0-9586085-2-0.
7. ↑  David J. Jenkins: Echinococcus granulosus in Australia, widespread and doing well! 2005, doi:10.1016/j.parint.2005.11.031.
8. 1 2 3  Bradley Philip Smith, Carla Anita Litchfield: How well do dingoes, Canis dingo, perform on the detour task? Elsevier Ltd, 15. April 2010, abgerufen am 19. November 2011.
9. ↑  David Macdonald: Die große Enzyklopädie der Säugetiere. Könemann in der Tandem Verlag GmbH, Königswinter 2004, ISBN 3-8331-1006-6.
10. ↑  Inbal Brickner: The impact of domestic dogs (Canis familiaris) on wildlife welfare and conservation: a literature review. (PDF; 190 kB) Abgerufen am 15. November 2011.
11. 1 2  Heinz F. Moeller: Der Beutelwolf. Westarp Wissenschaften, Magdeburg 1997, ISBN 3-89432-869-X.
12. 1 2 3 4 5 6 7 8 9 10 11 12  Peter Fleming, Laurie Corbett, Robert Harden, Peter Thomson: Managing the Impacts of Dingoes and Other Wild Dogs. Bureau of Rural Sciences, Commonwealth of Australia 2001.
13. 1 2 3  Roland Breckwoldt: The Dingo: still a very elegant animal. In: A Symposium on the Dingo. Royal Zoological Society of New South Wales, Marrickville 2001, ISBN 0-9586085-2-0.
14. 1 2 3  Deborah Bird Rose: Dingo makes us Human, life and land in an Aboriginal Australian culture. Cambridge University Press, New York, Oakleigh 1992, ISBN 0-521-39269-1.
15. 1 2 3 4  Dingo. Dog Breed Info Center, abgerufen am 29. April 2009 (englisch).
16. ↑  CANIS LUPIS DINGO – THE AUSTRALIAN WOLF. Western Australian Dingo Association, archiviert vom Original (nicht mehr online verfügbar) am 10. März 2009; abgerufen am 29. April 2009 (englisch).
17. 1 2  Brad Purcell: Dingo. CSIRO PUBLISHING, Collingwood 2010, ISBN 0-643-09693-0.
18. 1 2 3  Ben Allen: Home Range, Activity Patterns, and Habitat use of Urban Dingoes. (PDF) In: 14th Australasian Vertebrate Pest Conference. Invasive Animals CRC, Darwin, 2008, archiviert vom Original (nicht mehr online verfügbar) am 24. April 2009; abgerufen am 29. April 2009 (englisch).
19. 1 2 3  Alfred Edmund Brehm: Brehms Tierleben. Allgemeine Kunde des Tierreichs. Die Säugetiere. Bibliographisches Institut, Leipzig, Wien 1900, S. 82–85.
20. 1 2 3 4 5 6  Dorit Urd Feddersen-Petersen: Ausdrucksverhalten beim Hund. Franckh-Kosmos Verlags-GmbH & Co. KG, Stuttgart 2008, ISBN 978-3-440-09863-9.
21. ↑  Wendy A. Seabrook: Roads as activity corridors for cane toads in Australia. Allen Press, 1996, abgerufen am 19. November 2011.
22. ↑  R. H. Harden: The Ecology of the Dingo in North-Eastern New South Wales. I. Movements and Home Range. CSIRO Publishing, 1985, abgerufen am 30. April 2009.
23. ↑  P. C. Thomson: The behavioural ecology of dingoes in north-western Australia. II. Activity patterns, breeding season and pup rearing. CSIRO Publishing, 1992, abgerufen am 30. April 2009.
24. 1 2 3  Janine Günther, Jens Mohr: Das Northern Territory und weiterführende Routen. 1. Auflage. 360°, Gamehl 2007, ISBN 978-3-9809763-2-9.
25. ↑  South East Queensland’s urban wild dog project. (PDF; 350 kB) In: Beefy and the Beast Issue 15. Department of Natural Resources and Water, September 2006, S. 6, archiviert vom Original (nicht mehr online verfügbar) am 25. Oktober 2009; abgerufen am 8. April 2009.
26. ↑  Karl Vernes, Andrew Dennis, John Winter: Mammalian Diet and Broad Hunting Strategy of the Dingo (Canis familiaris dingo) in the Wet Tropical Rain Forests of Northeastern Australia. In: Biotropica. Band 33, Nr. 2, Juni 2001, S. 339–345, JSTOR:2663839.
27. 1 2 3  A. S. Glen, C. R. Dickman, M. E. Soulé, B. G. Mackey: Evaluating the role of the dingo as a trophic regulator in Australian ecosystems. In: Austral Ecology. 32, 2007, S. 492, doi:10.1111/j.1442-9993.2007.01721.x.
28. ↑  Rachel Paltridge: the diets of cats, foxes and dingoes in relation to prey availability in the Tanami Desert, Northern Territory. CSIRO Publishing, 2002, abgerufen am 15. November 2011.
29. 1 2  Edwards et al.: Managing the impacts of feral camels in Australia: a new way of doing business. (PDF; 11,1 MB) Desert Knowledge CRC, 2008, abgerufen am 14. November 2011.
30. ↑  Ruchira Somaweera, Jonathan K. Webb, Richard Shine: It’s a dog-eat-croc world: dingo predation on the nests of freshwater crocodiles in tropical Australia. (PDF; 590 kB) Ecological Research, 21. Februar 2011, archiviert vom Original (nicht mehr online verfügbar) am 21. März 2012; abgerufen am 6. November 2011.
31. ↑  Whiting et al: Seasonality, abundance and breeding biology of one of the largest populations of nesting flatback turtles, Natator depressus – Cape Domett, Western Australia. CSIRO PUBLISHING, 2008, abgerufen am 13. November 2011.
32. ↑  L.K. Corbett, A.E. Newsome: The feeding ecology of the dingo III. Dietary relationships with widely fluctuating prey populations in arid Australia: an hypothesis of alternation of predation. Springer Verlag, 1987, abgerufen am 24. November 2011 (englisch).
33. ↑  Lawrence K. Corbett: The Dingo in Australia and Asia. Cornell University Press, Ithaca 1995, ISBN 0-8014-8264-X.
34. ↑  Brad V. Purcell: A novel observation of dingoes (Canis lupus dingo) attacking a swimming eastern grey kangaroo (Macropus giganteus). CSIRO Publishing, 15. September 2010, abgerufen am 19. November 2011.
35. ↑  Jonathan K. Webb: Observation of three Dingoes killing a large Lace Monitor (Varanus Varius). In: Australian Mammalogy. Nr. 19, 2006, S. 55–56.
36. 1 2 3  E. Beckmann, Gillian Savage: Evaluation of Dingo Education Strategy and Programs for Fraser Island and Literature review: Communicating to the public about potentially dangerous wildlife in natural settings. (PDF) Queensland Government, Environment and Resource Management, Juni 2003, ehemals im Original (nicht mehr online verfügbar); abgerufen am 3. Mai 2009. (Seite nicht mehr abrufbar. Suche in Webarchiven)
37. 1 2 3 4 5  Kate Lawrance, Karen Higginbottom: Behavioural Responses of Dingoes to Tourist on Fraser Island. (PDF; 831 kB) Sustainable Tourism Cooperative Research Centre, 2002, archiviert vom Original (nicht mehr online verfügbar) am 16. September 2009; abgerufen am 3. Mai 2009.
38. 1 2  P. C. Thomson: The behavioural ecology of dingoes in north-western Australia. III. Hunting and Feeding behaviour, and diet. CSIRO Publishing, 1992, abgerufen am 13. März 2009.
39. 1 2 3 4  L.R. Allen and P.J.S. Fleming: Review of Canid Management in Australia for the Protection of Livestock and Wildlife – Potential Application to Coyote Management. American Sheep Industry Association, abgerufen am 3. Mai 2009.
40. ↑  Lee Allen Peter Thomson, Alan Lisle: Pack size and prey behaviour affects prey selection and the predation of livestock by dingoes. Australian Government – Department of Agriculture, Fisheries and Forestry, archiviert vom Original (nicht mehr online verfügbar) am 10. September 2007; abgerufen am 3. Mai 2009.
41. ↑  Bradley Philip Smith, Carla Anita Litchfield: Dingoes (Canis dingo) can use human social cues to locate hidden food. Springer-Verlag, 16. September 2009, abgerufen am 10. November 2011.
42. ↑  Claridge et al.: Satellite tracking of wild dogs in south-eastern mainland Australian forests: Implications for management of a problematic top-order carnivore. Elsevier Ltd, 21. Juni 2009, abgerufen am 19. November 2011.
43. ↑  P. C. Thomson: The behavioural ecology of dingoes in north-western Australia. IV. Social and spatial organisation, and movements. CSIRO Publishing, 1992, abgerufen am 4. Mai 2009.
44. 1 2 3 4 5 6 7 8 9  Parks and Wildlife Service: A Management Program for the Dingo (Canis lupus dingo) in the Northern Territory of Australia, 2006–2011. (PDF) Department of Natural Resources, archiviert vom Original (nicht mehr online verfügbar) am 13. September 2008; abgerufen am 4. Mai 2009.
45. ↑  Eberhard Trummler, Dietmar Mundo: Das Jahr des Hundes – Ein Jahr im Leben einer Hundefamilie. 1. Auflage. Kynos Verlag, Nerdlen 1984, ISBN 3-924008-11-6.
46. ↑  E Jones and PL Stevens: Reproduction in Wild Canids, Canis-Familiaris, From the Eastern Highlands of Victoria. CSIRO Publishing, 1988, abgerufen am 27. Mai 2009.
47. ↑  Dorit Feddersen-Petersen: Fortpflanzungsverhalten beim Hund. Gustav Fischer Verlag, Jena 1994, ISBN 3-334-60511-6.
48. ↑  P. C. Catling: Seasonal variation in plasma testosterone and the testis in captive male dingoes, Canis familiaries dingo. CSIRO Publishing, 1979, abgerufen am 8. Mai 2009.
49. 1 2  Eberhard Trumler: Mit dem Hund auf du – Zum Verständnis seines Wesens und Verhaltens. R. Piper & Co. Verlag, München 1971, ISBN 3-7632-1599-9.
50. 1 2 3  Ian Moffitt: Der Australische Busch. 5. Auflage. Time-Life Books, Amsterdam 1984, ISBN 90-6182-079-0.
51. 1 2 3  A.W. Hogstrom: A changing approach to Dingo control in Western Australia – Proceedings of the Twelfth Vertebrate Pest Conference. University of Nebraska, 1986, abgerufen am 8. Mai 2009.
52. ↑  PC Thomson, K Rose, NE Kok: The behavioural ecology of dingoes in north-western Australia. VI. Temporary estra-terrestrial movements and dispersal. CSIRO Publishing, 1992, abgerufen am 19. November 2011.
53. ↑  Robley et al.: Movements and habitat selection by wild dogs in eastern Victoria. CSIRO Publishing, 17. März 2010, abgerufen am 19. November 2011.
54. ↑  Doody et al: Indirect impacts of invasive cane toads (Bufo marinus) on nest predation in pig-nosed turtles (Carettochelys insculpta). CSIRO PUBLISHING, 2006, abgerufen am 13. November 2011.
55. 1 2 3 4  Eberhard Trumler: Meine wilden Freunde – Die Wildhundarten der Welt. R. Piper & Co. Verlag, München 1981, ISBN 3-492-02483-1.
56. 1 2 3 4 5  Karen F. Hytten: Dingo dualisms: Exploring the ambiguous identity of Australian dingoes. (PDF; 867 kB) Royal Zoological Society of New South Wales, 2009, abgerufen am 24. November 2011 (englisch).
57. 1 2 3 4  Peter Savolainen, Thomas Leitner, Alan N. Wilton, Elizabeth Matisoo-Smith, Joakim Lundeberg (Edited by Colin Renfrew): A detailed picture of the origin of the Australian dingo, obtained from the study of mitochondrial DNA. (PDF) Proceedings of the National Academy of Sciences in the United States of America, 2004, abgerufen am 8. Mai 2009.
58. 1 2 3 4 5 6 7 8  Robyn Williams, Laurie Corbett, David Jenkins etc.: The Dingo in Australia. The Science Show, 23. Juni 2001, archiviert vom Original (nicht mehr online verfügbar) am 8. Januar 2010; abgerufen am 8. Mai 2009.
59. ↑  R. J. Downward, J. E. Bromell: The development of a policy for the management of Dingo populations in South Australia. University of Nebraska, 1990, abgerufen am 8. Mai 2009.
60. 1 2  Oskarsson et al.: Mitochondrial DNA data indicate an introduction through Mainland Southeast Asia for Australian dingoes and Polynesian domestic dogs. (PDF; 564 kB) The Royal Society, 2011, abgerufen am 24. November 2011 (englisch).
61. ↑  Jane Balme et al. 2018. New dates on dingo bones from Madura Cave provide oldest firm evidence for arrival of the species in Australia. Scientific Reports 8, article number: 9933, doi:10.1038/s41598-018-28324-x
62. ↑  William Dampier: A voyage to New Holland. Project Gutenberg, 1699, abgerufen am 8. Mai 2009.
63. 1 2  Robert Paddle: The last Tasmanian tiger: the history and extinction of the thylacine. CAMBRIDGE UNIVERSITY PRESS, Cambridge 2000, ISBN 0-521-53154-3.
64. ↑  Mike Edmonds: Wild dog rampage in Victoria. heraldsun, 22. Oktober 2008, abgerufen am 8. Mai 2009.
65. ↑  Jonica Newby: Last Of The Dingoes. ABC, 31. März 2005, abgerufen am 8. Mai 2009.
66. ↑  P.F. Woodall, P. Pavlov, K.L. Twyford: Dingoes in Queensland, Australia: skull dimensions and the indenity of wild canids. CSIRO Publishing, 1996, abgerufen am 8. Mai 2009.
67. 1 2  Erik Zimen: Der Hund: Abstammung – Verhalten – Mensch und Hund. 1. Auflage. Bertelsmann, München 1988, ISBN 3-570-00507-0.
68. ↑  Mighael Goates, Bernadine Brimhall, Judith Thompson, Bruge Henderson: The amino acid composition of aT-13 of globin from a pure bred dingo (Cams Familiaris Dingo). (PDF; 134 kB) Nature, 1979, abgerufen am 14. Mai 2009.
69. 1 2  A. N. Wilton, D. J. Steward, K. Zafiris: Microsatellite Variation in the Australian Dingo. Oxford Journals, 1999, abgerufen am 14. Mai 2009.
70. ↑  Boyko et al: Complex population structure in African village dogs and its implications for inferring dog domestication history. 12. Juni 2009, abgerufen am 4. November 2011.
71. ↑  The great dingo dilution. (PDF; 1,2 MB) ECOS Magazine, 2004, abgerufen am 14. Mai 2009.
72. ↑  Emma Young: Wild dingoes descended from domestic dogs. NewScientist, 29. September 2003, abgerufen am 14. Mai 2009.
73. ↑  Bridgett M. von Holdt et al.: Genome-wide SNP and haplotype analyses reveal a rich history underlying dog domestication. Nature, 8. April 2010, abgerufen am 12. Mai 2010.
74. 1 2  Thomas Riepe: Hundeartige – Das Nachschlagewerk der Wild- und Haushunde. animal learn Verlag, Bernau 2008, ISBN 978-3-936188-44-8.
75. ↑  Justyna Zofia Paplinska: CONSTRUCTING A RELIABLE DINGO PURITY TEST 1 – DISTINGUISHING BETWEEN PURE AND HYBRID DINGOES. (PDF; 854 kB) CSIRO Publishing, 2010, archiviert vom Original (nicht mehr online verfügbar) am 4. September 2011; abgerufen am 31. Oktober 2011.
76. ↑  P.C. Catling, L.K. Corbett, A.E. Newsome: Reproduction in captive and wild dingoes (Canis familiaris dingo) in temperate and arid environments of Australia. CSIRO Publishing, 1992, abgerufen am 14. Mai 2009.
77. ↑  A.E. Newsome, L.K. Corbett, S.M. Carpenter: The Identity of the Dingo I. Morphological Discriminants of Dingo and Dog Skulls. CSIRO Publishing, 1980, abgerufen am 14. Mai 2009.
78. ↑  Alan Wilton: Genetic Diversity in the Dingo. dingosanctuary, abgerufen am 14. Mai 2009.
79. 1 2  Brad Purcell, Robert Mulley, Robert Close: Genetic characterisation of dingoes in the Blue Mountains world heritage area. (PDF) In: 14th Australasian Vertebrate Pest Conference. Invasive Animals CRC, Darwin, 2008, S. 140, archiviert vom Original (nicht mehr online verfügbar) am 24. April 2009; abgerufen am 13. Mai 2009.
80. ↑  A Draft Dingo Management Strategy for Fraser Island. Fraser Island Defenders Organization, abgerufen am 14. Mai 2009.
81. ↑  Mike J. Daniels and Laurie Corbett: Redefining introgressed protected mammals: when is a wildcat a wild cat and a dingo a wild dog? CSIRO Publishing, abgerufen am 29. Dezember 2009.
82. ↑  Ricky-John Spencer, Steven J. Lapidge, David Dall, and Simon Humphrys: Bringing out the Mongrel in Australian Dingoes: The Evolution of Wild Dog Body Size. (PDF) In: 14th Australasian Vertebrate Pest Conference. Inavisive Animals CRC, Juni 2008, S. 149, archiviert vom Original (nicht mehr online verfügbar) am 24. April 2009; abgerufen am 10. April 2009.
83. 1 2 3 4 5  Peter Howard: The beast within – an exploration on Australian constructions of wildlife. (PDF; 91 kB) Australian Digital Theses Program, 22. November 2006, archiviert vom Original (nicht mehr online verfügbar) am 6. Juli 2011; abgerufen am 9. Mai 2009.
84. ↑  Dingo. Queensland Government, archiviert vom Original (nicht mehr online verfügbar) am 16. Mai 2009; abgerufen am 15. Mai 2009.
85. ↑  Rory Callinan: Free the Dingoes, Cage the Humans. TIME, 14. April 2008, abgerufen am 15. Mai 2009.
86. ↑  Ellen K. Rudolph: Dingo. Ellen K. Rudolph, 2003, archiviert vom Original (nicht mehr online verfügbar) am 28. November 2009; abgerufen am 15. Mai 2009.
87. ↑  Wild dog intro. Invasive Animals RC, ehemals im Original (nicht mehr online verfügbar); abgerufen am 15. Mai 2009. (Seite nicht mehr abrufbar. Suche in Webarchiven)
88. ↑  Rob Taylor: Australian Farmers Wrestle Dingo Threat. Planet Ark, 3. Mai 2007, abgerufen am 15. Mai 2009.
89. 1 2  Wild dogs/dingo Canis familiaris/Canis familiaris (dingo). (PDF; 454 kB) Queensland Government, September 2002, archiviert vom Original (nicht mehr online verfügbar) am 31. Mai 2009; abgerufen am 13. Mai 2009.
90. ↑  L. Boitani, P. Ciucci: Comparative social ecology of feral dogs and wolves. Firenze University Press, 1995, ehemals im Original (nicht mehr online verfügbar); abgerufen am 15. Mai 2009. (Seite nicht mehr abrufbar. Suche in Webarchiven)
91. 1 2  Dorit Urd Feddersen-Petersen: Hundepsychologie. 4. Auflage. Franckh-Kosmos-Verlag & Co. KG, Stuttgart 2004, ISBN 978-3-440-09780-9.
92. 1 2 3  Merryl Ann Parker: Bringing the dingo home: discursive representations of the dingo by aboriginal, colonial and contemporary Australians. (PDF; 15 kB) UTAS ePrints, April 2006, archiviert vom Original (nicht mehr online verfügbar) am 24. April 2009; abgerufen am 9. Mai 2009.
93. ↑  Wolf or feral domestic dog? Dingo Care Network, archiviert vom Original (nicht mehr online verfügbar) am 2. November 2008; abgerufen am 15. Mai 2009.
94. 1 2  Helmut Hemmer: Domestikation, Verarmung der Merkwelt. Friedr. Vieweg & Sohn Verlagsgesellschaft mbH, Braunschweig 1983, ISBN 3-528-08504-5.
95. ↑  Eberhard Trumler: Ein Hund wird geboren; Der Ratgeber für den Hundefreund. R. Piper GmbH & Co. KG, München 1982, ISBN 3-492-02775-X.
96. ↑  J. Michael Reed: Recognition behavior based problems in species conservation. (PDF; 952 kB) 20. Dezember 2004, abgerufen am 2. Mai 2009.
97. ↑  Allan Wilton: Genetic variation in the Australian Dingo. Wolfweb, archiviert vom Original (nicht mehr online verfügbar) am 12. Mai 2009; abgerufen am 15. Mai 2009.  Info: Der Archivlink wurde automatisch eingesetzt und noch nicht geprüft. Bitte prüfe Original- und Archivlink gemäß Anleitung und entferne dann diesen Hinweis.
98. ↑  William Jardine: The Naturalist’s Library. Lizards, 1839.
99. ↑  Erik Zimen: Der Hund, Abstammung – Verhalten – Mensch und Hund, Taschenbuchausgabe. 1. Auflage. Wilhelm Goldmann Verlag, München 2010, ISBN 978-3-442-15627-6.
100. ↑  Mary Hintze: Canis lupus dingo. Animal Diversity Web, abgerufen am 15. Mai 2009.
101. ↑  Megan Doherty: Fury over Namadgi’s wild dogs. The Canberra Times, 18. Juli 2008, archiviert vom Original (nicht mehr online verfügbar) am 20. Juli 2008; abgerufen am 15. Mai 2009.
102. ↑  John Roach: Does Extinction Loom for Australia’s Wild Dingoes? National Geographic News, 10. Dezember 2004, abgerufen am 15. Mai 2009.
103. ↑  Leigh Daton: On the trail of the first dingo. Science Magazine, 24. Oktober 2003, abgerufen am 15. Mai 2009.
104. 1 2 3  Going to the dogs: DNA evidence is damning dingo’s future. The Sydney Morning Herald, 31. August 2002, abgerufen am 9. Mai 2009.
105. ↑  Jeff Short, J. E. Kinnearb, Alan Robleyc: Surplus killing by introduced predators in Australia — evidence for ineffective anti-predator adaptations in native prey species? 2001, doi:10.1016/S0006-3207(01)00139-2.
106. ↑  S. Wroe, P. Clausen, C. McHenry, K. Moreno, E. Cunningham: Computer simulation of feeding behaviour in the thylacine and dingo as a novel test for convergence and niche overlap. In: Proceedings. Biological sciences / The Royal Society. Band 274, Nummer 1627, November 2007, S. 2819–2828, ISSN 0962-8452. doi:10.1098/rspb.2007.0906. PMID 17785272. PMC 2288692 (freier Volltext).
107. ↑  C. N. Johnson, S. Wroe: Causes of extinction of vertebrates during the Holocene of mainland Australia: arrival of the dingo, or human impact? (PDF; 200 kB) In: The Holocene, Nr. 13. 2003, S. 1009–1016, abgerufen am 20. November 2011.
108. ↑  Thomas A. A. Prowse u. a.: An ecological regime shift resulting from disrupted predator-prey interactions in Holocene Australia. In: Ecology. 2013, doi:10.1890/13-0746.1 Zusammenfassung (englisch): Dingo wrongly blamed for extinctions. Abgerufen am 21. Januar 2014.
109. ↑  Biologie – Die Unschuld des Dingos. von Monika Seynsche im Deutschlandfunk. Abgerufen am 21. Januar 2014.
110. ↑  Hayward et al.: Local population structure of a naturally occurring metapopulation of the quokka (Setonix brachyurus Macropodidae: Marsupialia). Elsevier Science, 18. Juli 2002, abgerufen am 14. November 2011.
111. 1 2  Breeding Leathal Weapons of Mass Distruction Sanctioned. Save Our Snowy, abgerufen am 9. Mai 2009.
112. ↑  Clark J. McGhie, Steve Watson: Queenslands wild deer and their role in sustainable wildlife management. Research into Deer Genetics and Environments, 1995, abgerufen am 14. November 2011.
113. ↑  Michelle Dawson: The Population Ecology of Feral Horses in the Australian Alps. University of Canberra, April 2005, ehemals im Original (nicht mehr online verfügbar); abgerufen am 15. November 2011. (Seite nicht mehr abrufbar. Suche in Webarchiven)
114. ↑  L. Corbett: Does Dingo Predation or Buffalo Competition Regulate Feral Pig Populations in the Australian Wet-Dry Tropics? An Experimental Study. CSIRO Publishing, 1995, abgerufen am 9. Mai 2009.
115. ↑  Peter F. Woodall: Distribution and Population Dynamics of Dingoes (Canis familiaris) and Feral Pigs(Sus scrofa) in Queensland, 1945–1976. The Journal of Applied Ecology, April 1983, abgerufen am 10. November 2011.
116. ↑  D. A. Risbey et al.: The impact of cats and foxes on the small vertebrate fauna of Heirisson Prong, Western Australia. II. Afield experiment. CSIRO Publishing, 2000, abgerufen am 15. November 2011.
117. ↑  Katherine E Moseby, Heather Neilly, John L Read and Helen Crisp1: Interactions between a top order predator and exotic mesopredators in the Australian Rangelanda. Wiley InterScience, 2010, abgerufen am 31. Oktober 2011.
118. ↑  Bruce D. Mitchell, Peter B. Banks: Do wild dogs exclude foxes? Evidence for competition from dietary and spatial overlaps. In: Austral Ecology. 30, 2005, S. 581, doi:10.1111/j.1442-9993.2005.01473.x.
119. ↑  CUPPLES et al: Dietary overlap and prey selectivity among sympatric carnivores: could dingoes suppress foxes through competition for prey? (PDF) Journal of Mammalogy, 2011, abgerufen am 3. November 2011.
120. ↑  A.R. Pople, G.C. Grigg, S.C. Cairns, L.A. Beard, P. Alexander: Trends in the numbers of red kangaroos and emus on either side of the South Australian dingo fence: evidence for predator regulation? (PDF; 207 kB) The University of Queensland, 1. Januar 2000, abgerufen am 9. Mai 2009.
121. 1 2  A. D. Wallach & A. J. O’Neill: Threatened species indicate hot–spots of top–down regulation. 2009, ehemals im Original (nicht mehr online verfügbar); abgerufen am 15. November 2011. (Seite nicht mehr abrufbar. Suche in Webarchiven)
122. ↑  Hayward et al.: Chapter 11. Reintroducing the Dingo: Can Australia’s Conservation Wastelands be Restored? Blackwell Publishing Ltd, 2009, abgerufen am 20. November 2011.
123. ↑  Benjamin L Allen, Peter J S Fleming and Guy Ballard: SIX IMPORTANT ONSIDERATIONS WHEN EVALUATING DINGOES (CANIS LUPUS DINGO) AS POTENTIAL BIODIVERSITY CONSERVATION TOOLS IN AUSTRALIA? (PDF; 854 kB) 2010, archiviert vom Original (nicht mehr online verfügbar) am 4. September 2011; abgerufen am 31. Oktober 2011.
124. 1 2  Webseite SaveTheDingo.com (Memento vom 3. August 2008 im Internet Archive)
125. 1 2 3  David Trigger, Jane Mulcock, Andrea Gaynor, Yann Toussaint: Ecological restoration, cultural preferences and the negotiation of ‘nativeness’ in Australia. (PDF) South West NRM Ltd, 14. November 2006, archiviert vom Original (nicht mehr online verfügbar) am 9. Oktober 2009; abgerufen am 9. Mai 2009.  Info: Der Archivlink wurde automatisch eingesetzt und noch nicht geprüft. Bitte prüfe Original- und Archivlink gemäß Anleitung und entferne dann diesen Hinweis.
126. 1 2  Merryl Parker: The Cunning Dingo. (PDF; 169 kB) Animals & Society Institute, 2007, archiviert vom Original (nicht mehr online verfügbar) am 27. Juli 2011; abgerufen am 9. Mai 2009.
127. ↑  Wild 'superdogs’ may attack people, farmers warn Shanghai Star. Shanghai Star, 27. Juni 2002, archiviert vom Original (nicht mehr online verfügbar) am 11. Juni 2011; abgerufen am 9. Mai 2009.
128. ↑  Nicholas Smith: The Howl and the Pussy: Feral Cats and Wild Dogs in the Australian Imagination. In: The Australian Journal of Anthropology. 10. Februar 2010, doi:10.1111/j.1835-9310.1999.tb00026.x.
129. ↑  Science Fiction Naturalises Dingo. SOS-Newsfront, abgerufen am 9. Mai 2009.
130. ↑  Dingo. Lioncrusher’s Domain, archiviert vom Original (nicht mehr online verfügbar) am 7. März 2005; abgerufen am 9. Mai 2009.
131. 1 2  Dingo Extinction. DOGSLife, archiviert vom Original (nicht mehr online verfügbar) am 14. September 2009; abgerufen am 9. Mai 2009.
132. ↑  Melissa Fyfe: In wild dog country, all death is merciless. WAtoday, 6. Dezember 2008, abgerufen am 9. Mai 2009.
133. ↑  E. Kolig: Aboriginal dogmatics: canines in theory, myth and dogma. In: Bijdragen tot de Taal-, Land- en Volkenkunde. Band 134. Leiden 1978.
134. ↑  Western Australian Wild Dog Management Strategy 2005. (PDF; 294 kB) August 2005, archiviert vom Original (nicht mehr online verfügbar) am 19. September 2009; abgerufen am 9. Mai 2009.
135. ↑  Animals – Dingo Wild Dog (canis lupus familiaris, canis lupus dingo and hybrids). Northern Territory Government, archiviert vom Original (nicht mehr online verfügbar) am 29. Juni 2011; abgerufen am 9. Mai 2009.
136. ↑  Brian Hayden: Dingoes: Pets or Producers? Hrsg.: Northern Territory Government. doi:10.1111/j.1835-9310.1975.tb00906.x (Australian Anthropological Society).
137. ↑  Rachel Nowak: At last, a use for dingo urine. New Scientist, 26. Juni 2008, abgerufen am 9. Mai 2009.
138. ↑  https://www.iucnredlist.org/search?query=Canis%20lupus%20ssp.%20dingo&searchType=species
139. ↑  Wild Dogs and Dingoes in Victoria. (PDF) Department of Primary Industries, Dezember 2007, abgerufen am 9. Mai 2009.
140. ↑  Dingo protected in Victoria. ABC News, 24. Oktober 2008, abgerufen am 9. Mai 2009.
141. ↑  G. Tyrell, R. Hunt: Use of Llamas as livestock guarding animals to limit the incidence of sheep predation by wild dogs (Canis lupus dingo) and foxes (Vulpes vulpes). (PDF; 17 kB) NSW Department of Environment & Climate Change, 2008, archiviert vom Original (nicht mehr online verfügbar) am 22. Januar 2015; abgerufen am 16. November 2011.
142. ↑  Ejector research update. (PDF; 240 kB) In: Beefy and the Beast Issue 11. Department of Natural Resources and Mines, August 2003, archiviert vom Original (nicht mehr online verfügbar) am 25. Oktober 2009; abgerufen am 13. Mai 2009.  Info: Der Archivlink wurde automatisch eingesetzt und noch nicht geprüft. Bitte prüfe Original- und Archivlink gemäß Anleitung und entferne dann diesen Hinweis.
143. 1 2  Livestock protection collars to be tested in Queensland. (PDF; 221 kB) In: Beefy and the Beast Issue 12. Department of Natural Resources and Mines, April 2004, archiviert vom Original (nicht mehr online verfügbar) am 25. Oktober 2009; abgerufen am 13. Mai 2009.  Info: Der Archivlink wurde automatisch eingesetzt und noch nicht geprüft. Bitte prüfe Original- und Archivlink gemäß Anleitung und entferne dann diesen Hinweis.
144. ↑  L.R. Allen, E.C. Sparkes: The effect of dingo control on sheep and beef cattle in Queensland. In: Journal of Applied Ecology. 38, 2001, S. 76, doi:10.1046/j.1365-2664.2001.00569.x.
145. ↑  J. C. McIlroy: The Sensitivity of Australian Animals to 1080 Poison 11. Marsupial and Eutherian Carnivores. CSIRO Publishing, 1981, abgerufen am 15. November 2011.
146. ↑  Andrew W. Claridge, Douglas J. Mills: Aerial baiting for wild dogs has no observable impact on spotted-tailed quolls (Dasyurus maculatus) in a rainshadow woodland. CSIRO Publishing, 24. April 2007, abgerufen am 19. November 2011.
147. ↑  Fenner et al.: Aerial baiting with 1080 to control wild dogs does not affect the populations of two common small mammal species. CSIRO Publishing, 2009, abgerufen am 19. November 2011.
148. ↑  Laurie E. Twigg, Steve R. Eldridge, Glenn P. Edwards, Bernie J. Shakeshaft, Nicki D. dePreu and Neville Adams: The longevity and efficacy of 1080 meat baits used for dingo control in central Australia. CSIRO Publishing, 2000, abgerufen am 15. November 2011.
149. ↑  A. D. Wallach, E. G. Ritchie, J. Read, A. J. O’Neill: More than mere numbers: the impact of lethal control on the social stability of a top-order predator. In: PloS one. Band 4, Nummer 9, 2009, S. e6861, ISSN 1932-6203. doi:10.1371/journal.pone.0006861. PMID 19724642. PMC 2730570 (freier Volltext).
150. ↑  Paul Darren Sheil: Solutions for the growing problem of wild dogs in residential areas. (PDF; 212 kB) September 2003, archiviert vom Original (nicht mehr online verfügbar) am 21. März 2012; abgerufen am 22. November 2011.
151. ↑  Eric O. Davis, Andrew R. Leys: Reconciling wild dog control and dingo conservation under New South Wales legislation. In: A Symposium on the Dingo. Royal Zoological Society of New South Wales, Marrickville 2001, ISBN 0-9586085-2-0.
152. ↑  Predation and Hybridisation by Feral Dogs (Canis lupus familiaris) – proposed key threatening process listing. New South Wales Government, 29. August 2008, abgerufen am 13. Mai 2009.
153. 1 2 3  Barry Oakman: The problems with keeping dingoes as pets and dingo conservation. In: A Symposium on the Dingo. Royal Zoological Society of New South Wales, Marrickville 2001, ISBN 0-9586085-2-0.
154. ↑  Nic Papalia: Dingo is Not a Dirty Word. About.com, archiviert vom Original (nicht mehr online verfügbar) am 2. Mai 2009; abgerufen am 14. Mai 2009.  Info: Der Archivlink wurde automatisch eingesetzt und noch nicht geprüft. Bitte prüfe Original- und Archivlink gemäß Anleitung und entferne dann diesen Hinweis.
155. ↑  Ebethard Trumler: Hunde ernst genommen – Zum Wesen und Verständnis ihres Verhaltens. 9. Auflage. R. Piper & Co. Verlag, München 1989, ISBN 3-492-11044-4.
156. ↑  Eberhard Trumler: Trumlers Ratgeber für den Hundefreund. 7. Auflage. Piper Verlag, München 2004, ISBN 3-492-20940-8.
157. ↑  Australische Dingos wieder im Tierpark Berlin. Tierpark Berlin, April 2008, archiviert vom Original (nicht mehr online verfügbar) am 20. April 2010; abgerufen am 14. Mai 2009.
158. ↑  Iris Mackensen-Friedrichs: Praktikumsprotokoll. bestanimal, ehemals im Original (nicht mehr online verfügbar); abgerufen am 14. Mai 2009 (Dezember 2007/Januar 2008). (Seite nicht mehr abrufbar. Suche in Webarchiven)
159. ↑  Dingo-Rudel aus Thüringen für den Tierpark. Berliner Morgenpost, 28. März 2008, abgerufen am 14. Mai 2009.
160. ↑  Zuchtstandard Dingo (Memento vom 6. Juli 2011 im Internet Archive).
161. ↑  Why the dingo should be allowed to have its day. The Canberra Times, 11. April 2009, ehemals im Original (nicht mehr online verfügbar); abgerufen am 14. Mai 2009. (Seite nicht mehr abrufbar. Suche in Webarchiven)
162. ↑  Rosslyn Beeby: Genetic dilution dogs dingoes. The Canberra Times, 7. Februar 2007, archiviert vom Original (nicht mehr online verfügbar) am 15. April 2009; abgerufen am 14. Mai 2009.
163. ↑  — (Memento vom 6. Februar 2006 im Internet Archive)
164. ↑  Günther Bloch: Der Wolf im Hundepelz. Franckh-Kosmos Verlags-GmbH & Co. KG, Stuttgart 2004, ISBN 3-440-10145-2.
165. ↑  McGreevy, Nicholas: Some practical solutions to welfare problems in dog breeding. (PDF) Veterinary Education and Information Network, 1999, archiviert vom Original (nicht mehr online verfügbar) am 27. März 2009; abgerufen am 20. Juli 2009.
166. ↑  Eberhard Trumler: Das Jahr des Hundes. 3. Auflage. Kynos-Verlag, Mürlenbach 1997, ISBN 3-924008-11-6.
167. 1 2  Risk Assessment: Risk to humans posed by the dingo population on Fraser Island. (PDF) Environmental Protection Agency, Mai 2001, ehemals im Original (nicht mehr online verfügbar); abgerufen am 14. Mai 2009. (Seite nicht mehr abrufbar. Suche in Webarchiven)
168. ↑  G. F. Humphrey: The Zoology – Law interface: dingoes, the environment and pesticides. (PDF) Royal Zoological Society, 14. September 1991, archiviert vom Original (nicht mehr online verfügbar) am 20. März 2012; abgerufen am 15. November 2011.
169. ↑  Mother jailed in dingo baby murder. BBC-News, 29. Oktober 1982, abgerufen am 14. Mai 2009.
170. ↑  Little hope for baby girl taken by wild dog at Ayers Rock. The Sydney Morning Herald, 19. August 1980, abgerufen am 14. Mai 2009.